# Iserlohn Roosters
Die Iserlohn Roosters (Aussprache ['ɹu:stəz], deutsch Iserlohner Hähne) sind eine Eishockeymannschaft aus der Stadt Iserlohn in Nordrhein-Westfalen, die im Jahr 2000 entstanden ist und seitdem kontinuierlich in der Deutschen Eishockey Liga (DEL), der höchsten deutschen Spielklasse, antritt. Ihr Stammverein ist der im Jahr 1994 gegründete Iserlohner Eishockey Club (kurz: IEC), aus dem sie nach dem Erwerb der DEL-Lizenz ausgegliedert wurde. Zunächst als Gesellschaft mit beschränkter Haftung (GmbH) geführt, besteht das Unternehmen seit Anfang 2018 in der Rechtsform einer Kommanditgesellschaft (GmbH & Co. KG).
Die Ursprünge des Clubs liegen im EC Deilinghofen (ECD), der im Jahr 1959 in Deilinghofen, einem heutigen Ortsteil der Nachbarstadt Hemer, gegründet worden war. Der ECD verlegte seinen Spielbetrieb 1971 in die Eissporthalle Iserlohn, die auch heute noch, seit 2022 unter dem Namen „Balver Zinn Arena“, als Spielstätte dient. Der Verein wurde im Jahr 1979 in ECD Iserlohn umbenannt und nach einer Insolvenz 1988 als ECD Sauerland neu gegründet, der bis zu einem weiteren Konkurs 1994 bestand. Die Vereinsfarben sind blau-weiß.

## Geschichte

### Vereinslose Zeit (vor 1959)

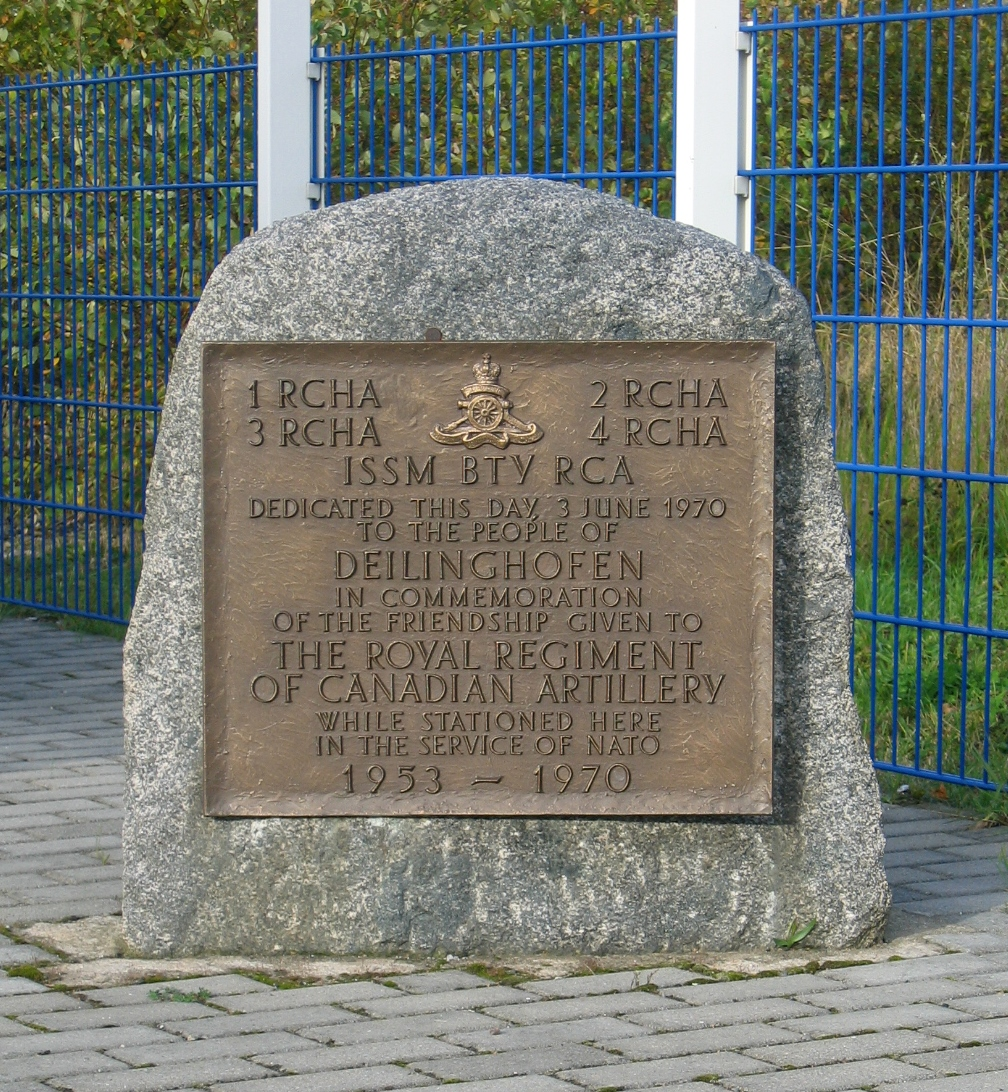
Gedenkstein des Royal Regiment of Canadian Artillery an die Zeit der Stationierung von 1953 bis 1970

Die Anfänge des Eishockeysports im Sauerland gehen auf die Stationierung kanadischer Soldaten in Deilinghofen nach dem Ende des Koreakriegs im Jahr 1953 zurück. Schon wenige Monate später errichteten sie in ihrer Kaserne, dem Fort Prince of Wales, eine Kunsteisbahn, um Eishockey spielen zu können. Nachdem zunächst nur kanadische Zuschauer zugelassen worden waren, luden die Soldaten ab Mitte der 1950er Jahre immer häufiger auch Anwohner aus Deilinghofen ein, die Spiele von der Tribüne aus zu verfolgen.
Die Jugendlichen des Dorfes interessierten sich schnell für diesen ihnen unbekannten Sport und ahmten das Spiel der Kanadier auf zugefrorenen Teichen oder auf der Straße nach. Dafür sammelten sie die Schläger, die den Kanadiern kaputt gegangen waren und spielten damit. Teilweise nahmen sie auch Spazierstöcke zum Spiel. 1957 erlaubten die Soldaten den deutschen Jugendlichen erstmals die Nutzung der Eisbahn. Einmal wöchentlich, immer am frühen Sonntagmorgen, trainierten rund 15 Deilinghofer im Alter von 14 bis 18 Jahren für jeweils zwei Stunden auf der Eisfläche. Voraussetzung war, dass die Spieler die Eisfläche am Vorabend selber herrichteten. Die Streitkräfte stellten zunächst wechselnde Trainer und später mit Charles McCuaig einen kontinuierlich mit der Mannschaft arbeitenden Coach bereit.
Parallel verfolgten die Jugendlichen Pläne, im „Kanu-Segel-Club Hemer“ eine Eishockey-Abteilung zu gründen. Dieses Vorhaben scheiterte aber unter anderem am fehlenden Versicherungsschutz. Dennoch fand am 8. März 1958 das erste Spiel einer Deilinghofer Mannschaft gegen ein kanadisches Nachwuchsteam aus Soest statt. Die Ausrüstung war eine kanadische Leihgabe. Vor 120 Zuschauern brachte Bernd Jacob die Heimmannschaft in Führung, die bis weit ins zweite Drittel anhielt. Am Ende mussten sich die Deilinghofer der erfahrenen kanadischen Mannschaft aber mit 2:6 geschlagen geben.
Nach der Sommerpause wurde der Spielbetrieb intensiviert. Die Jugendlichen trafen dabei im Winter 1958/59 erstmals auch auf deutsche Jugendmannschaften. Auch das Interesse der Bevölkerung wuchs merklich. Ein Spiel gegen den Nachwuchs des TuS Eintracht Dortmund zum Beispiel verfolgten rund 1000 Zuschauer.

### EC Deilinghofen (1959–1979)

#### Vereinsgründung und Anfänge in der Jugendliga
In den Weihnachtsferien 1958/59 baten drei der Spieler ihren ehemaligen Lehrer Hanskarl Franke um Unterstützung bei der Gründung eines eigenen Vereins. Nach weiteren Vorbereitungen, unter anderem mussten Erwachsene zur Besetzung der Vorstandsämter gefunden werden, fand am Abend des 28. Februar 1959 im Gasthof Sonneborn die Gründungsversammlung statt. 17 Jugendliche und sieben Erwachsene hoben den „Eishockeyclub Deilinghofen“ (ECD), der Name war schon bei den inoffiziellen Spielen der vorangegangenen Monate genutzt worden, aus der Taufe. Sieben weitere Jugendliche konnten nicht an der Gründungsversammlung teilnehmen, bekundeten aber schon am Tag zuvor ihre Zustimmung. Unter den Gründungsmitgliedern waren mit Bernd Jacob, Reinhard Kasper, Ekke Lindermann, Klaus Neugebauer, Jörg Schauhoff, Karl-Friedrich Schauhoff und Gerd Schulte sieben Spieler, die im Verlauf der Jahre mit dem ECD bis in die zweithöchste deutsche Spielklasse aufstiegen.
Zum Zeitpunkt der ECD-Gründung gab es in ganz Deutschland nur 49 Vereine mit Eishockey-Abteilungen, von denen allerdings längst nicht alle auch am Spielbetrieb teilnahmen. In Nordrhein-Westfalen war der ECD der neunte Eishockeyverein, doch die meisten von ihnen lagen im Rheinland. In Westfalen wurde zu dieser Zeit nur beim TuS Eintracht Dortmund Eishockey gespielt. Mit Unterstützung von Preussen Krefeld wurde in den folgenden Wochen die Satzung erarbeitet und der ECD trat dem Landeseissportverband NRW bei.
Wegen des heißen und trockenen Sommers 1959 konnte die Eisfläche in Deilinghofen erst Ende Oktober erstmals aufbereitet werden. Die Vorbereitung auf die erste Saison im Ligenspielbetrieb fand daher überwiegend auf Straßen und Plätzen im Dorf statt. Da viele Spieler des ECD parallel auch Mitglieder beim Turnverein Deilinghofen und dem SV Deilinghofen 08 waren, konnten sie sich durch Leichtathletik und Fußball fit halten. Einmal wöchentlich erteilte ihnen Trainer Charles McCuaig zudem Regelkunde.
| Saison  | Liga                  | Platzierung | Endrunde               | Platzierung |
| ------- | --------------------- | ----------- | ---------------------- | ----------- |
| 1959/60 | Landes-Jugendliga NRW | 2           | Deutsche Meisterschaft | 5           |
| 1960/61 | Landes-Jugendliga NRW | 1           | Deutsche Meisterschaft | 2           |

Mit einem Auswärtsspiel in Krefeld startete der ECD in die Landes-Jugendliga NRW. Trotz aller Nervosität – von der sich sogar der Busfahrer anstecken ließ und nach einer Irrfahrt mitten auf einer Rheinbrücke in Düsseldorf wenden musste – gewann die Mannschaft vor 80 mitgereisten Fans aus Deilinghofen gegen Preussen Krefeld mit 3:2. In den folgenden Wochen gewann der ECD vier der fünf Heimspiele und wies auch auswärts eine positive Bilanz auf, sodass das Team hinter dem Krefelder EV auf Anhieb den zweiten Platz belegte. Der noch junge Verein gewann mit seinen Erfolgen schnell viele Fans. Den 4:0-Sieg beim letzten Heimspiel gegen den Kölner EK verfolgten rund 4000 Zuschauer. Durch den zweiten Platz in der Jugendliga NRW war der ECD für die deutsche Jugendmeisterschaft 1960 in Köln qualifiziert, bei der die Mannschaft das selbst auferlegte Ziel, nicht Letzter zu werden, durch einen Erfolg über den Berliner Schlittschuhclub erreichte.
Nach den ersten Erfolgen vermuteten auswärtige Sportbegeisterte Deilinghofen meist in Bayern, wo Eishockey stärker verbreitet war. Um das Missverständnis auszuräumen, wurde im Vorfeld der Saison 1960/61 der Zusatz „Sauerland“ in den Vereinsnamen aufgenommen. In Deilinghofen selbst rief die Euphorie um den ECD im Übrigen auch Neider hervor: Die Verantwortlichen des Fußballvereins SV Deilinghofen 08 verhängten im Mai 1960 ein Spielverbot gegen die Spieler, die parallel auch dem Eishockeyclub angehörten und deshalb im Winter nicht mehr zur Verfügung standen.
In der Spielzeit 1960/61 dominierte der ECD die NRW-Jugendliga, obwohl nur neun Spieler zur Verfügung standen. Nach neun Siegen in zehn Spielen war das Team dieses Mal als einziger Vertreter aus NRW erneut für die Endrunde der deutschen Meisterschaft qualifiziert. Nach Erfolgen gegen den EC Bad Tölz, VfL Bad Nauheim, SC Brandenburg und Mannheimer ERC wurde der ECD hinter dem EV Füssen, dem man sich im direkten Duell mit 1:8 deutlich geschlagen geben musste, Deutscher Jugendvizemeister. Nach der Rückkehr wurde die Mannschaft von etwa 2000 Fans am Bahnhof Hemer empfangen und euphorisch gefeiert. Fünf ECD-Spieler wurden aufgrund des Erfolges bei den deutschen Jugendmeisterschaften in die deutsche Jugendnationalmannschaft berufen und nahmen an zwei Länderspielen in der Schweiz teil.
Der unerwartete Erfolg und die ungewöhnliche Beziehung zwischen den ausländischen Streitkräften und der deutschen Bevölkerung lösten ein bundesweites Medienecho aus. Die Zeitung Die Welt widmete den Sauerländern einen längeren Artikel, in dem die junge Mannschaft als „Kanadier aus dem Sauerland“ betitelt wurde. Der WDR nahm ein Hörspiel über den ECD und das Leben in Deilinghofen auf. Das Magazin Stern entsandte einen Fotografen zum Training.

#### Einstieg in den Seniorenbereich und Aufstieg in die Oberliga
| Saison  | Liga             | Platzierung | Relegation                      | Platzierung |
| ------- | ---------------- | ----------- | ------------------------------- | ----------- |
| 1961/62 | Gruppenliga Nord | 1           | Oberliga-Aufstiegsrunde         | 4           |
| 1962/63 | Gruppenliga Nord | 1           | Oberliga-Aufstiegsrunde         | 2           |
| 1963/64 | Gruppenliga Nord | 1           | Oberliga-Aufstiegsrunde         | 4           |
| 1964/65 | Gruppenliga Nord | 2           | Oberliga-Aufstiegsrunde         | 2           |
| 1965/66 | Oberliga         | 8           | nicht ausgetragen               | –           |
| 1966/67 | Oberliga Nord    | 4           | Oberliga-Qualifikationsrunde    | 2           |
| 1967/68 | Oberliga Nord    | 4           | Bundesliga- Qualifikationsrunde | 6           |
| 1968/69 | Oberliga Nord    | 2           | Bundesliga- Qualifikationsrunde | 4           |
| 1969/70 | Oberliga Nord    | 1           | Bundesliga- Qualifikationsrunde | 6           |

Weil die Spieler allmählich zu alt für die Jugendliga geworden waren, stieg der ECD in der Saison 1961/62 in den Seniorenbereich ein. Mit dem neuen Coach Victor Leury ging die Mannschaft in der Gruppenliga an den Start. Einige Spieler, die schon in den beiden Jahren zuvor zu alt für die Jugendmannschaft waren, verstärkten den Kader. Zudem wechselte mit Karl-Heinz Muus aus Dortmund erstmals ein auswärtiger Spieler nach Deilinghofen. Das Team startete mit einem zweistelligen Sieg in die neue Spielzeit. Beim 11:2 gegen den Essener RSC erzielten allein die Schauhoff-Brüder, die als stärkste Akteure der Anfangsjahre galten, zusammen sechs Tore. Der ECD sammelte in der Nordgruppe im Laufe der Saison 19 von 20 möglichen Punkten. Das einzige Unentschieden der Spielzeit sorgte als „Schlacht am Pferdeturm“ für Schlagzeilen: Beim Auswärtsspiel gegen die RESG Hannover kam es zu Prügeleien unter den Fans und auf den Parkplätzen um das Stadion wurden die Autos der rund 500 mitgereisten Deilinghofer beschädigt. In der Aufstiegsrunde traf der ECD erneut auf Hannover sowie auf die beiden stärksten Mannschaften der Südgruppe, den EV Pfronten und den TSV Holzkirchen. Mit fünf Punkten aus sechs Begegnungen belegten die Deilinghofer den letzten Platz.
Dass der Aufstieg in die Oberliga so deutlich verpasst wurde, sorgte bei Fans und Verantwortlichen für Enttäuschung. In Alfons Sebastian Maier, dem Direktor der Iserlohner Brauerei, fand sich ein Unterstützer, der für die Saison 1962/63 nicht nur finanziell neue Möglichkeiten eröffnete, sondern auch aktiv bei der Spielersuche in seiner bayerischen Heimat unterstützte. Über Zeitungsannoncen und Jobangebote in der Brauerei holte er mit Josef Machenschalk vom ESV Kaufbeuren und Kurt Lammert vom Mannheimer ERC unter anderem zwei Spieler mit Bundesliga-Erfahrung zum ECD, die dem Verein über Jahre erhalten blieben. Der ECD wurde erneut souverän Erster der Nordgruppe, scheiterte aber wie im Vorjahr in der Aufstiegsrunde. Ein ähnliches Bild ergab sich im dritten Anlauf in der Spielzeit 1963/64: Auf überlegene Erfolge in der Hauptrunde folgten enttäuschende Leistungen in der Aufstiegsrelegation, sodass erste Experten den Verein als „unaufsteigbar“ betitelten.
Im vierten Jahr in der Gruppenliga, der Saison 1964/65, gab es mit dem Kölner EK erstmals einen Verein, der mit dem ECD nicht nur mithalten, sondern ihn auch übertrumpfen konnte. Als Tabellenzweiter erreichten die Deilinghofer zwar abermals die Aufstiegsrunde, machten sich jedoch auch in Hinblick auf die als stark eingeschätzten Gegner aus der Südgruppe, den EV Rosenheim und den Augsburger EV, wenig Hoffnungen auf die Qualifikation für die Oberliga. Das änderte sich schlagartig, als das Team mit einem Sieg gegen Rosenheim und einem Unentschieden gegen Augsburg von der Auswärtstour nach Bayern zurückkehrte. Nach zwei Heimsiegen gegen Köln und Rosenheim stand der Aufstieg schließlich fest.

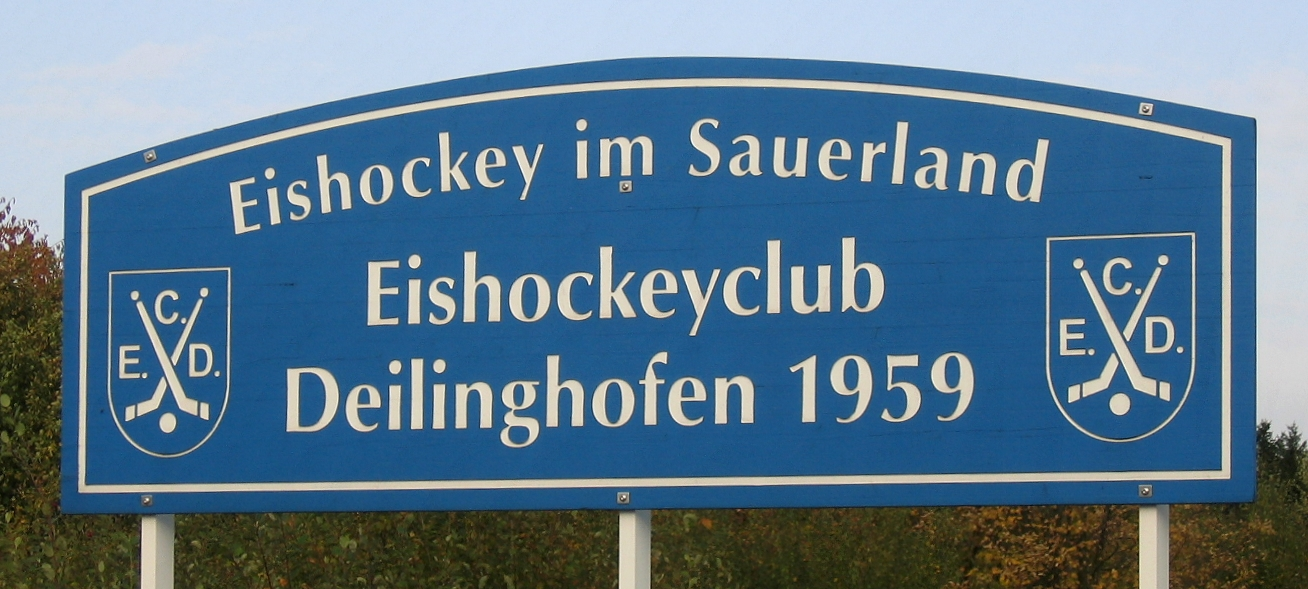
Schild auf dem Gelände der ECD-Erinnerungsstätte in Hemer-Deilinghofen

Mit sechs Neuzugängen, darunter allein fünf aus Dortmund, startete der ECD in die Saison 1965/66. Doch trotz der Verstärkungen – heraus stach Toptorjäger Wolfgang Peske mit 17 Treffern in 20 Spielen – verlief die erste Oberliga-Spielzeit für den Verein holprig. Erstmals verzeichnete die Mannschaft mehr Niederlagen als Siege, infolgedessen kamen weniger Zuschauer in die Eishalle und auch die Kontinuität ging durch Versetzungen innerhalb der kanadischen Armee verloren: Nachdem Jim Taylor, der die Mannschaft seit 1963 trainiert hatte, kurz nach Saisonbeginn versetzt worden war, musste auch sein Nachfolger James Jones das Traineramt noch während der Saison wieder abgeben, weil er an einen anderen Standort wechselte. Danach übernahm erstmals ein Deutscher die sportliche Verantwortung beim ECD: Der neue Trainer Horst Kubik kam aus Dortmund, sodass er einen Großteil der Mannschaft immerhin schon kannte.
Schwerwiegender waren aber die schlechten Trainingsbedingungen, schließlich war der ECD noch immer nur Gast in der Eishalle. Erst durch das Engagement des Deilinghofer Bürgermeisters Ernst Loewen erhielt der Verein einen zweiten Trainingszeitraum zugewiesen: Damit konnte nicht mehr nur am frühen Sonntagmorgen, sondern auch am späten Donnerstagabend trainiert werden. Allerdings mussten die Spieler das Eis anschließend noch aufbereiteten, sodass sie meist erst gegen 1 Uhr die Halle verlassen konnten. Das gesamte Equipment musste die Mannschaft nach jedem Training wieder mit nach Hause nehmen, weil ihnen die Kanadier keinen eigenen Raum in der Halle zur Verfügung stellten. Bei den Spielen, die meist am Sonntagnachmittag stattfanden, verboten die Streitkräfte zudem, Eintritt zu verlangen, sodass der ECD seine Zuschauer kurzerhand direkt am Straßenrand abkassierte. Mit immerhin sechs Siegen gelang der Klassenerhalt relativ souverän, sodass früh für ein weiteres Oberliga-Jahr geplant werden konnte.
In der Saison 1966/67 steigerte sich das Team, dem erstmals auch die späteren Topstürmer Gerd Karl und Gerhald Müll angehörten, und sicherte sich mit dem zweiten Platz in der Relegationsrunde den Klassenerhalt. In der Spielzeit 1967/68 ging der Blick dann erstmals in Richtung Bundesliga: Der ECD erreichte die Aufstiegsrunde, in die er dann aber mit zwölf Niederlagen in Folge startete. Finanziell war diese Saison ein Rückschritt, auch weil die Zuschauergunst insbesondere in der Aufstiegsrunde schnell nachließ. Sportlich hielt der Aufwärtstrend hingegen auch in der Saison 1968/69 an. Als Zweiter der Nordgruppe belegte man in der Aufstiegsrunde den vierten Rang. Der dritte Platz hätte zum Aufstieg berechtigt. Vor der Sommerpause wurde dann noch die Westdeutsche Meisterschaft gegen den Kölner EK, Preussen Krefeld, den Krefelder EV, die Düsseldorfer EG und Westfalen Dortmund ausgespielt, die der ECD für sich entscheiden konnten. Zur entscheidenden Partie gegen die DEG, die mit 9:3 deutlich gewonnen wurde, hatte sich der Verein die Dienste des Tschechoslowaken Jaromír Hudec gesichert, der zuvor für den VfL Bad Nauheim in der Bundesliga aktiv war. Sieht man von Warren van Tassel ab, einem in Deilinghofen stationierten Kanadier, der in den Vorjahren vereinzelt beim ECD ausgeholfen hatte, war Hudec der erste ausländische Spieler im ECD-Trikot.
Auch dank der Vermittlung des tschechischen Neuzugangs richtete der ECD im Vorfeld der Saison 1969/70 erstmals ein Trainingslager aus. In Litvínov konnte sich das Team unter deutlich professionelleren Bedingungen auf die neue Spielzeit vorbereiten als in Deilinghofen. Der erste Platz in der Nordgruppe war der Lohn, dem dann allerdings eine enttäuschende Aufstiegsrunde folgte.

#### Umzug nach Iserlohn und Stammkraft in der 2. Bundesliga
| Saison  | Liga          | Platzierung |
| ------- | ------------- | ----------- |
| 1970/71 | Oberliga      | 12          |
| 1971/72 | Oberliga      | 3           |
| 1972/73 | Oberliga      | 2           |
| 1973/74 | 2. Bundesliga | 3           |
| 1974/75 | 2. Bundesliga | 4           |
| 1975/76 | 2. Bundesliga | 4           |

In Existenznöte geriet der ECD, als Ende der 1960er Jahre bekannt wurde, dass die kanadischen Streitkräfte aus Deilinghofen abgezogen und durch englische Truppen ohne Interesse am Eishockeysport ersetzt würden. Die Eishalle im Fort Prince of Wales selbst weiter zu betreiben, war für den Verein nicht zu leisten. Die Lokalpolitik im Amt Hemer, dem Deilinghofen angehörte, lehnte den Bau einer Halle auf Kosten der Steuerzahler ab. Die Hoffnungen des ECD ruhten daher auf der Nachbarstadt Iserlohn, wo der Stadtrat schließlich den Plänen des Krefelder Unternehmens IBACO zustimmte und den Bau einer Eissporthalle am Seilersee beschloss. Am 4. Oktober 1968 erfolgte der erste Spatenstich.
Dennoch kam im Vorfeld der Saison 1970/71 noch einmal Unsicherheit auf, als sich herausstellte, dass die Halle nicht wie ursprünglich vorgesehen zum Beginn der Spielzeit fertiggestellt werden würde. Deilinghofens Bürgermeister Ernst Loewen und Hemers Amtsbürgermeister Fredi Camminadi erreichten von der Bundesvermögensverwaltung die Zusage, dass der ECD seinen bisherigen Spielort für einige Monate eigenständig weiter betreiben durfte, nachdem die Kanadier im Sommer 1970 abgezogen waren. Die Existenz des ECD war endgültig abgesichert. Am 9. Januar 1971 wurde die neue Heimstätte des ECD mit einer 2:7-Niederlage gegen die SG Nürnberg eröffnet, nachdem man sich am 26. Dezember 1970 mit einem 9:7 über den EV Ravensburg aus Deilinghofen verabschiedet hatte.
Sportlich verlief die Umzugssaison enttäuschend, der zwölfte Platz in einer 16er-Liga war die schlechteste Oberliga-Platzierung in der ECD-Geschichte. Doch schon in der folgenden Spielzeit 1971/72 machten sich die professionelleren Rahmenbedingungen in Iserlohn bemerkbar: Der ECD verzeichnete in der deutlich größeren Halle höhere Zuschauerzahlen, sodass die Einnahmen stiegen, und es standen mehr Trainingszeiten zur Verfügung. Der Verein investierte nun in schlagkräftiges Personal: Mit Jiří Hanzl wurde zum ersten Mal ein hauptamtlich tätiger Trainer verpflichtet, die Mannschaft wurde unter anderem mit Torhüter Jacques Larocque und dem nun Bundesliga-erfahrenen Rückkehrer Gerd Karl verstärkt. Außerdem debütierten mehrere Talente aus dem eigenen Nachwuchs, unter ihnen der spätere Rekordspieler Dieter Brüggemann. Die Mannschaft belegte den dritten Platz und verpasste die Aufstiegsränge nur um zwei Punkte.
Ähnlich knapp ging es in der Saison 1972/73 zu, als sich der ECD über weite Teile der Spielzeit mit dem Kölner EC (KEC) ein Fernduell um die Tabellenspitze lieferte. Auch da beide direkte Duelle an den KEC gingen, sicherten sich die Kölner mit zwei Punkten Vorsprung den ersten Platz und damit den Bundesliga-Aufstieg. Hoffnung für den ECD lag noch in einem Antrag des KEC, die nur zehn Mannschaften umfassende Bundesliga aufzustocken, der schließlich aber abgelehnt wurde. Souverän erreicht wurde immerhin das Ziel, sich für die neu geschaffene 2. Bundesliga zu qualifizieren. Nachdem sich der Verein aus finanziellen Gründen von Jiří Hanzl getrennt hatte, startete der ECD mit Trainer Dieter Hoja in die neue Spielklasse. In der 2. Bundesliga gehörte das Team in den folgenden Jahren kontinuierlich zur erweiterten Spitzengruppe, beendete die Spielzeiten einmal als Dritter und zweimal als Vierter. Und auch ein Kuriosum hatte der ECD in dieser Zeit zu bieten: Am 4. März 1973 gastierte die chinesische Nationalmannschaft für ein Freundschaftsspiel am Seilersee, das der Zweitligist mit 6:2 gewann.
Um ernsthaft um den Aufstieg in die Bundesliga mitspielen zu können, reichten die finanziellen Mittel des Vereins aber nicht aus. Konkurrenten wie der Augsburger EV, der EV Rosenheim und der Mannheimer ERC konnten etwa über ihre größeren Eishallen höhere Einnahmen generieren. Zugleich bewegte sich der ECD gleich aus mehreren Gründen immer tiefer in die roten Zahlen. Auf der Jahreshauptversammlung des Jahres 1973 berichtete der Vorstand erstmals über einen beträchtlichen Fehlbetrag von rund 17.000 DM und schob diesen Verlust auf die intensivierte Nachwuchsarbeit. Ein Jahr später fehlten 70.000 DM in der Kasse. Das Finanzierungsmodell des Eishalleninvestors IBACO stellte sich dabei als Problem für den Eishockeyclub heraus: Zum einen musste der ECD erhebliche Beiträge an das Unternehmen abführen, zum anderen entgingen dem Verein die Einnahmen aus der Bandenwerbung. Hinzu kam der gestiegene Spieleretat. Mit dem finnischen Torwart Timo Nurminen und dessen Landsmann Hannu Lunden wurden erstmals Profispieler verpflichtet, alle anderen Spieler hatten zu diesem Zeitpunkt noch eine Nebenbeschäftigung. Als das Minus im Sommer 1976 auf mehr als 280.000 DM angewachsen war, erhielt der Verein zum einen Unterstützung der Kommunen Iserlohn und Hemer. Für den übrigen Betrag bürgten der Vorstand und weitere Gönner.

#### „Wunder von Augsburg“ und schwieriger Start in der Bundesliga
| Saison  | Liga          | Platzierung | Endrunde      | Platzierung |
| ------- | ------------- | ----------- | ------------- | ----------- |
| 1976/77 | 2. Bundesliga | 5           | Meisterrunde  | 2           |
| 1977/78 | Bundesliga    | 10          | Abstiegsrunde | 10          |
| 1978/79 | Bundesliga    | 11          | Abstiegsrunde | 9           |

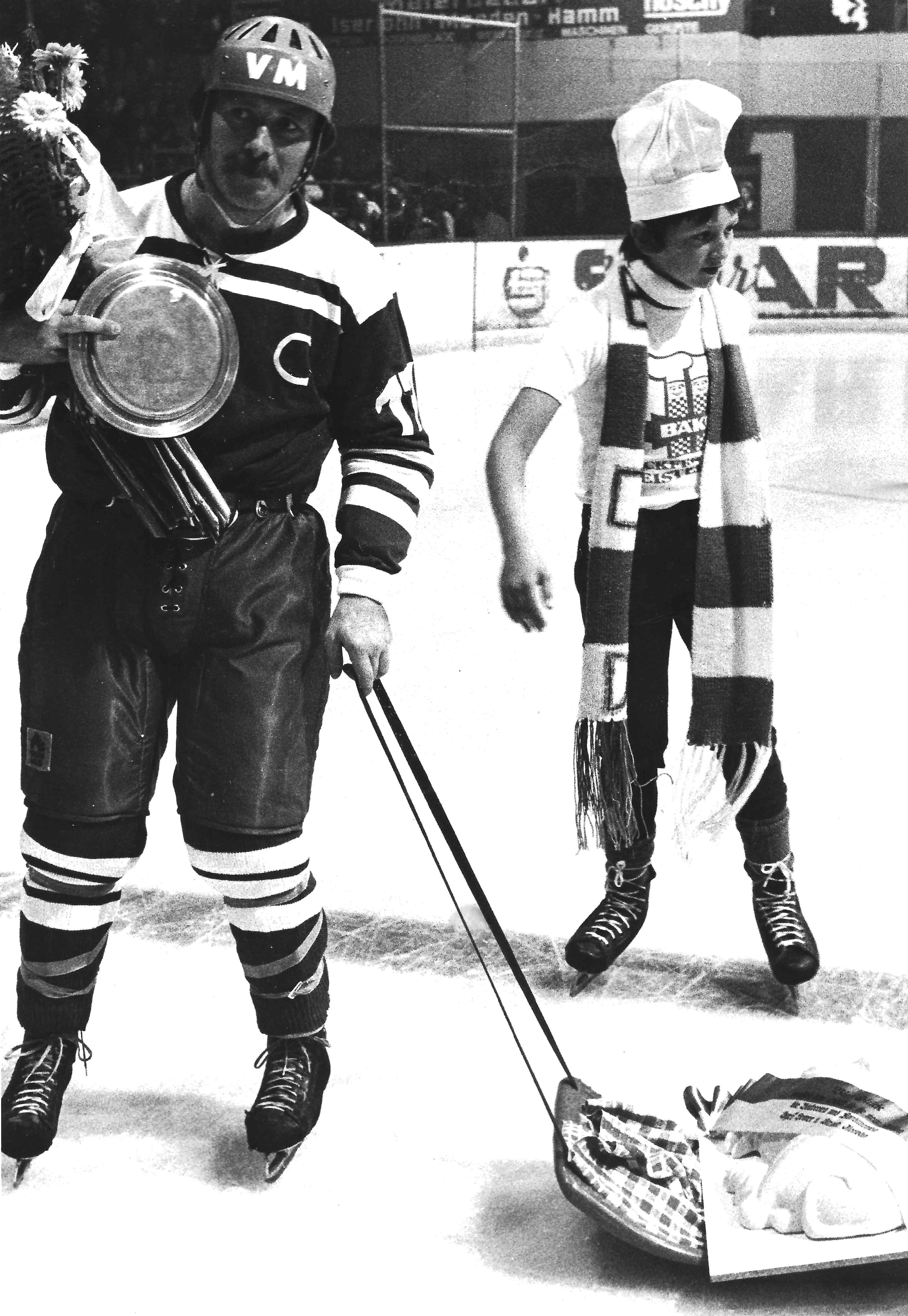
Kapitän Gerd Karl erhält vor dem ersten Bundesligaspiel am 8. September 1977 von Jörg Syré ein Glücks-Marzipanschwein. (Foto Heribert Syré)

In die Saison 1976/77 startete der ECD wie in den Vorjahren. Das Team hielt gut mit, blieb aber einige Punkte hinter den Spitzenreitern zurück. Nach dem Comeback des im Frühjahr 1976 eigentlich zurückgetretenen Rekordtorschützen und letzten verbliebenen Gründungsmitglieds, Jörg Schauhoff, spielte die Mannschaft, aus der das Sturmduo Ross Webley und Ed Hebert herausragte, dann aber eine überzeugende Meisterschaftsrunde. Der ECD schob sich auf den zweiten Platz hinter den ESV Kaufbeuren. Entscheidend war ein 2:1-Sieg im letzten Spiel über den direkten Konkurrenten, den EC Bad Tölz.
Als der Zweitliga-Meister kurz nach Saisonende verkündete, auf den Aufstieg zu verzichten, wuchsen rund um den ECD die Hoffnungen, selber in die Bundesliga nachrücken zu können. Doch der sportliche Absteiger, der Augsburger EV (AEV), wollte den letzten Startplatz in der Bundesliga nicht kampflos aufgeben. Der Vorstand des Deutschen Eishockey-Bundes (DEB) setzte zwei Entscheidungsspiele zwischen den beiden Mannschaften an, die nach einem Einspruch des ECD vom Verbandsgericht wieder gekippt wurden. Der Aufstieg der Sauerländer schien sicher. Doch der AEV zog daraufhin vor ein ordentliches Gericht. Das Landgericht Augsburg verhandelte den Fall am 2. September 1977, eineinhalb Wochen vor dem geplanten Saisonstart. Dem Antrag des AEV wurde stattgegeben, sodass kurzfristig doch Relegationsspiele angesetzt wurden. Nach einer verdienten 2:4-Niederlage im Heimspiel ging der ECD mit einer denkbar schlechten Ausgangsposition, aber unterstützt von etwa 150 Fans, die mit dem ersten Sonderzug der deutschen Eishockeygeschichte nach Augsburg reisten, ins zweite Entscheidungsspiel. Mit einem 8:2-Kantersieg machte das Team die Pleite im Hinspiel wett und sicherte sich den letzten Startplatz in der Bundesliga. Das Spiel ging als „Wunder von Augsburg“ in die Vereinsgeschichte ein.
6.776 Tage nach seiner Gründung war der EC Deilinghofen erstmals Bundesligist, doch das erste Jahr wäre fast wieder das letzte gewesen: Nach einer kämpferisch starken Leistung im ersten Saisonspiel, die in einem knappen 4:6 gegen den späteren Meister SC Riessersee mündete, zeigte sich in den folgenden Wochen, dass der ECD in der höchsten deutschen Spielklasse nicht mithalten konnte. Mit acht Niederlagen startete die Mannschaft in die Spielzeit. Erst am 14. Oktober feierte das Team gegen den EV Rosenheim mit einem 4:3 den ersten Saisonsieg. Nur 16 Punkte standen zum Abschluss der Saison 1977/78 zu Buche. Gleich mehrfach hatte das Team auch zweistellig verloren, so gewann Riessersee das zweite Spiel am Seilersee etwa mit 15:2. Neben dem sportlichen Misserfolg war die Saison auch ein finanzielles Desaster. Nur eine 100.000-DM-Spende rettete den Verein, der mit höheren Zuschauer-Einnahmen rechnete, vor dem Bankrott. Durch eine Aufstockung der Liga auf nun zwölf Mannschaften, blieb der ECD immerhin erstklassig.
Trotz der schwierigen finanziellen Situation investierte die Vereinsführung im Sommer 1978 viel Geld in Neuzugänge. Hervorzuheben ist Nationaltorhüter Siggi Suttner, der bei der Weltmeisterschaft 1979 zum „Held von Moskau“ werden sollte. Hinter der Bande übernahm mit Jaroslav Walter abermals ein Tscheche die Verantwortung, der besonders viel Wert auf die Disziplin seiner Mannschaft legte. Mit Hans Fahsl wurde zudem ein ehemaliger Deutscher Meister im Hammerwurf als Konditionstrainer verpflichtet. Nach schwachem Start fand das Team im Verlauf der der Saison 1978/79 immer besser zusammen und belegte am Ende den neunten Platz. Sehr zum Vergnügen der Fans gelangen dem Klub in der Abstiegsrunde zwei hohe Siege gegen die Konkurrenz, so wurden binnen einer Woche der Augsburger EV und der ESV Kaufbeuren mit 12:0 bzw. mit 12:3 zu Hause geschlagen. Der erste zweistellige Sieg in seiner Bundesligageschichte war dem ECD indes bereits in der Vorsaison gelungen, als der EV Füssen in einem torreichen Spiel am Seilersee mit 10:9 bezwungen wurde.

### ECD Iserlohn (1979–1987)

#### Abstieg in die 2. Bundesliga und der Beginn der Weifenbach-Ära

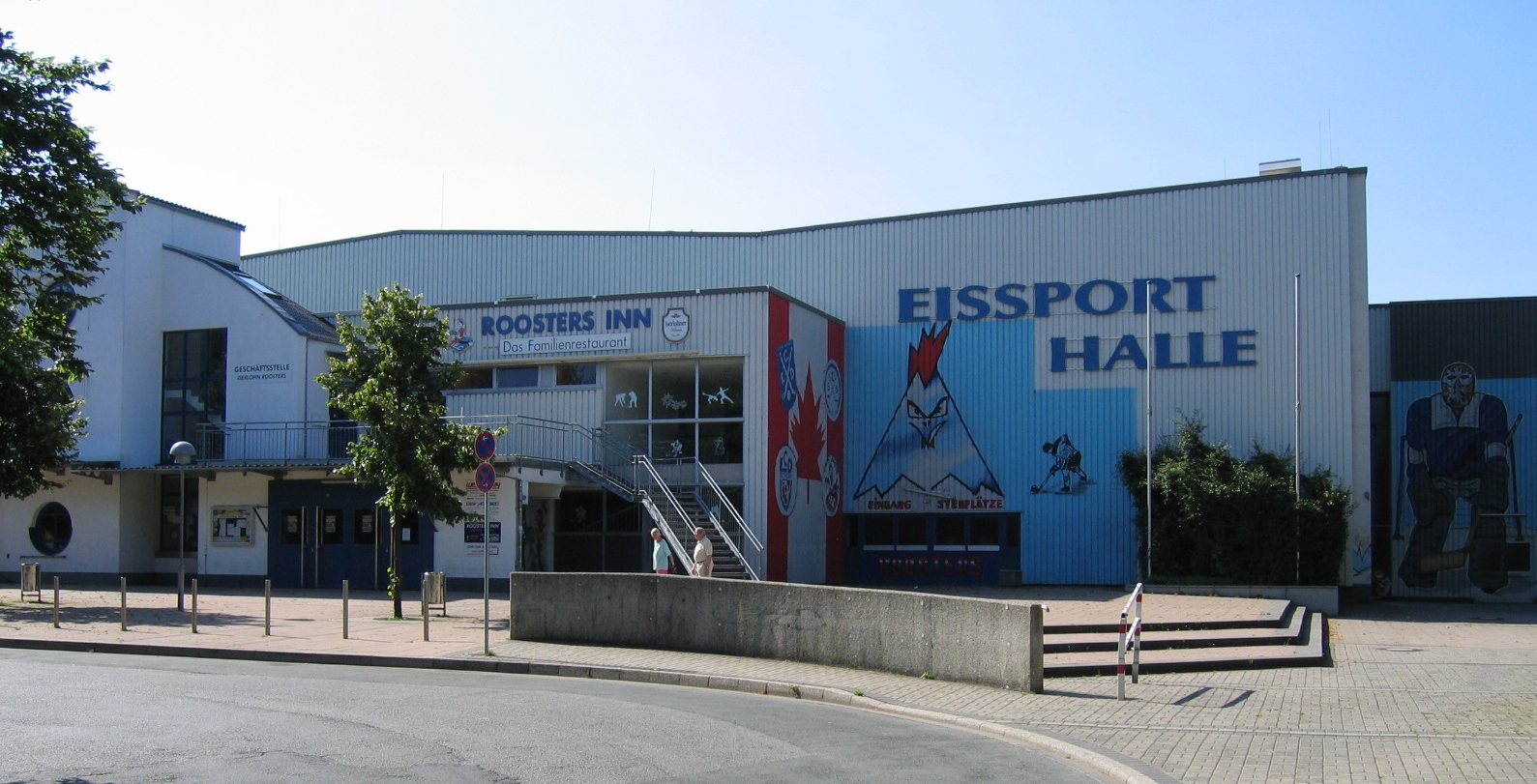
Eissporthalle Iserlohn

Auch nach zwei Bundesliga-Jahren war die finanzielle Situation des Vereins weiter schwierig. Helfen sollte eine Vereinbarung mit der Stadt Iserlohn, die kurz vor Beginn der Saison 1979/80 geschlossen wurde: Die Stadt erließ dem ECD für fünf Jahre die Nutzungskosten für die Eissporthalle, im Gegenzug wurde der Verein in ECD Iserlohn umbenannt. Nachdem der Stadtrat dem Vertrag am 21. August 1979 zugestimmt hatte, wurde am 6. September in einer außerordentlichen Mitgliederversammlung über den neuen Namen entschieden. 84 der anwesenden Mitglieder votierten für die Umbenennung, fünf waren dagegen. Einen Tag später begann die neue Spielzeit.
| Saison  | Liga               | Vorrunde | Playoffs          | Endplatzierung |
| ------- | ------------------ | -------- | ----------------- | -------------- |
| 1979/80 | Bundesliga         | 10       | Abstiegsrunde     | 11             |
| 1980/81 | 2. Bundesliga      | 5        | nicht ausgetragen | 5              |
| 1981/82 | 2. Bundesliga Nord | 2        | Endrunde          | 3              |

Aus wirtschaftlichen Gründen hatte es auch einen Umbruch im Kader gegeben: Mit Topscorer Kjell-Arne Vikström und Verteidiger Sverker Torstensson mussten zwei Stützen der Mannschaft abgegeben werden und konnten nicht gleichwertig ersetzt werden. Nach dem Ende der Vorrunde stand das Team auf dem zehnten Platz, sodass in der Zwischenrunde eine Gruppe wartete, der mit dem SC Riessersee und dem EV Landshut zwei Teams aus den Top 4 angehörten. Aus den zwölf Spielen nahm der ECD nur zwei Punkte mit. Das Ergebnis war ein Platz in der Abstiegsrunde, in der sich die Iserlohner hinter den VfL Bad Nauheim und den SB Rosenheim einreihten und damit erstmals in der Vereinsgeschichte abstiegen.
Die unattraktive Zwischenrunde hatte die Finanzsorgen des ECD weiter vergrößert: Das Zuschauerinteresse ließ angesichts der schwachen Ergebnisse merklich nach und die zahlreichen weiten Auswärtsfahrten nach Bayern belasteten die Ausgabenseite. Ein Minus von 650.000 DM meldete der Verein nach Saisonende, der sich zudem schwer tat, einen Nachfolger für den zurückgetretenen Vorsitzenden Wilhelm Gosselke zu finden. Der Start in die Saison 1980/81 war dann auch sportlich eine Enttäuschung. Cheftrainer Jaroslav Walter musste gehen und auch mehrere Spieler wurden ersetzt. Mit Otto Schneitberger hinter der Bande, den deutsch-kanadischen Brüdern Erwin Martens und Robert Martens im Sturm sowie in erster Linie mit dem neuen Torhüter Čestmír Fous, der dem ECD sieben Jahre erhalten und sich zu einer Vereinslegende entwickeln sollte, stabilisierte sich die Mannschaft und belegte am Ende der Spielzeit den fünften Platz.
Im Zuge des Trainerwechsels hatte der kurzzeitige Gosselke-Nachfolger Fritz-Karl Fischer schon wieder seinen Rücktritt erklärt. Ihm folgte im Frühjahr 1981 schließlich Heinz Weifenbach, zuvor Vorsitzender des Nachwuchsvereins. Der neue Vorsitzende wurde in den folgenden Jahren das Gesicht des Iserlohner Eishockeys und führte den Verein zu dessen größten Erfolgen, allerdings blieb seine Amtszeit auch mit einer Reihe von Skandalen verbunden.
Die folgende Spielzeit 1981/82 verlief durchwachsen, sodass der neue Coach Jorma Siitarinen schon im Verlauf der Saison entlassen und Dieter Hoja zurück an den Seilersee geholt wurde. Mit ihm und Neuzugang Kaj Nilsson im Sturm erreichte der ECD noch die Aufstiegsrunde, in der das Team den vierten Platz belegte. Da nur die ersten beiden Ränge zum Aufstieg berechtigten, schien dem Verein ein weiteres Zweitliga-Jahr bevorzustehen. Doch als wenig später bekannt wurde, dass sich der Berliner SC aus finanziellen Gründen aus der Bundesliga zurückziehen musste, eröffnete sich für den ECD eine Gelegenheit, weil der Deutsche Eishockey-Bund (DEB) einen Nachrücker benötigte. Öffentlich beschwor Weifenbach die gescheiterten Teilnehmer der Aufstiegsrunde – neben dem ECD waren das der Duisburger SC, Deggendorfer SC und EHC Essen – zum Verbleib in der zweiten Liga, um dort ein attraktives Teilnehmerfeld sicherzustellen. Während sich die drei Vereine von dieser Argumentation überzeugen ließen, beorderte Weifenbach seinen Vorstandskollegen Adolf Sadowsky am 8. Juli 1982 zum DEB, um dort in letzter Minute die Bewerbung des ECD für die Bundesliga einzureichen. Noch am selben Abend fand die Jahreshauptversammlung des ECD statt, auf der Weifenbach somit der überraschten Öffentlichkeit von seinem dreisten Coup und der Rückkehr des Vereins in die Erstklassigkeit berichten konnte.

#### Von der „grauen Maus“ zum Bundesliga-Spitzenteam
| Saison  | Liga       | Vorrunde | Playoffs         | Endplatzierung |
| ------- | ---------- | -------- | ---------------- | -------------- |
| 1982/83 | Bundesliga | 9        | Relegationsrunde | 9              |
| 1983/84 | Bundesliga | 9        | Relegationsrunde | 9              |
| 1984/85 | Bundesliga | 8        | Viertelfinale    | 8              |
| 1985/86 | Bundesliga | 4        | Halbfinale       | 4              |

Die Kaderplanung für die Saison 1982/83 war darauf ausgerichtet, nicht wieder wie nach dem ersten Bundesliga-Aufstieg abgeschlagen Letzter zu werden. Mit Hannu Koivunen und Vladimír Vacátko wurden zwei ehemalige Deutsche Meister verpflichtet, Verteidiger Ross Cory hatte noch zwei Jahre zuvor in der National Hockey League (NHL) gespielt und aus Finnland wechselte mit Martti Jarkko ein Stürmer an den Seilersee, der in den folgenden Jahren Kultstatus unter den ECD-Fans erreichen sollte. Mit einem 8:2-Sieg über den EV Füssen startete das Team in die Bundesliga. Doch die guten Leistungen des Saisonbeginns konnten nicht konstant abgerufen werden, sodass Vereinschef Heinz Weifenbach den Coach Vladimír Čechura nach dem 16. Spieltag entließ. Letztlich kämpfte man bis in die Schlusssekunde des letzten Spieltages um die Teilnahme an den Playoffs: Gegen den ESV Kaufbeuren benötigte die Mannschaft einen Sieg, um noch an der Düsseldorfer EG (DEG) vorbeizuziehen. 86 Sekunden vor dem Ende ging der ECD durch Jarkko mit 4:3 in Führung, 35 Sekunden vor der Schlusssirene glich Kaufbeuren aus. In der letzten Sekunde erzielte Kaj Nilsson vor 5000 Zuschauern in eigener Halle den vermeintlichen 5:4-Siegestreffer, der von Schiedsrichter Josef Kompalla aber nicht anerkannt wurde. So musste der ECD an der Abstiegsrunde teilnehmen, die Iserlohn am Ende klar mit 12:0 Punkten beherrschte.
Zur Saison 1983/84 wurde mit Gerhard Kießling der amtierende Meistertrainer verpflichtet. Er sollte den um die Nationalspieler Hermann Hinterstocker, Harald Krüll und Joachim Reil verstärkten ECD erstmals in die Bundesliga-Playoffs führen. Den größten Namen trug sicher Neuzugang Paul Messier, der Bruder des NHL-Rekordspielers Mark Messier unterschrieb für ein Jahr in Iserlohn. Zu Saisonbeginn holte das Team verlässlich Punkte, die Eissporthalle war siebenmal in Folge ausverkauft. In der zweiten Hälfte der Vorrunde ließ die Leistung der Mannschaft jedoch nach und der ECD rutschte vom vierten auf den neunten Tabellenplatz ab. Wie schon in der Vorsaison musste sich der ECD mit der Abstiegsrunde zufriedengeben. Hinter der Bande wurde Kießling durch Heinz Zerres ersetzt, der die Mannschaft noch zum Klassenerhalt führte.
Auch in der Spielzeit 1984/85 wurden die Playoffs als Saisonziel ausgegeben. Neuer Coach wurde mit Ricki Alexander erstmals seit den Soldaten, die den ECD in seiner Anfangszeit betreut hatten, wieder ein Kanadier. Er brachte von seinem vorherigen Verein, dem EHC Essen-West, mit Bruce Hardy und Earl Spry zwei wertvolle Spieler mit. Als Königstransfer galt jedoch die Verpflichtung von Vítězslav Ďuriš, der von den Toronto Maple Leafs aus der NHL an den Seilersee wechselte. Die Saison begann schwach, nach fünf Spielen hatte der ECD nur einen Punkt auf dem Konto. Die Trendwende wurde durch einen Sieg gegen die DEG eingeleitet, es war zugleich das erste Spiel mit neuem Trikotsponsor: Die Vereinsführung hatte kurzfristig einen Werbevertrag mit Mario Ohoven und dessen Unternehmen „Investor- und Treuhand GmbH“ abgeschlossen, der als bestdotierter im deutschen Eishockey galt. Als Achtplatzierter qualifizierte sich der ECD erstmals in seiner Vereinsgeschichte für die Finalspiele um die Deutsche Meisterschaft. In die Playoffs ging die Mannschaft dann aber mit Verletzungssorgen: Gleich vier Stammspieler fielen aus. Nach drei Niederlagen aus drei Spielen im Viertelfinale gegen den späteren Meister SB Rosenheim waren die Playoffs für den ECD schon wieder beendet.
Im Jahr 1985 präsentierte Weifenbach ein neues Vereinswappen, das durch die Einbindung der kanadischen Flagge und der Wolfsangeln aus den Wappen der früheren Gemeinde Deilinghofen und der Stadt Hemer an die Anfänge des ECD erinnern sollte. Das Emblem wurde auch vom Nachfolgeverein ECD Sauerland übernommen und auf diese Weise bis 1994 genutzt.
Doch nicht nur das Erscheinungsbild, auch der Kader änderte sich zur Saison 1985/86 maßgeblich. Elf Abgängen, unter ihnen mit Dieter Brüggemann der Rekordspieler des ECD, standen neun Neuzugänge gegenüber. Als amtierender Stanley-Cup-Sieger kam Jaroslav Pouzar zum ECD, er sollte mit Rückkehrer Martti Jarkko ein Sturmduo bilden. Den Trainerposten übernahm der Tschechoslowake Jan Eysselt. Nach einem fulminanten Start in die Saison stand der ECD am sechsten Spieltag punktgleich mit dem Kölner EC (KEC) an der Tabellenspitze. Die Mannschaft konnte sich die gesamte Spielzeit auf einem der ersten vier Plätze halten und startete entsprechend mit Heimrecht in die Playoffs.
Im Viertelfinale ließ der ECD dem Tabellenfünften EV Landshut keine Chance und gewann die Serie per Sweep. Auf ein 2:0 im ersten Heimspiel folgte auswärts ein 7:4-Triumph. Mit einem 4:2-Erfolg in eigener Halle, zu dem der 17-jährige Nachwuchsspieler Andreas Pokorny zwei Treffer beisteuerte, wurde der Einzug ins Halbfinale perfekt gemacht. Dort traf die Mannschaft auf den KEC. Im ersten Duell mit dem Vorrundensieger fehlten dem ECD mit Thomas Dolak, Mark Sochatsky und Josef Klaus drei Stammspieler. Mit nur zwei Verteidigungs- und drei Sturmreihen unterlag die Mannschaft dem Favoriten mit 2:6. Das erste Heimspiel konnte dann dank zweier Tore durch Jarkko und einem Shutout von Čestmír Fous gewonnen werden. Mit zwei deutlichen Niederlagen in den folgenden beiden Partien schied der ECD aus – wie schon in der Vorsaison gegen den späteren Deutschen Meister. In den Spielen um den dritten Platz unterlagen die Sauerländer dem SB Rosenheim. Der Einzug unter die besten Vier war dennoch der größte Erfolg der Vereinsgeschichte.

#### Der Konkurs und der Skandal um „Das Grüne Buch“
Die sportlichen Erfolge überlagerten die finanziellen Schwierigkeiten, die aber spätestens ab dem Frühjahr 1986 deutlich zutrage traten. Am 12. März durchsuchten Ermittlungsbeamte wegen der hohen Steuerschulden des ECD sowohl Geschäftsräume im Stadion als auch Spielerwohnungen – es sollte nicht die letzte Razzia bleiben. Auch aus finanziellen Gründen mussten im Sommer Leistungsträger wie Ralph Krueger ziehen gelassen werden. Im Gegenzug kehrte unter anderem Vítězslav Ďuriš an den Seilersee zurück. Kurios mutete die Saisonvorbereitung an: Da die Stadt das Eis in der Halle am Seilersee erst verspätet aufbereitete, fanden erste Trainingseinheiten in der Eissporthalle Unna statt. Anschließend organisierte der Verein eine viertägige Fahrradtour über eine Distanz von 600 Kilometern von Iserlohn nach Paris.
| Saison  | Liga       | Vorrunde                    | Playoffs                    | Endplatzierung              |
| ------- | ---------- | --------------------------- | --------------------------- | --------------------------- |
| 1986/87 | Bundesliga | 6                           | Viertelfinale               | 6                           |
| 1987/88 | Bundesliga | wegen Insolvenz abgebrochen | wegen Insolvenz abgebrochen | wegen Insolvenz abgebrochen |

Sportlich verlief der Start in die Saison 1986/87, Saisonziel war erneut das Playoff-Halbfinale, aussichtsreich. Der ECD gewann die ersten fünf Heimspiele in Serie und stand nach dem achten Spieltag in der Tabelle auf dem dritten Rang, obwohl Stammtorhüter Čestmír Fous drei Partien verletzungsbedingt verpasst hatte und durch den 22 Jahre alten Nachwuchstorwart Frank Blanke ersetzt worden war. Kurios verlief ein Spiel gegen Köln: Erst wurde eine Plexiglas-Umrandung, später auch noch zwei Lampen zerstört, sodass es in den ersten beiden Dritteln einige lange Unterbrechungen gab. Am Ende gewann Iserlohn das Duell gegen den Meister mit 4:3. Nachdem sich der ECD im Laufe der Saison allerdings auch die eine oder andere Schwächephase leistete, belegte die Mannschaft am Ende der Hauptrunde nur den sechsten Platz. Gegner im Viertelfinale war damit die Düsseldorfer EG. Nach einer 4:3-Niederlage in der ersten Begegnung erreichte der ECD im Heimspiel zwar die Verlängerung, musste sich aber erneut geschlagen geben. Mit einer 5:9-Pleite in der zweiten Auswärtspartie war die Saison für Iserlohn beendet.
Abseits der Spiele hatte sich der Konflikt mit dem Finanzamt durch die gesamte Spielzeit gezogen. Als die Behörden drohten, die Eintrittsgelder zu pfänden, gründete ECD-Vereinschef Heinz Weifenbach kurzerhand den „ECD Westfalen e. V.“, der fortan als Veranstalter der Heimspiele auftrat. Im Mai und August 1987 rückten Vollstreckungsbeamte erneut an und pfändeten unter anderem auch Privateigentum der Spieler. Zudem verweigerte der Deutsche Eishockey-Bund (DEB) dem ECD die Bundesliga-Lizenz. Neuzugang Danny Gare verließ den Verein angesichts der Umstände noch vor Saisonbeginn wieder. Dass der ECD in der Saison 1987/88 dennoch in der Bundesliga antreten durfte, verdankte er einem Protest der anderen Vereine, angeführt von den Westrivalen Düsseldorf und Köln, beim DEB. Die Klubs wollten die Einnahmen aus den Heimspielen gegen Iserlohn nicht freiwillig aus der Hand geben. Anfang September 1987 erklärten sie einstimmig, auf Regressansprüche für den Fall, dass der ECD während der Saison den Spielbetrieb einstellen müsse, zu verzichten.
Kurz vor Saisonbeginn trat Trainer Jan Eysselt zurück. Nachdem Stürmer Jaroslav Pouzar für einige Partien als Spielertrainer tätig gewesen war, übernahm Otto Schneitberger ein zweites Mal den Posten hinter der ECD-Bande. Die Mannschaft zeigte wechselhafte Leistungen. Unterdessen hatte sich ein Förderkreis aus Wirtschaftsvertretern gebildet, der den ECD zu retten versuchte. Er legte den Finanzbehörden ein Vergleichsangebot über eine Zahlung von 800.000 Mark vor, das allerdings abgelehnt wurde. Auch Bürgermeister Fritz Fischer wurde in Verhandlungen mit der Oberfinanzdirektion Münster und dem NRW-Finanzministerium eingebunden, die ebenfalls ergebnislos blieben. Am 26. Oktober 1987 gaben Stadt und Industrie ihre Zusage, die Kapazität der Eissporthalle auf 6300 Zuschauer zu erhöhen, um mittelfristig höhere Einnahmen zu ermöglichen. Doch nur drei Tage später stellte das Finanzamt einen Konkursantrag gegen den ECD. Ende November wurde dann bekannt, dass die Steuerschulden des Vereins 5,8 Millionen Mark betrugen.

Während sich der Förderkreis auch nach der Eröffnung des Konkursverfahrens weiter um neue Sponsoren für den ECD bemühte, um die Einstellung des Spielbetriebs noch zu verhindern, war der vom Konkursverwalter entmachtete Vorsitzende Heinz Weifenbach im November 1987 mit zunächst unbekanntem Ziel verreist. Für den 1. Dezember kündigte er eine Pressekonferenz an, in der er erklären wollte, wie die Zukunft des Vereins aussehen sollte. Doch genau an diesem Tag wurden von der Steuerfahndung abermals Privat- und Geschäftsräume durchsucht, um Einblicke in die Arbeitsverhältnisse der Spieler zu erhalten. Weifenbach wurde zur Vernehmung in eine Polizeiwache gebracht. Als erster Spieler verließ Pavel Prokeš daraufhin den Verein und schloss sich noch am selben Tag dem EV Landshut an. Am folgenden Tag reichten weitere Spieler ihre Kündigung ein und der Konkursverwalter sagte das für den 4. Dezember geplante Spiel gegen den SB Rosenheim ab. 

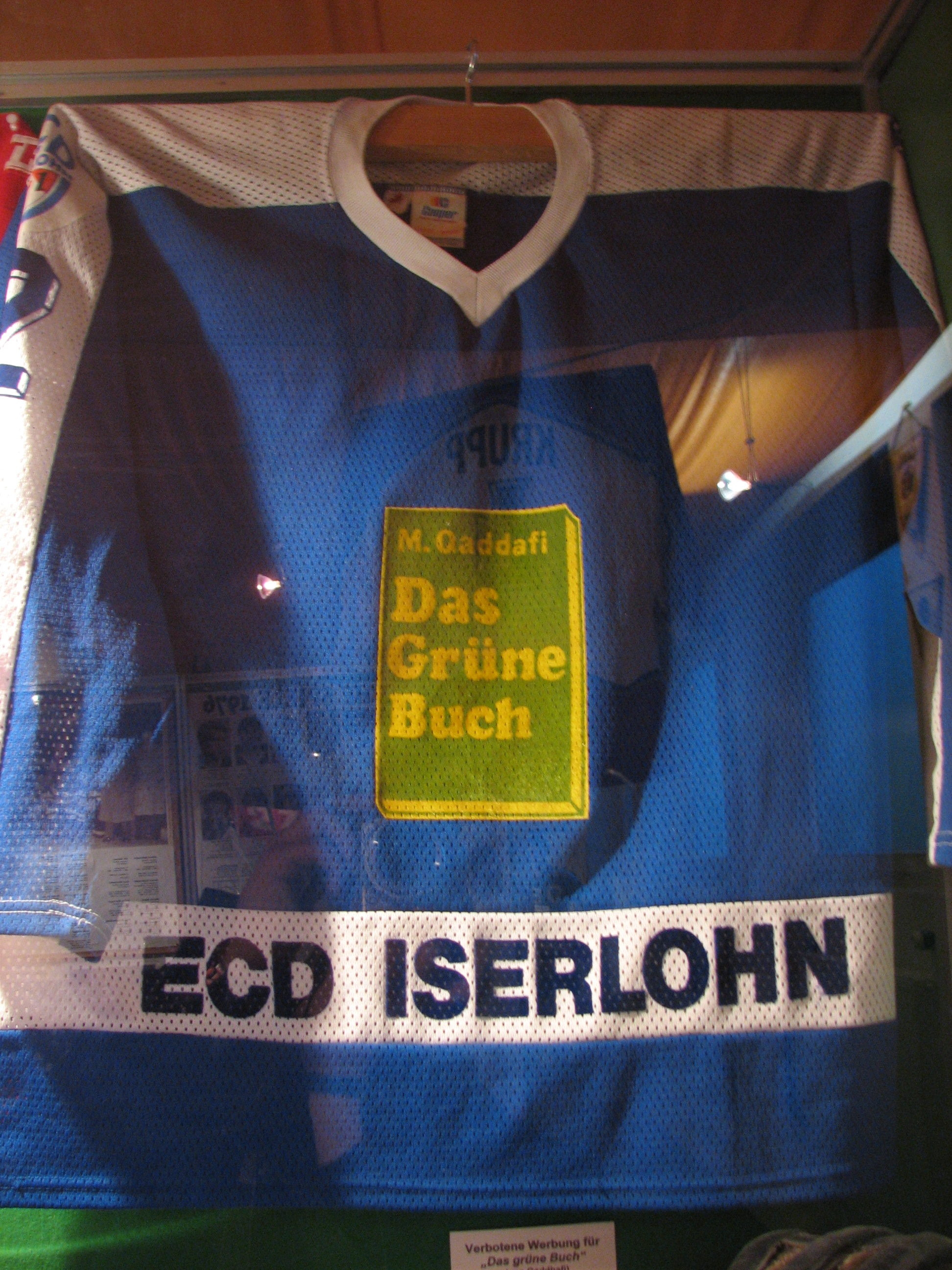
Trikot des ECD Iserlohn wirbt für das „Grüne Buch“ des libyschen Revolutionsführers Muammar al-Gaddafi

Wiederum nur einen Tag später schien sich das Blatt jedoch abermals gedreht zu haben: Auf einer Pressekonferenz verkündete Weifenbach, dass er dank der Vermittlung durch Hans Meyer, ehemaliger Bürgermeister der Stadt Hemer, einen Sponsoringdeal mit dem „Weltcenter für Studien des grünen Buches“ aus Libyen über 1,5 Millionen DM geschlossen habe. Schon kurz nach der Ankündigung stieß der Deal auf Kritik. Das Bundesinnenministerium appellierte an den Deutschen Eishockey-Bund (DEB) das Sponsoring zu verhindern und Hans Hansen, Präsident des Deutschen Sportbundes, bewertete die Entwicklung als „sehr kritisch [...] für den Sport“. Auch viele regionale und überregionale Medien berichteten kritisch über das Vorhaben des ECD. Der Konkursverwalter zog am selben Tag die Absage des Spiels gegen Rosenheim zurück. Hintergrund für diese Entscheidung war aber nicht die Ankündigung Weifenbachs, sondern eine Zusage der Spieler, auf mögliche Forderungen zu verzichten.
So kam es am 4. Dezember 1987 zu einem einmaligen Eklat im deutschen Sport. Der ECD Iserlohn lief mit Trikotwerbung für „Das Grüne Buch“ des libyschen Machthabers Muammar al-Gaddafi auf. Fünf nationale und internationale Fernsehsender schickten Kamerateams zu der Partie, auch renommierte US-Zeitungen wie The New York Times berichteten. Innenminister Friedrich Zimmermann (CSU) sprach daraufhin von politischem Missbrauch des Sports. Bundestrainer Xaver Unsinn kritisierte die Situation in Iserlohn folgendermaßen: „Der Sport darf nicht dazu da sein, kriminelle Elemente und den Terrorismus zu unterstützen […] Ich sähe mein ganzes Engagement als Bundestrainer gefährdet.“ Der ECD gab dem Druck nach und lief am 6. Dezember gegen Eintracht Frankfurt wieder in den regulären Trikots auf. Der DEB hatte zuvor mit Lizenzentzug gedroht, sollte erneut für „Das Grüne Buch“ geworben werden. Außerdem wären die Spieler in dem Fall vom Verband gesperrt worden und hätten so nicht den Verein wechseln können. Die 3:7-Niederlage wurde zum letzten Spiel des ECD Iserlohn.
Während Weifenbach offenbar ein weiteres Mal nach Libyen reiste, wurde am Abend des 9. Dezember der Konkurs des Vereins vermeldet. Als am nächsten Tag das folgende Spiel gegen die Düsseldorfer EG abgesagt wurde, dauerte es nur eine Stunde, bis beim Amtsgericht 100.000 DM zur Fortsetzung des Spielbetriebs eingezahlt wurden. Die endgültige Entscheidung fiel dann am 11. Dezember, als der Konkursverwalter bekannt gab, dass der ECD Iserlohn keine Spiele mehr bestreiten werde.

### ECD Sauerland (1988–1994)

#### Ringen um die Ligen-Einteilung und Neustart in der Oberliga
Auch in den folgenden Wochen kehrte rund um den ECD keine Ruhe ein. Weifenbach unternahm weitere rechtliche Schritte, beantragte etwa eine einstweilige Verfügung, die den DEB zwingen sollte, die abgesagten Spiele neu anzusetzen. Im Januar flog er auch nochmals nach Libyen, um über die angekündigte Unterstützung zu verhandeln. Am 7. Januar 1988 schlossen Vereinsvertreter mit dem Verband einen Vergleich, der vorsah, dass der Klub unter dem neuen Namen ECD Sauerland an der Bundesliga-Relegation teilnehmen sollte. Maßgeblich für diese Entscheidung war offenbar die Ankündigung Weifenbachs, 500.000 DM aus Libyen zugesichert bekommen zu haben. Doch der Verbandsausschuss des DEB legte sein Veto ein, sodass der ECD endgültig keine Chance mehr auf eine weitere Teilnahme an der Bundesliga hatte.
Für die Wiederaufnahme des Spielbetriebs zur Saison 1988/89 gab es zwei Optionen: Der ECD Iserlohn hatte immer noch eine Bundesliga-Lizenz, mit der er in der 2. Bundesliga hätte antreten können. Dem stand allerdings entgegen, dass das Konkursverfahren über den Verein weiterlief, der Vorstand also keine Entscheidungsbefugnis hatte. Parallel dazu bemühte sich der eigenständige und damit nicht vom Konkurs betroffene Nachwuchsverein des ECD um den Aufbau einer Seniorenmannschaft, die allerdings in der untersten Spielklasse hätte starten müssen. Am 11. Juni wurde ein Vergleich geschlossen, nach dem der neue Verein ECD Sauerland in der 2. Bundesliga antreten und Weifenbach im Gegenzug seine Klage gegen den DEB, mit der er die Rückkehr in die Bundesliga erreichen wollte, zurücknehmen sollte. Doch das Hin und Her setzte sich fort: Schon einen Monat später war die Einigung wieder vom Tisch, als der Landeseissportverband NRW (LEV) den ECD wegen Zahlungsrückständen ausschloss. Dieser Ausschluss wurde kurz darauf wieder zurückgenommen, weil es der Konkursverwalter versäumt hatte, die Zahlungsaufforderung an Weifenbach weiterzuleiten. Mitte Juli lehnte der DEB-Verbandsausschuss die Aufnahme des neuen ECD Sauerland in die 2. Bundesliga dennoch ab, weil der Verein keinen Nachweis des Finanzamtes über die Gemeinnützigkeit vorweisen konnte. Dem stellte sich am 6. August das DEB-Schiedsgericht entgegen, das dem neuen Verein gestattete, die sportlichen Rechte des ECD Iserlohn zu übernehmen und damit in der 2. Bundesliga zu starten.
| Saison  | Liga               | Vorrunde | Endrunde                        | Endplatzierung |
| ------- | ------------------ | -------- | ------------------------------- | -------------- |
| 1988/89 | Oberliga Nord      | 1        | Qualifikation zur 2. Bundesliga | 1              |
| 1989/90 | 2. Bundesliga Nord | 1        | Bundesliga-Relegation           | 5              |

Dem stand am Ende allerdings doch die finanzielle Situation im Weg. Wegen eines veranschlagten Minus von 100.000 DM erhielt der ECD Sauerland keine Spielberechtigung für die 2. Bundesliga. Nach einer weiteren Verhandlung vor dem Schiedsgericht wurde eine Woche vor dem Saisonstart die Aufnahme in die Oberliga beschlossen. Das Team um Spielertrainer Peter Gailer umfasste nur 13 Spieler, prominentester Neuzugang war der ehemalige Nationaltorwart Siggi Suttner, der nach acht Jahren zum ECD zurückkehrte. Die Mannschaft setzte sich schnell an die Spitze der Tabelle und lockte mit den guten Leistungen im Durchschnitt mehr als 3000 Zuschauer in die Eissporthalle. Doch im November holte den ECD die Tatsache ein, dass sich das Finanzamt noch immer weigerte, einen Beleg über die Gemeinnützigkeit des Vereins auszustellen. Der DEB drohte damit, die vorläufige Spielberechtigung zu entziehen, bis das Schiedsgericht abermals im Sinne des Klubs entschied und die vom Verband gesetzte Frist bis zum Saisonende verlängerte.
Das Team wurde im Verlauf der Saison deutlich erweitert und damit souverän Erster der Nordgruppe. Nach einem 7:2-Sieg und einer 1:4-Niederlage in den Finalspielen gegen den Augsburger EV stand der ECD schließlich als Oberliga-Meister 1989 fest. Zudem stieg das Team in die 2. Bundesliga auf. Mit dem sportlichen Erfolg begann eine weitere Hängepartie in der Sommerpause. Der LEV um seinen Vorsitzenden Günther Sabetzki verkündete den Ausschluss des ECD, nachdem die zwischenzeitlich ausgestellte Bescheinigung über die Gemeinnützigkeit seitens des Finanzamtes erst mit Beginn des Jahres 1990 gültig geworden wäre. Im Juli verweigerte der Vorstand des DEB die Aufnahme des Vereins in die 2. Bundesliga. Wenige Tage später nahm der Verband den Beschluss zurück, sodass der ECD sein Aufstiegsrecht doch wahrnehmen konnte.
Die Mannschaft wurde um zahlreiche Leistungsträger verstärkt. Damit gehörte der ECD unter dem neuen Trainer Jozef Golonka in der Saison 1989/90 auf Anhieb zur Spitzengruppe der 2. Bundesliga. Insbesondere die Stürmer Benoît Doucet, der mit 94 Toren in 51 Spielen einen Allzeitrekord aufstellte, und Greg Evtushevski waren die Erfolgsgaranten. Der ECD wurde unangefochten Erster der Nordgruppe, verpasste in der Relegationsrunde mit vier bzw. drei Punkten Rückstand auf die Aufsteiger EV Landshut und EHC Freiburg jedoch die Rückkehr in die Bundesliga.

#### Das Ende der Ära Weifenbach und der zweite Konkurs
| Saison  | Liga               | Vorrunde | Endrunde/Playoffs               | Endplatzierung |
| ------- | ------------------ | -------- | ------------------------------- | -------------- |
| 1990/91 | 2. Bundesliga Nord | 1        | Bundesliga-Relegation           | 5              |
| 1991/92 | 2. Bundesliga Nord | 8        | Qualifikation zur 2. Bundesliga | 5              |
| 1992/93 | 2. Bundesliga      | 7        | Viertelfinale                   | 7              |
| 1993/94 | 2. Bundesliga      | 4        | Viertelfinale                   | 5              |

Im Spätsommer und Herbst 1990 sah sich der ECD-Vorsitzende Heinz Weifenbach erstmals in seiner zu diesem Zeitpunkt neunjährigen Amtszeit einer größeren Opposition innerhalb des ECD gegenüber. Als Geschäftsführer eines Großschlachthofes in Eberswalde war er in Iserlohn kaum noch präsent und Fans warfen ihm vor, sich nicht ausreichend um die Spieler zu kümmern. Bei der Jahreshauptversammlung stellte sich ein unter anderem von ECD-Gründungsmitglied Jörg Schauhoff unterstützter Gegenkandidat zur Wahl. Am Ende bestätigten die Mitglieder zwar Weifenbach im Amt, stellten ihm mit Alfred Thiele aber einen angesehenen Unternehmer als 2. Vorsitzenden zur Seite.
In der Spielzeit 1990/91 wurde der ECD erneut mit deutlichem Vorsprung Meister der 2. Bundesliga Nord, belegte in der Aufstiegsrunde zur Bundesliga aber wieder nur den fünften Platz. Im September 1991 begann vor dem Landgericht Dortmund ein Prozess wegen Steuerhinterziehung gegen Weifenbach. Ihm wurde vorgeworfen, fast 2,2 Millionen DM nicht abgeführt zu haben. Kurz darauf trat er endgültig vom ECD-Vorsitz zurück und sein Stellvertreter Alfred Thiele rückte an seine Position. Wohl auch aufgrund der Unerfahrenheit der neuen Verantwortlichen geriet die Saison 1991/92 zum Debakel. Auch drei Trainerwechsel innerhalb der Spielzeit halfen nicht: Als Vorletzter der Nordgruppe ging der ECD in die Abstiegsrelegation. Dort hätte im letzten Spiel gegen den EHC Essen-West ein Unentschieden zum Klassenerhalt gereicht. Doch nachdem Guy Rouleau zunächst einen Penalty vergeben und in der 58. Minute auch noch den Pfosten getroffen hatte, verlor das Team mit 2:3 und belegte damit den fünften Platz. Nur weil sich der vor dem ECD platzierte EV Füssen aus finanziellen Gründen aus der 2. Bundesliga zurückzog, blieb dem Verein ein Abstieg in die Drittklassigkeit erspart.
Der Fast-Abstieg hatte das Loch in der Vereinskasse weiter vergrößert. Dennoch investierte der Vorstand in die Mannschaft und holte mit dem Sturm-Duo Bobby Reynolds und Greg Johnston zwei Hochkaräter. Allein die beiden erzielten in der Saison 1992/93 zusammen 103 der 240 Iserlohner Tore. Der ECD erreichte den siebten Platz in der nun eingleisigen 2. Bundesliga und qualifizierte sich damit für die Playoffs, in denen die Mannschaft klar am SB Rosenheim scheiterte. Direkt nach dem letzten Saisonspiel erklärte Vorsitzender Alfred Thiele seinen Rücktritt. Erst nach zwei Monaten fand sich im bisherigen Schatzmeister Karl-Friedrich Müller ein Nachfolger. Über dem ECD schwirrten auch in diesem Sommer Sorgen, aufgrund der prekären Finanzlage keine Lizenz für die 2. Bundesliga zu erhalten. Es dauerte bis zum 29. Juni 1993, bis der DEB die Spielberechtigung ausstellte. Ebenfalls am 29. Juni 1993 wurde der ehemalige Vorsitzende Heinz Weifenbach wegen Steuerhinterziehung zu vier Jahren Haft verurteilt.
Mit seinen Finanzsorgen war der ECD in der 2. Bundesliga nicht allein: Während die Liga-Konkurrenten SV Bayreuth und der SC Memmingen noch in der laufenden Saison 1993/94 den Spielbetrieb einstellen mussten, konnte der ECD Sauerland die Spielzeit immerhin beenden – und das trotz geringer Kadertiefe auf einem beachtlichen vierten Platz. Nach dem schnellen Playoff-Aus gegen den Frankfurter ESC wurde aber bekannt, dass der Verein seit Januar nur durch einige private Darlehen am Leben gehalten wurde. Die Schulden hatten sich auf 1,6 Millionen DM summiert. Am 8. April 1994 waren auch die letzten Rettungsversuche gescheitert, der ECD Sauerland ging in Konkurs.

### Iserlohner EC (1994–2000)

#### Drei Vereinsgründungen und der Neustart in der Drittklassigkeit
Nur einen Tag nachdem der ECD Sauerland Konkurs anmelden musste, lud der Vorsitzende Karl-Friedrich Müller am 9. April 1994 zur Gründungsversammlung eines Nachfolgevereins, der den Namen ECD Sauerland Iserlohn Penguins tragen sollte. Den Beinamen hatte Müller der Mannschaft schon in der Vorsaison gegeben. Am 25. April fand eine weitere Gründungsversammlung statt. Diesmal sollte der Verein unter dem Namen Iserlohner EC wiederbelebt werden. Oberster Vorsatz der Teilnehmer war es, keine finanziellen Abenteuer mehr einzugehen. Zunächst stand der Name Iserlohner Schlittschuhclub im Raum, letztlich entschieden sich die Gründungsmitglieder in Anlehnung an den EC Deilinghofen aber für das Kürzel IEC. Die Tradition sollte auf den neuen Verein übertragen werden, nicht aber das unseriöse Image der zurückliegenden Jahre. Die dritte Neugründung war der EC „Devils“ Iserlohn 94, der am 17. Mai 1994 aus den Eissportfreunden Iserlohn hervorging und der mit dem neuen Namen das Kürzel ECD erhalten wollte.
Eine Vorentscheidung zur Zukunft des Iserlohner Eishockeys traf am 13. Juni 1994 der bislang eigenständige ECD-Nachwuchsverein, der mit großer Mehrheit beschloss, dem IEC als Abteilung beizutreten. Auch die Iserlohner Brauerei als einer der wichtigsten Sponsoren stellte sich auf die Seite des IEC. Den Penguins fehlte damit die Grundlage, sodass der Verein um Karl-Friedrich Müller wenig später wieder aufgelöst wurde. Die Devils spielten ein Jahr in der NRW-Liga und fusionierten nach dem Aufstieg in die drittklassige 2. Liga im Mai 1995 mit dem Königsborner EC. Damit zog das Team, dem unter anderem mit Martin Ebel und Ladislav Hospodar auch einige ehemalige ECD-Spieler angehörten, nach Unna um.
| Saison  | Liga         | Vorrunde | Playoffs/Endrunde | Endplatzierung |
| ------- | ------------ | -------- | ----------------- | -------------- |
| 1994/95 | 2. Liga Nord | 2        | Aufstiegsrunde    | 4              |
| 1995/96 | 1. Liga Nord | 7        | Achtelfinale      | 9              |
| 1996/97 | 1. Liga Nord | 7        | Achtelfinale      | 9              |

Der Iserlohner EC mit dem Vorsitzenden Jochen Vieler stieg in der dritthöchsten Spielklasse (2. Liga Nord) ein. Als Trainer wurde abermals Peter Gailer verpflichtet. Die Saison 1994/95 entwickelte sich zu einem großen sportlichen und wirtschaftlichen Erfolg. Die Mannschaft, die viele Spieler aus dem eigenen Nachwuchs umfasste, gewann das erste Saisonspiel gegen den ESC Essen mit 6:3. Neben dem gebürtigen Iserlohner Jens Esche, der auch das erste Pflichtspiel-Tor für den neu gegründeten Verein erzielt hatte, waren vor allem die beiden Kanadier Rob Hrytsak und Geoff Bumstead in den folgenden Wochen die Erfolgsgaranten des IEC, der sich als Zweiter der Hauptrunde souverän für die Aufstiegsrunde qualifizierte. Dort wurde der Sprung in die 1. Liga als Viertplatzierter perfekt gemacht. Im Durchschnitt verfolgten 4297 Zuschauer in dieser Spielzeit die Heimspiele am Seilersee, sodass die Saison auch wirtschaftlich als Erfolg verbucht werden konnte: Der Verein erwirtschaftete einen Gewinn von 371.000 DM.
Von kuriosen Begebenheiten geprägt war die erste Zweitliga-Saison 1995/96. Zunächst gab es langwierige juristische Auseinandersetzungen um die Verpflichtung des ehemaligen ECD-Stürmers Jerzy Christ, die erst kurz vor Saisonbeginn gelöst werden konnten. Im November 1995 wurde ein Spiel gegen den Eschweiler EC beim Stand von 3:0 für den IEC nach dem ersten Drittel wegen eines Lochs im Eis abgebrochen. Die Partie wurde zunächst für Eschweiler gewertet; nach einem Protest des IEC wurde ein Wiederholungsspiel angesetzt, zu dem die Gäste jedoch nicht antraten. Damit ging die Begegnung schließlich als Sieg des IEC in die Tabelle ein. Im Januar traf die Mannschaft des EC Bad Nauheim wegen winterlicher Straßenverhältnisse mit deutlicher Verspätung in Iserlohn ein, sodass das Spiel erst um 22.07 Uhr angepfiffen werden konnte und um 0.33 Uhr in der Nacht mit einer 2:3-Niederlage für die Gastgeber zu Ende ging. Am 1. März 1996 schließlich brach sich Essens Torwart Sven Prusa durch einen Schlagschuss des IEC-Verteidigers Georg Gailer das Jochbein und drohte auf einer Seite zu erblinden, weil sich ein Knochensplitter in den Augapfel schob. Der Schiedsrichter sprach zunächst eine Spieldauerdisziplinarstrafe gegen Gailer aus, die er später wieder zurücknahm.
Das Team um den Toptorschützen Kevin Riehl belegte den siebten Platz und erreichte damit auf Anhieb die Playoffs, in denen der Aufsteiger im Achtelfinale gegen den EHC Freiburg ausschied. Zu Beginn der Saison 1996/97 tat sich die Mannschaft schwerer, blieb zwischenzeitlich elf Spiele in Serie ohne Sieg. Erst durch die Nachverpflichtungen von Teal Fowler und insbesondere Torwart Ian Wood stabilisierten sich die Leistungen. Der IEC erreichte trotz großer Unruhe, die in der Vertragsauflösung mit dem früheren Kapitän Olf Engelmann und der Suspendierung des nachverpflichteten Robert Simon gipfelte, als Siebter der Meisterrunde erneut die Playoffs. Die Mannschaft zwang den Zweiten der Südgruppe, den Heilbronner EC, im Achtelfinale bis ins fünfte und entscheidende Spiel, das dann allerdings mit 1:10 deutlich verloren wurde. Im DEB-Ligenpokal 1996/97 war der IEC zuvor bis ins Finale eingezogen, in dem beide Begegnungen gegen den EHC Neuwied verloren gingen. Nach der Saison wurde der Vertrag mit Cheftrainer Peter Gailer, der insgesamt 14 Jahre als Spieler und Trainer in Iserlohn verbracht hatte, nicht mehr verlängert.

#### Auf und Ab in der zweithöchsten Spielklasse
| Saison  | Liga          | Vorrunde | Playoffs      | Endplatzierung |
| ------- | ------------- | -------- | ------------- | -------------- |
| 1997/98 | 1. Liga Nord  | 1        | Halbfinale    | 3              |
| 1998/99 | Bundesliga    | 6        | Viertelfinale | 6              |
| 1999/00 | 2. Bundesliga | 6        | Viertelfinale | 6              |

Der neue Cheftrainer Greg Poss, der vom Ligakonkurrenten ETC Timmendorfer Strand verpflichtet wurde, leitete einen Umbruch beim IEC ein. Er löste den Vertrag mit Kapitän Andreas Pokorny auf. Auch zehn weitere Spieler mussten gehen. Im Gegenzug brachte er mit Oliver Bernhardt einen Verteidiger von seinem bisherigen Verein mit und gab Teal Fowler als neuem Kapitän eine Schlüsselrolle in der neu zusammengefügten Mannschaft. Nach einem schwachen Saisonstart und abermals zahlreichen Transfers im Laufe der Saison entwickelte sich der IEC zu einer Spitzenmannschaft, die sich als Dritter der Nordgruppe für die Meisterrunde qualifizierte und sich darin als Spitzenreiter die beste Ausgangsposition für die Playoffs erspielte. Nach dem Viertelfinalsieg gegen den EHC Freiburg traf die Mannschaft im Halbfinale auf den EC Bad Nauheim, das vom Tod des Nauheimer Spielers Mark Teevens überschattet wurde. Die „Roten Teufel“ setzten sich in der Best-of-three-Serie mit 2:1 nach Spielen durch, der IEC beendete die Saison nach zwei Erfolgen über den ES Weißwasser als Dritter.
Unterdessen konnte der Vorsitzende Jochen Vieler auf der Jahreshauptversammlung 1998 zum vierten Mal in Folge einen kleinen Gewinn präsentieren. Der Umsatz stieg in diesen Jahren auf rund fünf Millionen Mark. Auf dieser Grundlage gelang es dem Klub, nicht nur den Vertrag mit Trainer Greg Poss zu verlängern, sondern auch die meisten Leistungsträger zu halten. Eine Veränderung gab es indes in der Außendarstellung: Ein Hahn wurde als Maskottchen präsentiert, erstmals fiel der Beiname „Iserlohn Roosters“. Bereits im Vorjahr war über mögliche Maskottchen diskutiert worden: Biber, Stachelschwein und Nilpferd gelangten in die engere Auswahl, konnten sich schlussendlich aber nicht durchsetzen.
Die unter anderem mit Tomáš Martinec verstärkte Mannschaft startete erfolgreich in die Saison 1998/99 der nun eingleisigen Bundesliga. Im Oktober 1998 wurde erstmals seit den Bundesliga-Zeiten in den 1980er Jahren wieder ein Spiel aus der Iserlohner Eissporthalle im WDR Fernsehen übertragen. Mit Terry Campbell und Craig Streu entsandte der IEC zwei Spieler in die deutsche Nationalmannschaft – auch das eine Premiere für den noch jungen Verein. Das Team konnte die starken Leistungen der ersten Saisonphase aber nicht kontinuierlich aufs Eis bringen. Als Sechster startete der IEC in die Playoffs, in denen er auf die Düsseldorfer EG (DEG) traf. Nach zwei Niederlagen zum Auftakt glich die Mannschaft die hitzig geführte Serie aus. Das entscheidende Spiel entschied die DEG mit 3:2 für sich.
Durch die oft enttäuschenden Leistungen der zweiten Saisonhälfte sank der Zuschauerschnitt deutlich, sodass Sponsoren ein Defizit von rund 360.000 DM ausgleichen mussten, damit der Verein auch in diesem Geschäftsjahr schwarze Zahlen ausweisen konnte. Zur Saison 1999/2000 wurden daher neben den neuen Kontingentspielern Cory Laylin, Steve Potvin und Pat Mikesch in erster Linie Nachwuchsakteure verpflichtet. Der IEC startete mit schwachen Leistungen in die Saison. Nur knapp qualifizierte sich die Mannschaft für die Meisterrunde, in der sich Poss nach einem Spiel beim ERC Ingolstadt mit dessen Trainer Jim Boni prügelte und von der Polizei in Handschellen abgeführt wurde. Der Trainer erhielt eine Abmahnung, blieb aber im Amt. Das Team qualifizierte sich für die Playoffs, in denen schon im Viertelfinale gegen den EHC Freiburg Schluss war.
Der sportliche Misserfolg belastete die Vereinskasse: Das Minus von knapp 450.000 DM konnte dank Rückstellungen aus den Vorjahren zwar auf 240.000 DM reduziert werden, dennoch musste Vorsitzender Jochen Vieler auf der Jahreshauptversammlung nach Saisonende erstmals einen Fehlbetrag verkünden. Zugleich gab er bekannt, sein Amt wie geplant abzugeben. Zu seinem Nachfolger wurde sein bisherige Stellvertreter Wolfgang Brück gewählt.

### Iserlohn Roosters (seit 2000)

#### Einstieg in die DEL und NHL-Spieler am Seilersee
Aufgrund wirtschaftlicher Schwierigkeiten kündigten die Star Bulls Rosenheim im Frühjahr 2000 an, sich aus der Deutschen Eishockey Liga (DEL) zurückzuziehen. Als Favorit für die Nachfolge galten zunächst die Crocodiles Hamburg, die für 3,25 Millionen DM die Lizenz übernehmen sollten. Da in Hamburg aber keine Halle zur Verfügung stand, die Erstliga-Kriterien entsprach, platzte der Deal. Schließlich wurde die Rosenheimer Lizenz Anfang Juli 2000 dem Iserlohner EC angeboten. Schon am 17. Juli 2000 stimmte der DEL-Aufsichtsrat dann den Plänen zu, dass der IEC den Platz der Star Bulls einnehmen sollte. Am 20. Juli machte die Gesellschafterversammlung der Star Bulls GmbH den Weg frei, den Unternehmenssitz nach Iserlohn zu verlegen. Neuer Hauptgesellschafter wurde der Iserlohner EC und die Gesellschaft erhielt den Namen Iserlohn Roosters GmbH, die damit weiter in Besitz der vormals Rosenheimer DEL-Lizenz war. Über den Kaufpreis wurde Stillschweigen vereinbart, später wurde aber bekannt, dass dem IEC die Lizenz zum Symbolwert überlassen worden war.
Der Einstieg des IEC in die DEL löste beim Deutschen Eishockey-Bund (DEB) scharfe Kritik aus. Dessen Präsident Rainer Gossmann kündigte an, Schadensersatzansprüche zu prüfen. Letztlich blieb der Ausstieg aus der 2. Bundesliga für den Verein aber ohne rechtliche Folgen.
| Saison  | Liga | Vorrunde | Playoffs       | Endplatzierung |
| ------- | ---- | -------- | -------------- | -------------- |
| 2000/01 | DEL  | 15       | nicht erreicht | 15             |
| 2001/02 | DEL  | 12       | nicht erreicht | 12             |
| 2002/03 | DEL  | 9        | nicht erreicht | 9              |
| 2003/04 | DEL  | 12       | nicht erreicht | 12             |
| 2004/05 | DEL  | 11       | nicht erreicht | 11             |

Innerhalb weniger Wochen musste Greg Poss, der dem Klub als Trainer und Manager erhalten blieb, anschließend eine DEL-taugliche Mannschaft zusammenstellen. Dem neuen Team gelang schon am Auftaktwochenende der Saison 2000/01 ein erster Erfolg, als mit den Kölner Haien der amtierende Vizemeister am Seilersee mit 5:4 nach Penaltyschießen niedergerungen wurde. Das Siegtor erzielte Shawn Anderson, der sich als einer der wichtigsten Stützen der Mannschaft erweisen sollte. Als Verteidiger wurde er am Ende der Premierensaison der Topscorer der Roosters. Die Mannschaft belegte den 15. Platz und erreichte damit das Saisonziel, nicht Letzter zu werden. Zudem erwirtschaftete die GmbH trotz verhältnismäßig geringem Zuschauerinteresse ein Plus von 30.000 DM.
Drei entscheidende personelle Weichenstellungen bestimmten die anschließende Sommerpause: Der ehemalige ECD- und IEC-Spieler Karsten Mende wurde zum Sportkoordinator ernannt und unterstützte Greg Poss damit bei der Zusammenstellung der Mannschaft. Insgesamt blieb er mehr als 17 Jahre lang auf dem Posten des Sportlichen Leiters und trug damit maßgeblich dazu bei, die Roosters in der DEL zu etablieren. Dem Verein erhalten blieb auch Teal Fowler, der seine Karriere als Spieler beendete und zum Co-Trainer wurde. Zudem wurde mit Dimitrij Kotschnew ein neuer Torwart verpflichtet, der sich in seinen sechs Jahren bei den Roosters vom Back-up zum Stammspieler entwickelte und es mit seinen Leistungen bis in die Nationalmannschaft schaffte.
In die Saison 2001/02 startete die Mannschaft dennoch mit vielen Niederlagen, fing sich in der zweiten Saisonhälfte aber und machte schon am drittletzten Spieltag den Klassenerhalt fest. Für bundesweite Aufmerksamkeit hatte zuvor ein Spiel gegen die Eisbären Berlin gesorgt, bei dem Roosters-Angreifer Lars Müller von seinem Gegenspieler Scott Levins als Nazi beschimpft wurde.
Die Leistungen aus der Vorsaison, als die Roosters vier Teams hinter sich ließen, konnten sie in der Spielzeit 2002/03 noch übertreffen. Mit dem überragenden Jimmy Waite im Tor hatten sie bis zum letzten Spieltag die Chance auf die erste Playoff-Teilnahme in der DEL. Das Team bezwang den späteren Meister, die Krefeld Pinguine, mit 8:1, war aber auf Schützenhilfe angewiesen, die ihnen von den Hamburg Freezers nicht gewährt wurde. So endete die Saison auf dem neunten Tabellenplatz. Wie viele Leistungsträger aus der Mannschaft hatte sich auch der Trainer mit seiner Arbeit für zahlungskräftigere Klubs empfohlen. Mit seinem Wechsel zu den Nürnberg Ice Tigers ging die sechsjährige Ära Poss in Iserlohn im Frühjahr 2003 zu Ende.
Nachdem der Poss-Nachfolger Dave Whistle nach einem schwachen Saisonstart schon Anfang Oktober wieder entlassen worden war, rettete sich das Team unter dem neuen Trainer Doug Mason auf den zwölften Rang und vermied damit die Teilnahme an den Play-downs. Als sich dann im Sommer 2004 ein Lockout in der National Hockey League (NHL) abzeichnete, reagierten die Roosters schnell und sicherten sich als erster DEL-Klub die Dienste eines NHL-Spielers. Auf Vermittlung des Kapitäns Bryan Adams fand dessen Studienfreund Mike York von den Edmonton Oilers den Weg nach Iserlohn. Er blieb die gesamte Spielzeit 2004/05 am Seilersee und wurde zum herausragenden Spieler der Mannschaft. Am Saisonende wurde er als bester Center der Liga ausgezeichnet. Ende Dezember wurde mit Verteidiger John-Michael Liles ein zweiter NHL-Spieler verpflichtet; Stürmer Brian Gionta zog seine Zusage wegen der Schwangerschaft seiner Frau hingegen wieder zurück. Das Team hatte lange Chancen auf die Playoffs, landete am Ende aber nur auf dem elften Platz.

#### Michael Wolf wird zum prägenden Roosters-Spieler
| Saison  | Liga | Vorrunde | Playoffs       | Endplatzierung |
| ------- | ---- | -------- | -------------- | -------------- |
| 2005/06 | DEL  | 11       | nicht erreicht | 11             |
| 2006/07 | DEL  | 11       | nicht erreicht | 11             |
| 2007/08 | DEL  | 5        | Viertelfinale  | 5              |
| 2008/09 | DEL  | 11       | nicht erreicht | 11             |
| 2009/10 | DEL  | 11       | nicht erreicht | 11             |
| 2010/11 | DEL  | 12       | nicht erreicht | 12             |
| 2011/12 | DEL  | 10       | Pre-Play-offs  | 10             |
| 2012/13 | DEL  | 13       | nicht erreicht | 13             |

Enttäuschend verlief die Saison 2005/06. Erst zwei Spieltage vor dem Ende machte die abermals runderneuerte Mannschaft den Klassenerhalt perfekt. Maßgeblich war eine eklatante Auswärtsschwäche. Während die Roosters in der Heimtabelle den siebten Platz belegten, wurden auf fremdem Eis nur drei der 26 Partien gewonnen. Trainer Doug Mason, der im Verlauf der Saison zeitweise scharf in der Kritik stand, gab am 12. März, wenige Minuten nach dem letzten Saisonspiel, seinen Abschied bekannt. Einer der Lichtblicke waren die Leistungen des aus der 2. Bundesliga verpflichteten Michael Wolf, der schon in seiner ersten Erstliga-Saison nicht nur einer der erfolgreichsten Torschützen und Scorer der Mannschaft war, sondern auch als DEL-Rookie des Jahres ausgezeichnet wurde. Er sollte in den folgenden Jahren der prägendste Spieler des Klubs werden.
Der neue Coach für die Saison 2006/07 wurde Geoff Ward, der zuvor als „Development Coach“ bei den Edmonton Oilers beschäftigt war. Mit Bernd Haake als Co-Trainer verfolgte man auch langfristig ein neues sportliches Konzept. Die Roosters-Verantwortlichen wollten in Zukunft noch mehr auf deutsche Spieler setzen und mittelfristig mit Teams wie den Nürnberg Ice Tigers gleichziehen. Der Saisonstart gelang. Nach einem 5:1-Erfolg am ersten Spieltag über die Düsseldorfer EG standen die Sauerländer erstmals überhaupt an der Tabellenspitze und auch Ende Oktober gehörte das Team als Tabellendritter noch zur Spitzengruppe. Doch nach einer Niederlagenserie im November und Dezember war die Saison wieder nach 52 Spielen beendet, weil das Team mit einem Punkt Rückstand auf den ersten Pre-Playoffs-Platz nur Elfter wurde.
Die Saison 2007/08 startete spektakulär: Im ersten Heimspiel drehten die Roosters einen 1:5-Rückstand gegen die Nürnberg Ice Tigers in eine 8:7-Führung und verloren am Ende mit 9:10. In keinem anderen DEL-Spiel fielen mehr Tore. In den folgenden Partien zeigte sich dann schnell, dass die Mannschaft und der neue Trainer Rick Adduono miteinander harmonierten. Seit dem 5. Spieltag gehörten die Roosters stets zu den ersten Zehn. In dem bereits im Vorjahr verpflichteten Robert Hock hatte Adduono den perfekten Sturmpartner für Michael Wolf gefunden. Am Ende der Hauptrunde stellten die Roosters den zweitbesten Angriff und mit Wolf und Hock sowohl den Torschützenkönig als auch den Topscorer der Liga. Als Fünftplatzierter qualifizierte sich das Team für die Playoffs.
Erstmals seit 21 Jahren stand damit wieder eine Iserlohner Mannschaft in der Endrunde um die Deutsche Meisterschaft. Im ersten Spiel des Viertelfinales bei den Frankfurt Lions gaben die Roosters eine 3:1-Führung innerhalb der letzten drei Minuten noch aus der Hand und unterlagen nach Verlängerung. Das erste Heimspiel wurde erst in der dritten Verlängerung entschieden: Michael Wolf erzielte nach 117:47 Minuten den Siegtreffer. Damit war die Begegnung das längste Spiel der DEL-Geschichte. Im zweiten Auswärtsspiel holten sich die Roosters, wieder in der Verlängerung, die Führung in der Best-of-seven-Serie und gewannen anschließend auch die vierte Partie. Doch die nächsten drei Spiele gingen allesamt an Frankfurt, Iserlohn verspielte als erste DEL-Mannschaft einen 3:1-Vorsprung.

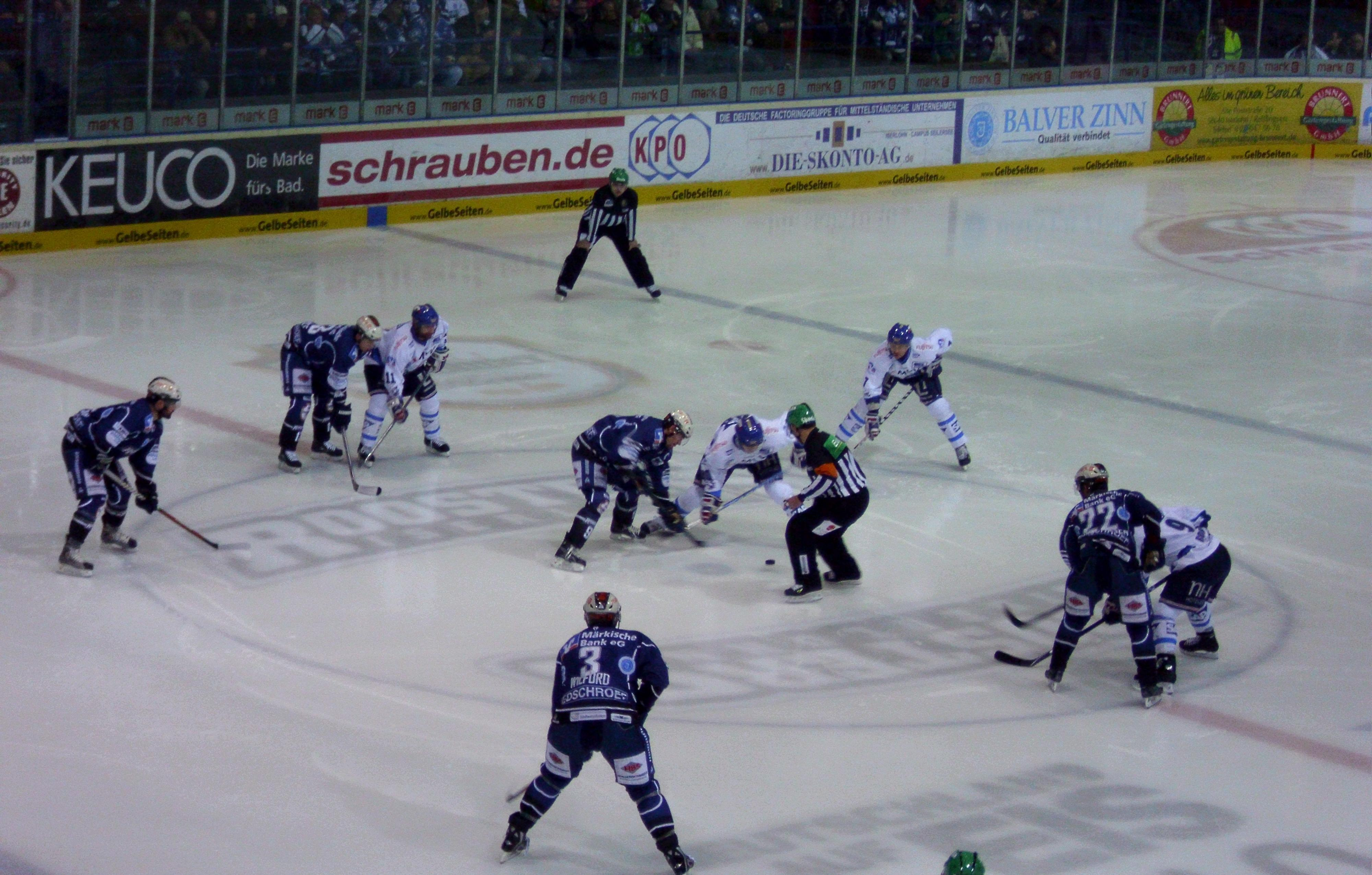
Iserlohn Roosters in einem Heimspiel (2010)

In den folgenden Jahren konnten die Roosters den bis dahin größten Erfolg ihrer DEL-Geschichte nicht bestätigen. In drei Spielzeiten in Folge fanden die Playoffs ohne Iserlohn statt. Die Trainer Steve Stirling und Uli Liebsch wurden vorzeitig entlassen. Dabei stand ihnen mit Michael Wolf und Robert Hock weiter eines der stärksten Sturm-Duos der Liga zur Verfügung. Während Wolf in diesen Jahren vor allem als Torschütze in Erscheinung trat und damit in der Saison 2010/11 zum zweiten Mal seit 2008 ligaweit an der Spitze stand, gehörte Hock von 2007 bis 2012 immer zu den drei besten Vorlagengebern der DEL. Die Defensive und die Breite des Kaders blieben hingegen die Problemstellen der Roosters.
Das Prinzip der seriösen Finanzplanung, das Gründungsvorsitzender Jochen Vieler für den IEC ausgab, wurde im Übrigen auch von seinem Nachfolger Wolfgang Brück fortgeführt. In den ersten neun DEL-Jahren schrieben die Roosters immer schwarze Zahlen. Erst nach der Saison 2009/10 wiesen die Roosters erstmals einen Verlust in Höhe von 155.000 Euro auf, woraufhin die Clubführung einen Sparkurs ankündigte, von dem der sportliche Bereich allerdings nicht betroffen sein sollte.
So wurde das inzwischen wieder von Doug Mason trainierte Team für die Saison 2011/12 deutlich verstärkt. Rückkehrer Mike York ergänzte das Duo Wolf/Hock im Sturm und Sébastien Caron erwies sich als souveräner Torhüter. Das Team erreichte den zehnten Tabellenplatz, der zur Teilnahme an den Pre-Playoffs berechtigte. In diesen behielt die Düsseldorfer EG aber mit 2:0 nach Siegen die Oberhand. Kompliziert verlief dann die Vorbereitung auf die Spielzeit 2012/13, weil der Kader erst spät vollständig war. Erst einen Tag vor dem ersten Spieltag unterschrieb Brendan Brooks einen Vertrag, vor der dritten Partie wurden mit Mark Bell und Colin Stuart zwei weitere Nordamerikaner in die Mannschaft geholt. Am 42. Spieltag lag das Team dennoch auf dem 10. Platz, der erneut als Saisonziel ausgegeben war. Anschließend wurde jedoch keine Partie mehr gewonnen, sodass die Roosters die Saison als Vorletzter auf Rang 13 beendeten. Die Serie von zehn Niederlagen in Folge stellte zudem einen neuen Negativrekord in der DEL-Geschichte der Iserlohner dar.

#### Drei Playoff-Teilnahmen in Folge und Kontroverse um Einbürgerungen
| Saison  | Liga | Vorrunde | Playoffs       | Endplatzierung |
| ------- | ---- | -------- | -------------- | -------------- |
| 2013/14 | DEL  | 10       | Viertelfinale  | 8              |
| 2014/15 | DEL  | 6        | Viertelfinale  | 6              |
| 2015/16 | DEL  | 3        | Viertelfinale  | 6              |
| 2016/17 | DEL  | 13       | nicht erreicht | 13             |
| 2017/18 | DEL  | 8        | Pre–Playoffs   | 9              |

Zu einem größeren Umbruch kam es in der Anfangsphase der Saison 2013/14: Der langjährige Topscorer und Kapitän Robert Hock erhielt keinen neuen Vertrag. Kurz nach Saisonbeginn trennte sich der Klub zudem aus disziplinarischen Gründen von Sébastien Caron. Und nachdem die sportliche Situation unter Trainer Doug Mason weiterhin unbefriedigend geblieben war, wurde er im Oktober 2013 vom bisherigen Co-Trainer Jari Pasanen abgelöst. Gemeinsam mit seinem neuen Assistenztrainer Jamie Bartman richtete dieser die Mannschaft neu aus, sodass nach der Hauptrunde noch der zehnte Platz erreicht wurde. In den Pre-Playoffs gewann das Team zwei von drei Spielen gegen den EHC Red Bull München und zog damit zum ersten Mal seit 2008 ins Viertelfinale ein. Dort unterlagen die Roosters nach sechs Spielen den Hamburg Freezers mit 2:4.
Nach der Saison verließ Rekordscorer Michael Wolf die Roosters nach neun Jahren. In dieser Zeit hatte er 230 Treffer in 475 Spielen erzielt und damit mehr als doppelt so viele wie der zweiterfolgreichste Torschütze der Roosters-Geschichte, sein langjähriger Sturmpartner Robert Hock. Anders als Wolf besaßen die meisten übrigen Schlüsselspieler wie Brooks Macek, Colten Teubert, Brent Raedeke und der neue Stammtorhüter Mathias Lange Verträge für die Saison 2014/15, sodass ein großer Umbruch ausblieb. Statt Wolf eins zu eins zu ersetzen, nahm sich Manager Karsten Mende vor, den Kader breiter aufzustellen. Dies gelang und die Mannschaft stand die gesamte Hauptrunde über auf einem Playoff-Platz. Am letzten Spieltag qualifizierten sich die Sauerländer durch einen Auswärtssieg bei den Eisbären Berlin direkt für das Viertelfinale. Mende wurde daraufhin zum DEL-Manager des Jahres gewählt, Angreifer Dylan Wruck wurde als Rookie des Jahres ausgezeichnet. Die Playoff-Serie gegen den amtierenden Deutschen Meister ERC Ingolstadt ging über die volle Distanz. Nach sieben Spielen, in denen jeweils immer das Heimteam gewann, unterlagen die Roosters mit 3:4.
Noch einmal steigern konnte sich die Mannschaft trotz dem Karriereende der langjährigen Roosters-Spieler Jeff Giuliano und Collin Danielsmeier in der Spielzeit 2015/16. Mit einem Etat von rund sechs Millionen Euro wurden unter anderem Bobby Raymond zurückgeholt und Louie Caporusso vom Ligakonkurrenten Augsburg verpflichtet. Früh stand das Team unter den ersten Sechs und etablierte sich nach zehn Spielen unter den ersten Vier. Im weiteren Verlauf stand die Mannschaft lange auf dem zweiten Platz hinter den Adler Mannheim. Letztendlich wurde die Hauptrunde als Dritter mit nur drei Punkten Rückstand auf Spitzenreiter München abgeschlossen, sodass die Roosters erstmals mit Heimrecht in die Playoffs starteten. Dennoch unterlag man den sechstplatzierten Nürnberg Ice Tigers in der Serie mit 2:4.
Während der Spielzeit hatte Kölns Stürmer Moritz Müller eine Debatte über die Transferpolitik der Roosters losgetreten. Da diese viele Deutschkanadier verpflichtet hatten, die das Ausländerkontingent nicht belasteten, bezeichnete er das Roosters-Team am Rande eines Spiels in Iserlohn, das die Haie klar verloren, als „kanadische 1c-Nationalmannschaft“. Der Klub reagierte auf die Kritik mit Ironie und legte ein Fantrikot sowie einen Schal mit „Kanada 1c“-Aufdruck auf.
Nach der Saison waren viele der Deutschkanadier für Iserlohn nicht zu halten: Teubert wechselte nach Nürnberg, Macek nach München und Kevin Lavallée nach Bremerhaven. Zudem entschieden sich die Roosters, den Vertrag mit Mike York nicht zu verlängern. Der Umbruch im Kader misslang, das Team fand sich in der Saison 2016/17 schnell im Tabellenkeller wieder. Als 13. verpasste die Mannschaft die Playoffs deutlich. Nachdem auch der Start in die Spielzeit 2017/18 fehlgeschlagen war, wurde Trainer Jari Pasanen nach vier Jahren als Chefcoach und insgesamt fast sechseinhalb Jahren in Iserlohn entlassen. Mit dessen Nachfolger Rob Daum begann die Aufholjagd, die bis auf den achten Tabellenplatz führte. In den Pre-Playoffs unterlagen die Roosters dann jedoch den Fischtown Pinguins Bremerhaven.

#### Veränderungen in der Sportlichen Leitung und die Corona-Jahre
| Saison  | Liga       | Vorrunde | Playoffs          | Endplatzierung |
| ------- | ---------- | -------- | ----------------- | -------------- |
| 2018/19 | DEL        | 13       | nicht erreicht    | 13             |
| 2019/20 | DEL        | 13       | nicht ausgetragen | –              |
| 2020/21 | DEL (Nord) | 4        | Viertelfinale     | 7              |
| 2021/22 | DEL        | 12       | nicht erreicht    | 12             |
| 2022/23 | DEL        | 13       | nicht erreicht    | 13             |
| 2023/24 | DEL        | 13       | nicht erreicht    | 13             |
| 2024/25 | DEL        | 12       | nicht erreicht    | 12             |

Nach der erfolgreichsten Phase der Roosters-Geschichte, als das Team zwischen 2011 und 2018 in fünf von sieben Spielzeiten mindestens in die Pre-Playoffs eingezogen war, gehört die Mannschaft seit der Saison 2018/19 meist eher wieder zu den Kellerkindern der Liga. Nach einem schwachen Saisonstart wurde im November 2018 Trainer Rob Daum entlassen. Im Dezember 2018 entstand zudem eine Vakanz in der Sportlichen Leitung, weil Manager Karsten Mende einen Schlaganfall erlitt. Zwei Monate später wurde Christian Hommel, als Spieler eine Kultfigur unter den Roosters-Fans, zu dessen Nachfolger ernannt.

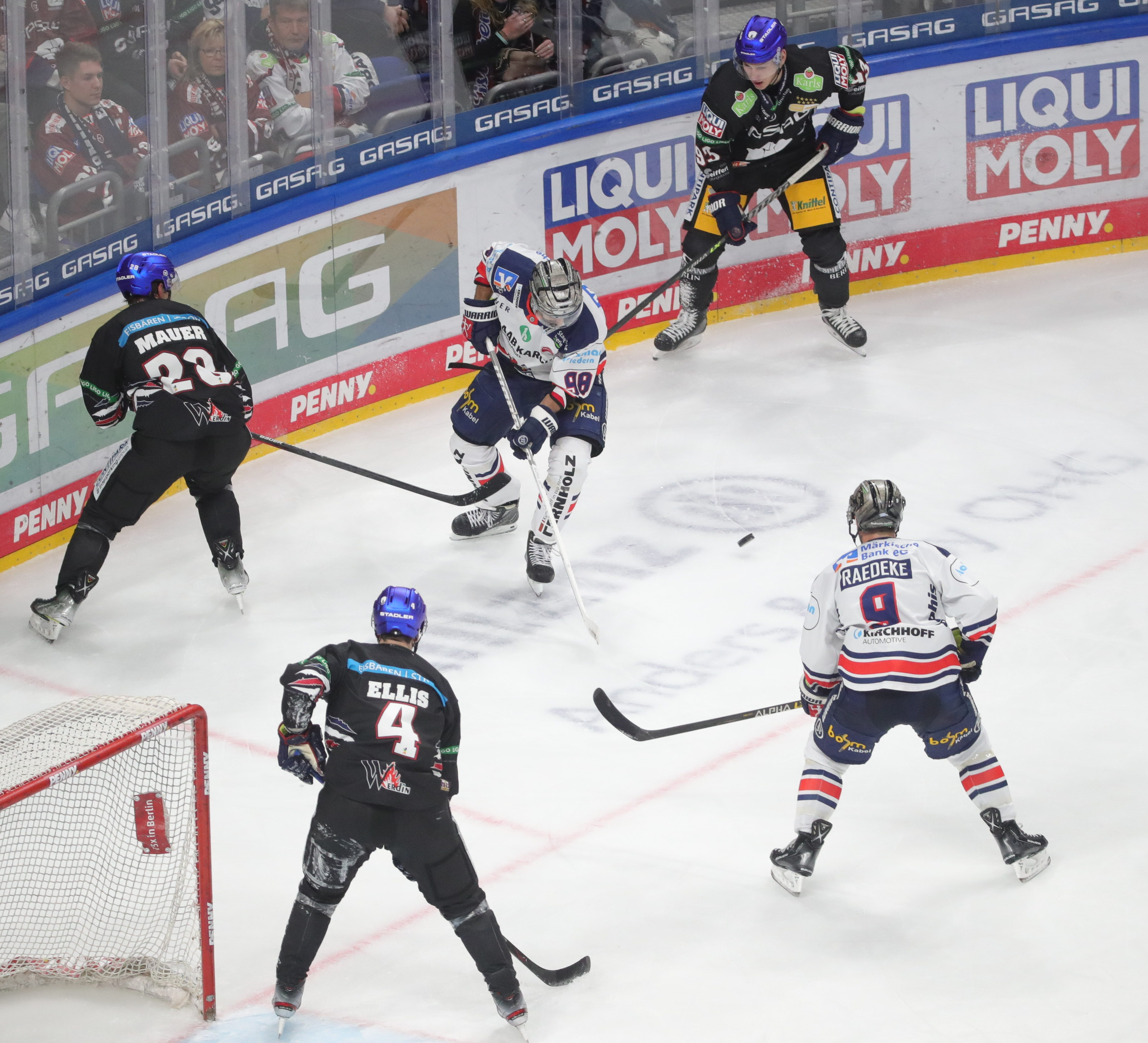
Die Iserlohn Roosters (weiße Trikots) bei einem Spiel gegen die Eisbären Berlin im November 2022.

Dessen erste größere Entscheidung war die Verpflichtung von Jason O’Leary als neuen Cheftrainer. Der Kanadier sollte die Roosters nach dem vorletzten Platz aus der Vorsaison mit einem auf 16 Positionen veränderten Kader in der Spielzeit 2019/20 zurück in die Playoffs führen. Doch die Mannschaft enttäuschte auf ganzer Linie und holte mit 51 Punkten aus 52 Partien erstmals in ihrer DEL-Geschichte weniger als einen Punkt pro Spiel. Erfolgreicher verlief die Saison 2020/21, die wegen der COVID-19-Pandemie erst verspätet begann und dann in zwei Gruppen ausgetragen wurde. Die Roosters, bei denen während der Spielzeit Brad Tapper von O’Leary übernommen hatte, zogen als Vierter der Nordgruppe in die Playoffs ein. Maßgeblich zu verdanken hatten sie diesen Erfolg dem neu verpflichteten Stürmer Joe Whitney, der mit 45 Punkten in 37 Spielen Topscorer der DEL wurde.
In den folgenden vier Spielzeiten von 2021 bis 2025 verpassten die Roosters die Playoffs deutlich. Brad Tapper sowie seine Nachfolger Kurt Kleinendorst und Greg Poss, der fast 20 Jahre nach seinem Abschied nach Iserlohn zurückgekehrt war, mussten jeweils während der Saison vorzeitig gehen. Im November 2023 trat auch Christian Hommel als Sportlicher Leiter zurück. In dieser Phase der Saison 2023/24 hatten die Roosters als Tabellenletzter zeitweise zwölf Punkte Rückstand auf den Vorletzten. Unter dem neuen Trainer Doug Shedden stabilisierten sich die Leistungen aber und mit einer Siegesserie mit sieben Erfolgen aus acht Begegnungen zu Beginn des Jahres 2024 stellte das Team den Kontakt zum Rest der Liga wieder her. Am vorletzten Spieltag konnte der Klassenerhalt gefeiert werden, der in den Medien als „Wunder vom Seilersee“ bezeichnet wurde.
Eine dauerhafte Trendwende konnte der Klub damit nicht einleiten. Nachdem das Team in der Saison 2024/25 die ersten vier Spiele punktlos geblieben war – der schwächste Saisonstart der Iserlohner DEL-Geschichte –, steckten die Roosters über weite Teile der Spielzeit gemeinsam mit der Düsseldorfer EG und den Augsburger Panthern im Abstiegskampf fest. Für die letzten 10 Spiele übernahm der kurz zuvor verpflichtete neue Sportdirektor Franz-David Fritzmeier den Cheftrainer-Posten und konnte mit der Mannschaft am drittletzten Spieltag den Klassenerhalt feiern.

## Mannschaft

### Kader der Saison 2025/26
Stand: 18. Juli 2025
| Nr. | Nat.        | Spieler            | Pos. | Geburtsdatum       | im Team seit | Geburtsort                          |
| --- | ----------- | ------------------ | ---- | ------------------ | ------------ | ----------------------------------- |
| 32  | Deutschland | Hendrik Hane       | G    | 18. September 2000 | 2024         | Düsseldorf, Deutschland             |
| 92  | Deutschland | Andreas Jenike     | G    | 14. Juli 1988      | 2019         | Hamburg, Deutschland                |
|     | Deutschland | Nils Elten         | D    | 12. Juni 2003      | 2016         | Iserlohn, Deutschland               |
|     | Kanada      | Macoy Erkamps      | D    | 2. März 1995       | 2025         | Delta, British Columbia, Kanada     |
| 55  | Deutschland | Johannes Huß       | D    | 9. August 1998     | 2024         | Bad Tölz, Deutschland               |
| 77  |             | Colton Jobke       | D    | 20. April 1992     | 2024         | Vancouver, British Columbia, Kanada |
| 15  | Danemark    | Matias Lassen      | D    | 15. März 1996      | 2025         | Rødovre, Dänemark                   |
| 56  | Schweden    | Robin Norell       | D    | 18. Februar 1995   | 2025         | Stockholm, Schweden                 |
| 79  | Deutschland | Colin Ugbekilé – A | D    | 26. September 1999 | 2022         | Solingen, Deutschland               |
| 63  | Deutschland | Manuel Alberg      | RW   | 6. März 2001       | 2024         | Köln, Deutschland                   |
| 10  | Kanada      | Tyler Boland       | C    | 12. September 1996 | 2023         | St. John’s, Neufundland, Kanada     |
|     |             | Jakub Borzęcki     | RW   | 17. Januar 2002    | 2025         | Syracuse, New York, USA             |
| 18  | Kanada      | Eric Cornel – A    | C    | 11. April 1996     | 2021         | Kemptville, Ontario, Kanada         |
|     |             | Bence Farkas       | F    | 29. Januar 2006    | 2025         | Budapest, Ungarn                    |
| 71  | Deutschland | Daniel Fischbuch   | RW   | 19. August 1993    | 2025         | Bad Friedrichshall, Deutschland     |
| 90  | Deutschland | Taro Jentzsch      | C    | 11. Juni 2000      | 2023         | Berlin, Deutschland                 |
|     | Deutschland | Julian Napravnik   | RW   | 6. Mai 1997        | 2025         | Bad Nauheim, Deutschland            |
|     | Deutschland | Daniel Neumann     | F    | 22. Februar 2002   | 2025         | Leipzig, Deutschland                |
| 24  | Deutschland | Lennard Nieleck    | C    | 10. März 2004      | 2022         | Witten, Deutschland                 |
| 14  | Deutschland | Noel Saffran       | W    | 30. April 2004     | 2024         | Duisburg, Deutschland               |
|     | Norwegen    | Eirik Salsten      | C    | 17. Juni 1994      | 2025         | Oslo, Norwegen                      |
| 27  | Kanada      | Christian Thomas   | RW   | 26. Mai 1992       | 2025         | Toronto, Ontario, Kanada            |
| 11  | Schweden    | Henrik Törnqvist   | RW   | 25. August 1996    | 2025         | Motala, Schweden                    |

### Trainerstab und Sportliche Leitung
| Tätigkeit                        | Nat.        | Name                   | Geburtsdatum      | im Team seit | Geburtsort            |
| -------------------------------- | ----------- | ---------------------- | ----------------- | ------------ | --------------------- |
| Head Coach                       | Schweden    | Stefan Nyman           | 1. Juni 1972      | 2025         | Södertälje, Schweden  |
| Assistant- und Performance-Coach | Finnland    | Janne Kujala           | 5. November 1981  | 2025         | Hämeenlinna, Finnland |
| Assistant- und Development-Coach | Schweden    | Tony Zabel             | 17. März 1971     | 2025         | Schweden              |
| Goalie- und Video-Coach          | Finnland    | Santeri Hilli          | 13. Dezember 1987 | 2025         | Kuopio, Finnland      |
| Sportdirektor                    | Deutschland | Franz-David Fritzmeier | 18. April 1980    | 2025         | Bad Tölz, Deutschland |

## Bedeutende Spieler
Vom ersten Pflichtspiel des EC Deilinghofen im Seniorenbereich im Jahr 1961 bis zum Ende der Saison 2024/25 waren 649 Spieler für die Eishockeyklubs aus Deilinghofen und Iserlohn aktiv. Dabei gab es vom ECD zum IEC sowie vom IEC zu den Roosters eine Reihe personeller Kontinuitäten. Allerdings lief mit Andreas Pokorny nur ein Spieler für alle drei Klubs der Iserlohner Eishockeygeschichte auf. Die Akteure stammten aus 24 verschiedenen Nationen, wobei Deutsche und Kanadier mit Abstand die größten Gruppen bildeten.

### Gesperrte Trikotnummern

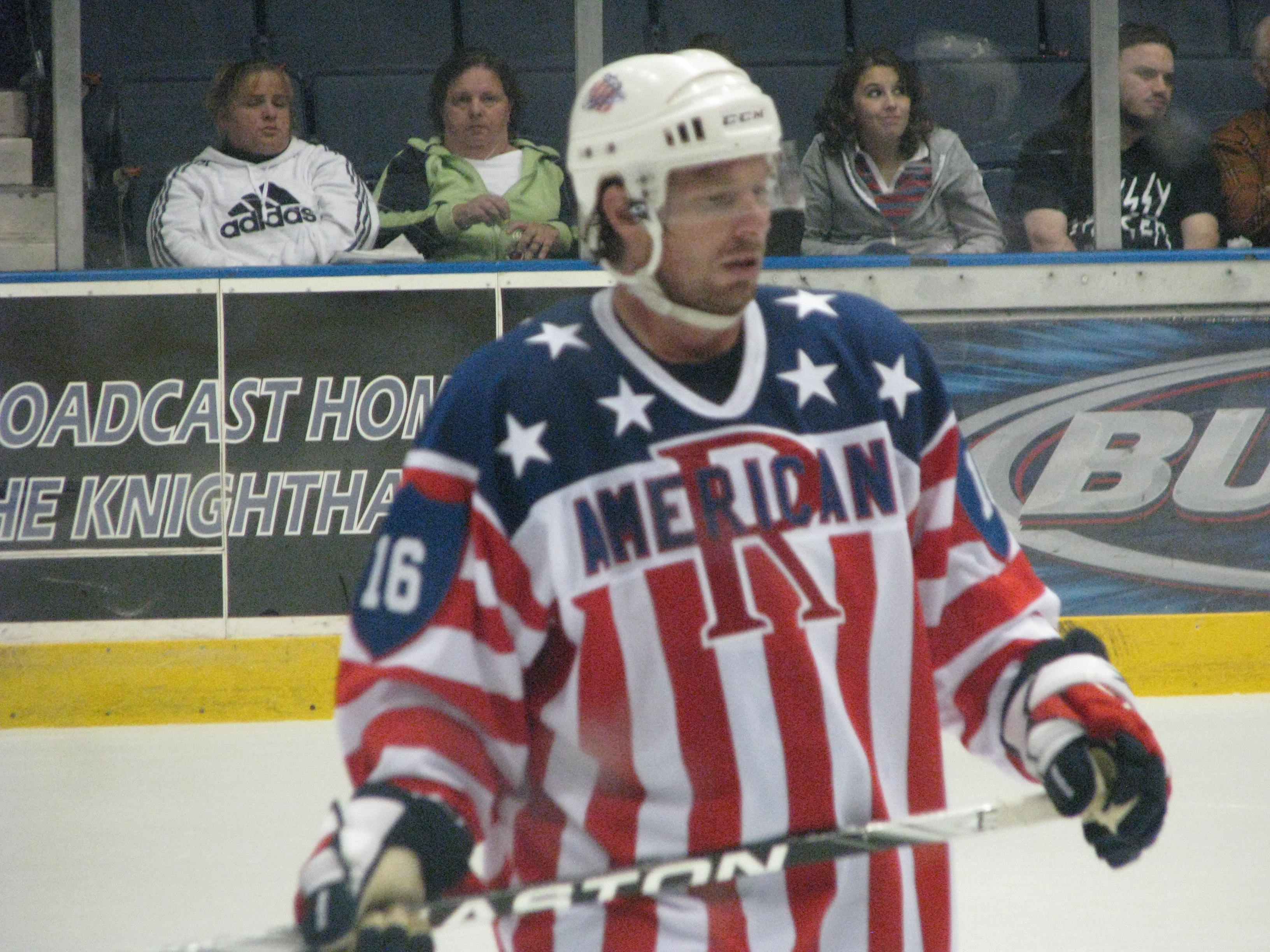
Mike York, hier im Trikot der Rochester Americans (2009), spielte in der Saison 2004/05 und von 2011 bis 2016 bei den Roosters

Einer nordamerikanischen Tradition folgend werden die Trikotnummern von vier ehemaligen Spielern, die sich besonders um das Eishockey in Deilinghofen und Iserlohn verdient gemacht haben, bei den Roosters nicht mehr vergeben. Banner mit ihren Trikotnummern hängen unter dem Dach der Eissporthalle am Seilersee.
- #5 Jörg Schauhoff: Als Gründungsmitglied des ECD gehörte Schauhoff schon zu der Mannschaft, die von 1959 bis 1961 zunächst in der Jugendliga antrat. Damals absolvierte er auch zwei Länderspiele für die deutsche Juniorennationalmannschaft. Ab der Premiere im Herrenbereich im Jahr 1961 spielte er weitere 16 Jahre für den ECD. Mit 346 Toren in 416 Spielen blieb der langjährige Kapitän bis zur Liquidation des ECD dessen Rekordtorschütze. Nach seinem Karriereende engagierte er sich weiter im Verein, unter anderem als Nachwuchstrainer, sportlicher Leiter und Berater. Er trieb den Aufbau einer Traditionsmannschaft und die Errichtung einer ECD-Gedenkstätte voran.[107][108]
- #21 Dieter Brüggemann: Kein Spieler absolvierte mehr Partien für den ECD als Brüggemann, der in der Saison 1971/72 erstmals in der ersten Mannschaft eingesetzt wurde. In den 14 Jahren bis 1985 und noch einmal in der Spielzeit 1989/90 absolvierte der Stürmer 588 Spiele und erzielte 294 Tore, nur Schauhoff traf häufiger. In den Jahren 1977 und 1982 gehörte er zu den tragenden Säulen beim Aufstieg in die Bundesliga. In der Saison 1979/80 war er Torschützenkönig des ECD, in der Spielzeit 1980/81 schoss er ebenfalls die meisten Tore und war zudem Topscorer. Nach seiner Spielerkarriere war er als Trainer tätig und kehrte in dieser Funktion in den Nachwuchsbereich des Iserlohner EC zurück.[109]
- #25 Čestmír Fous: Als Torwart prägte Fous die erfolgreichen 1980er Jahre des ECD. Von 1980 bis 1987 und noch einmal in der Saison 1991/92 stand er in 345 Spielen zwischen den Pfosten. In dieser Zeit stieg er mit der Mannschaft in die Bundesliga auf und war beim Einzug ins Playoff-Halbfinale im Jahr 1986 ein entscheidender Bestandteil des größten Erfolgs der Vereinsgeschichte. Von 1982 bis 1987 war er fünfmal in Folge Iserlohns Sportler des Jahres, im Jahr 2024 wählten ihn Fans in ein All-Star-Team von ECD und IEC.[110][111]
- #78 Mike York: Während des Lockouts in der National Hockey League (NHL) kam York in der Saison 2004/05 erstmals nach Iserlohn und wurde zum besten Center der DEL gewählt. Im Sommer 2011 kehrte er an den Seilersee zurück. Als Mannschaftskapitän führte er das Team ab 2014 zu drei Playoff-Teilnahmen in Folge. Anschließend beendete er seine Karriere. Insgesamt absolvierte er 300 Spiele für die Roosters, so viele wie kein anderer ausländischer Spieler. 98 Tore, 195 Vorlagen und 293 Scorerpunkte sind ebenfalls Rekordwerte unter den Importspielern. Fans wählten ihn im Jahr 2024 zum größten Eishockeyspieler, der jemals ein Iserlohner Trikot getragen hat.[112] Wegen der COVID-19-Pandemie musste die Zeremonie, in der sein Trikot unter das Hallendach gezogen wird, verschoben werden.[113]

### Mitglieder der IIHF Hall of Fame

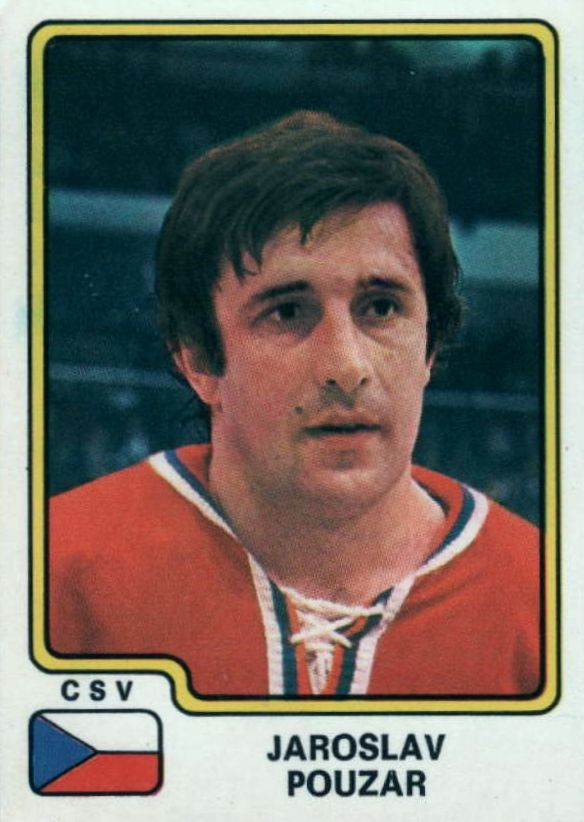
Jaroslav Pouzar wurde 2024 in die IIHF Hall of Fame aufgenommen (Aufnahme von 1979)

Als einziger Spieler der Iserlohner Eishockeygeschichte gehört Stürmer Jaroslav Pouzar der IIHF Hall of Fame an. Am Rande der Weltmeisterschaft 2024 wurde er als einer von sieben Spielern in die Ruhmeshalle aufgenommen. Pouzar spielte von 1985 bis zum Konkurs im Dezember 1987 für den ECD Iserlohn. In der Saison 1985/86 war er maßgeblich am Einzug ins Playoff-Halbfinale beteiligt, dem größten Erfolg der Vereinsgeschichte. In der folgenden Spielzeit 1986/87 war er der beste Scorer des ECD und drittbester der Liga. In der Saison 1987/88 fungierte er zeitweise als Spielertrainer. Pouzar hatte mit den Edmonton Oilers zweimal den Stanley Cup gewonnen, ehe er nach Iserlohn wechselte. Im Jahr 1987 kehrte er nach dem Saisonende mit dem ECD zu den Oilers zurück und errang den Titel ein drittes Mal. Zudem war er mit der Tschechoslowakei zweimal Eishockey-Weltmeister.

### Mitglieder nationaler Eishockey-Ruhmeshallen
Aufgrund ihrer Leistungen und Verdienste im deutschen Eishockey wurden folgende ehemalige Spieler der Iserlohn Roosters bzw. der Vorgängervereine in die Hockey Hall of Fame Deutschland aufgenommen:
- Jahr unbekannt: Martin Hinterstocker – Der Stürmer spielte von 1982 bis 1984 und erneut in der Saison 1989/90 für den ECD. Mit der deutschen Nationalmannschaft gewann er bei den Olympischen Spielen 1976 die Bronzemedaille, nahm vier Jahre später erneut an Olympia sowie an insgesamt fünf Weltmeisterschaften teil. Zudem wurde er einmal Deutscher Meister.
- 1988: Klaus Auhuber – Der Verteidiger spielte von 1984 bis 1985 für den ECD Iserlohn. Für die deutsche Nationalmannschaft nahm er an drei Weltmeisterschaften und zwei Olympischen Spielen teil, auch er gehörte zu den Bronzemedaillen-Gewinnern von 1976 und war einmal Deutscher Meister.
- 2007[117]: Dieter Medicus – Der Verteidiger spielte von 1979 bis 1980 für den ECD Iserlohn. Insgesamt absolvierte er in seiner Karriere über 500 Bundesliga-Spiele und nahm mit der Nationalmannschaft an drei Weltmeisterschaften und den Olympischen Spielen 1988 teil.

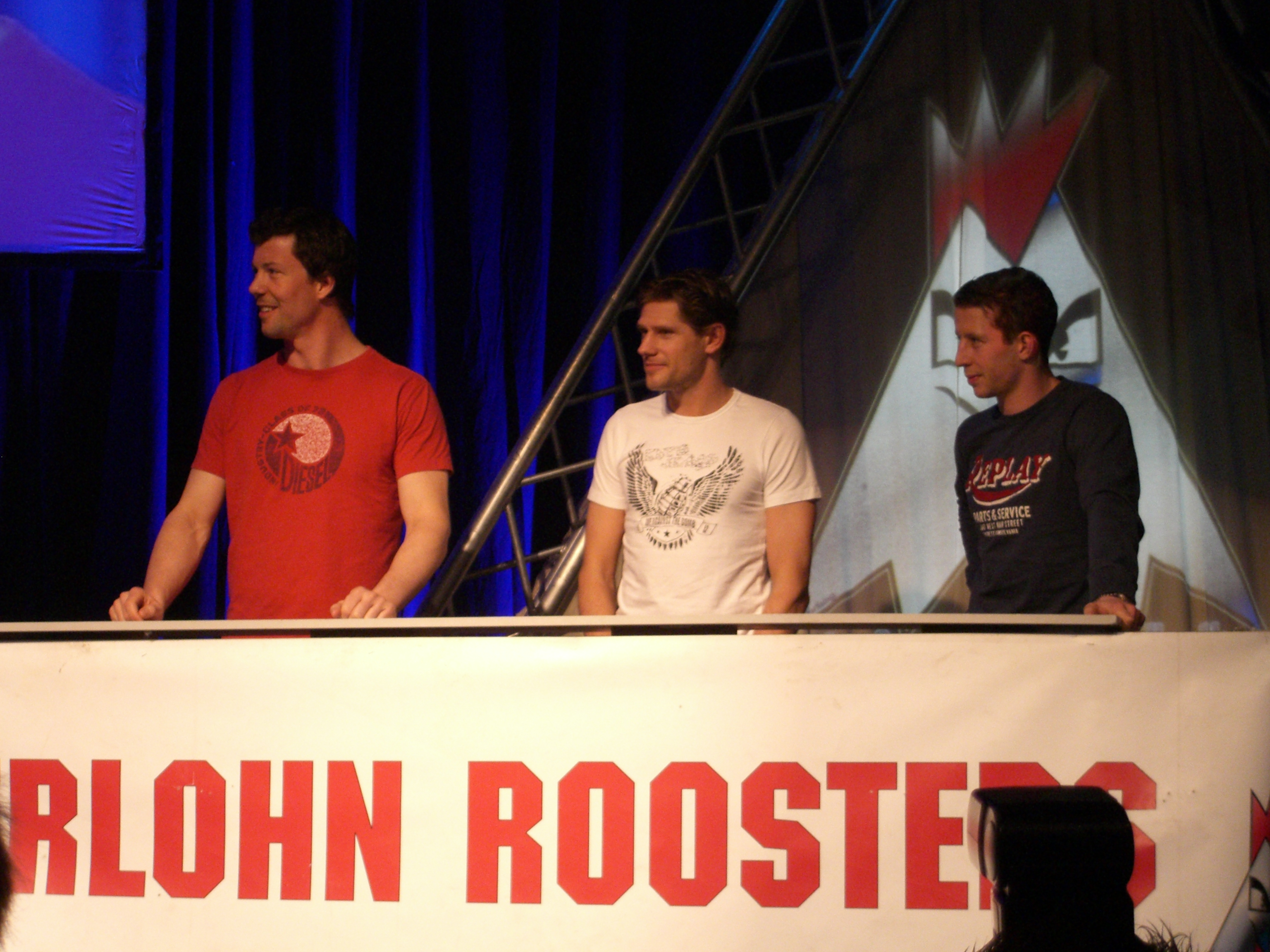
Rick Goldmann (von links), Robert Hock und Michael Wolf auf der Saisonabschlussfeier 2007

- 2011: Rick Goldmann – Der Verteidiger spielte von 2003 bis 2007 für die Iserlohn Roosters. Seine letzte Partie für die Roosters war zugleich sein 500. Spiel in der Deutschen Eishockey Liga (DEL). In seiner Zeit in Iserlohn gelang ihm ein Comeback in der Nationalmannschaft, für die er zuvor bereits unter anderem an zwei Olympischen Spielen und sieben Weltmeisterschaften teilgenommen hatte. Zudem absolvierte er ein Spiel in der National Hockey League (NHL).
- 2018: Robert Hock – Der Center spielte von 2006 bis 2013 für die Iserlohn Roosters und war ab 2007 der Kapitän der Mannschaft. Zusammen mit Michael Wolf bildete er jahrelang eines der stärksten Angriffsduos der Liga. In Iserlohn wurde er zweimal Topscorer der DEL und war bei seinem Karriereende im Jahr 2013 zudem der bis dahin erfolgreichste Scorer der DEL-Geschichte.
- 2022: Michael Wolf – Der Flügelstürmer spielte von 2005 bis 2014 für die Iserlohn Roosters und war ab 2013 der Kapitän der Mannschaft. Er war in der Saison 2007/08 der ligaweit erfolgreichste Torschütze und war damit, ebenso wie sein Sturmpartner Robert Hock, maßgeblich daran beteiligt, dass die Roosters erstmals die Playoffs erreichten. 2008 wurde er auch zum DEL-Spieler des Jahres gewählt. Von 2006 bis 2011 wurde er sechsmal in Folge Iserlohns Sportler des Jahres. Fans wählten ihn 2024 in ein All-Star-Team von ECD und IEC.[118] Für die deutsche Nationalmannschaft nahm er an den Olympischen Winterspielen 2010 sowie an sieben Weltmeisterschaften teil. Bei seinem Karriereende 2019 war er der erfolgreichste Torschütze der DEL-Geschichte.

In die finnische Eishockey-Ruhmeshalle aufgenommen wurde Martti Jarkko, der von 1982 bis 1984 und erneut von 1985 bis 1987 für den ECD Iserlohn gespielt hat. Gemeinsam mit Jaroslav Pouzar bildete Jarkko eines der torgefährlichsten Sturmduos der Liga. In Finnland wurde er dreimal Landesmeister und zweimal Topscorer der SM-liiga. Mit der finnischen Nationalmannschaft nahm er an zwei Weltmeisterschaften teil.
Der im Jahr 2013 gestorbene Verteidiger Elvis Bešlagič, der in der Saison 1999/2000 für den IEC 17 Spiele bestritt, gehörte der slowenischen Eishockey-Ruhmeshalle an.

### Nationalspieler
Während ihrer Zeit bei den Roosters oder deren Vorgängerteams sind 28 Spieler in die deutsche Nationalmannschaft berufen worden (Stand: 2025). Die meisten von ihnen vertraten Deutschland auch bei großen Turnieren. So war Sigmund Suttner der erste Olympionike des ECD, als er zu den Winterspielen 1980 fuhr. Zuvor hatte er als ECD-Vertreter bereits an der Weltmeisterschaft 1979 teilgenommen, bei der er wegen seiner zahlreichen Paraden im Spiel gegen die Sowjetunion als „Held von Moskau“ bekannt wurde. Ihm folgte Verteidiger Joachim Reil, der an den Olympischen Spielen 1984 teilnahm. Für Olympia 2010 wurde Michael Wolf nominiert, der während seiner Zeit bei den Roosters zudem an sechs Weltmeisterschaften teilnahm.
Als ECD-Spieler haben auch Ralph Krueger (1986) und Danny Held (1987) die deutschen Farben bei Weltmeisterschaften hochgehalten. Terry Campbell und Craig Streu wurden für die B-WM 1999 nominiert, obwohl der IEC zu dieser Zeit nur zweitklassig war. Als Roosters-Spieler für Deutschland an Weltmeisterschaften teilgenommen haben neben Wolf auch Tomáš Martinec (2002), Christian Hommel (2003), Lasse Kopitz (2003), Rick Goldmann (2004), Dimitrij Kotschnew (2007), Chris Schmidt (2008 und 2009), Brent Raedeke (2015), Brooks Macek (2016), Lean Bergmann (2019) und Colin Ugbekilé (2024).

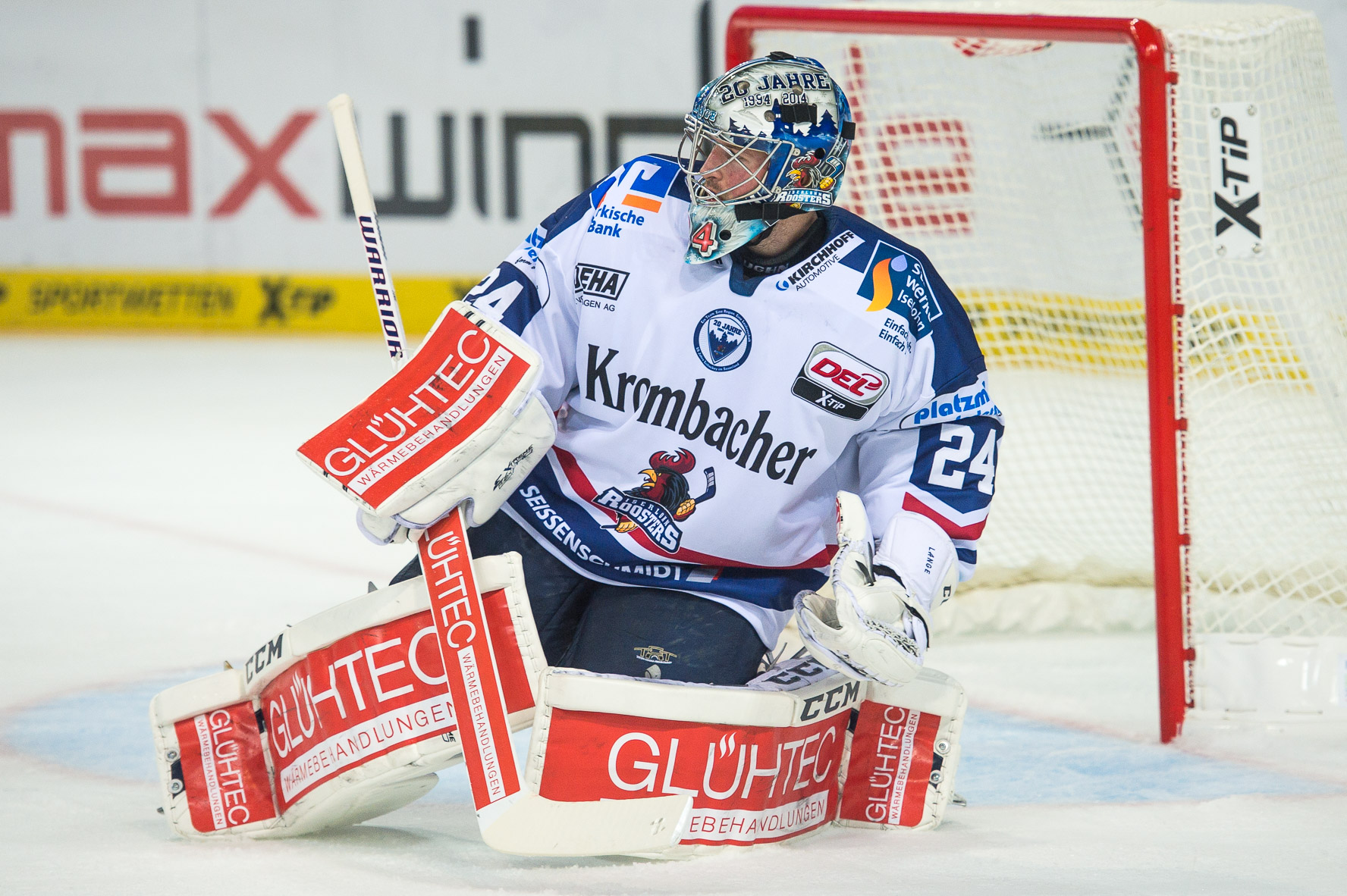
Mathias Lange wurde als Roosters-Torwart zum Olympia-Teilnehmer für Österreich (2014).

Darüber hinaus stellten die Roosters auch Vertreter anderer Nationen. Der damalige Stammtorhüter Mathias Lange spielte bei den Olympischen Winterspielen 2014 für Österreich. Mit der norwegischen Nationalmannschaft trat Verteidiger Alexander Bonsaksen während seiner Zeit in Iserlohn bei Olympia 2018 sowie wenige Monate später bei der Weltmeisterschaft an. Auch folgende Spieler nahmen für ihre jeweilige Nationalmannschaft an Weltmeisterschaften teil, während sie bei den Roosters unter Vertrag standen:
- Elvis Bešlagič – B-Weltmeisterschaft 2000 für Slowenien
- Leonīds Tambijevs – Weltmeisterschaft 2001 für Lettland
- John-Michael Liles – Weltmeisterschaft 2005 für die USA
- Mike York – Weltmeisterschaft 2005 für die USA
- Martin Knold – Weltmeisterschaft der Division I 2005 für Norwegen
- Mats Trygg – Weltmeisterschaft 2006 für Norwegen
- Mads Christensen – Weltmeisterschaft 2010 für Dänemark
- Sebastian Dahm – Weltmeisterschaften 2018 und 2019 für Dänemark
- Kaspars Daugaviņš – Weltmeisterschaft 2023 für Lettland
- Anthony Rech – Weltmeisterschaft 2023 für Frankreich
- Balázs Sebők – Weltmeisterschaft 2024 für Ungarn

### Landesmeister
Während der ECD und die Roosters in ihren Erstliga-Zeiten nie die Deutsche Meisterschaft gewonnen haben, ist dies einer ganzen Reihe ihrer ehemaligen Spieler mit anderen Klubs gelungen. Der Roosters-Spieler mit den meisten Titeln ist Jens Baxmann, der mit den Eisbären Berlin siebenmal die Meisterschaft in der DEL gewann. Ihm folgen Mads Christensen (sechs Titel), Tyson Mulock (fünf), Danny aus den Birken und Daniel Weiß (beide vier). Dreimal Deutscher Meister wurden Christoph Augsten, Benoît Doucet, Peter Gailer, Rainer Makatsch, Andreas Pokorny, Joachim Reil, Vladimír Vacátko und Michael Wolf. 
In zwölf Fällen wechselte ein Spieler als amtierender Deutscher Meister nach Iserlohn: 
- Peter Müller (1975 mit der Düsseldorfer EG)
- Michael Muus (1977 mit dem Kölner EC)
- Vladimír Vacátko (1982 mit dem SB Rosenheim)
- Peter Gailer (1984 mit dem Kölner EC)
- Josef Klaus (1985 mit dem SB Rosenheim)
- Steve McNeil (1986 mit dem Kölner EC)
- Mark Etz (2004 mit den Frankfurt Lions)
- Tyson Mulock (2013 mit den Eisbären Berlin)
- Bobby Raymond (2015 mit den Adler Mannheim)
- Jon Matsumoto (2018 mit dem EHC Red Bull München)
- Kris Foucault (2021 mit den Eisbären Berlin)
- Sebastian Streu (2022 mit den Eisbären Berlin)

Als amtierende Meister aus anderen europäischen Ligen wurden Andrej Podkonický (2002 in der Slowakei), Robby Sandrock (2003 in Großbritannien), Igor Alexandrow (2004 in Norwegen), Brandon Rogers (2012 in Italien), Alexander Bonsaksen (2017 in Finnland) und Ben Thomas (2023 in Finnland) verpflichtet.

### NHL-Spieler

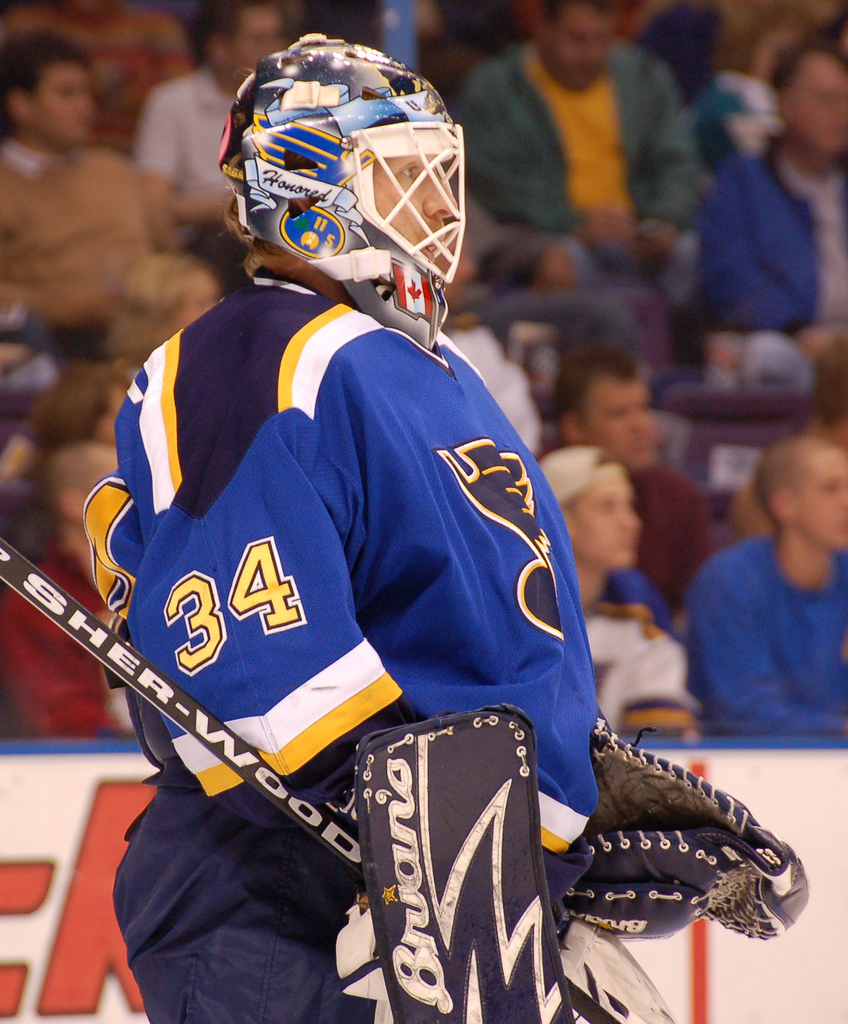
Manny Legace, hier im Trikot der St. Louis Blues, ist einer von vier ehemaligen Stanley-Cup-Siegern, die für ein Team aus Iserlohn aufliefen.

Neben Jaroslav Pouzar standen beim ECD und den Roosters noch drei weitere frühere Stanley-Cup-Sieger unter Vertrag: Moe Lemay, der die Meisterschaft in der National Hockey League (NHL) im Jahr 1987 mit den Edmonton Oilers an der Seite von Pouzar gewonnen hatte, kam im Jahr 1990 zum ECD Sauerland und wurde einer der erfolgreichsten Scorer der 2. Bundesliga. Schon bei seinem Einstand gegen Essen erzielte er alle vier Tore zum 4:3-Sieg. Manny Legace, Stanley-Cup-Sieger mit den Detroit Red Wings im Jahr 2002, stand in der Spielzeit 2010/11 im Tor der Roosters. Nach 40 Spielen wies er einen Gegentorschnitt von 2,51 und eine Fangquote von 91,9 Prozent auf. Anschließend kehrte er nach Nordamerika zurück, um sich noch einmal um einen NHL-Vertrag zu bemühen. Wenig später beendete er seine Karriere. Verteidiger Jassen Cullimore, der im Jahr 2004 mit den Tampa Bay Lightning erfolgreich war, spielte in der Saison 2011/12 in Iserlohn und wies am Ende der Spielzeit den zweitbesten Wert des Teams in der Plus/Minus-Statistik aus. Dennoch wurde ihm anschließend kein neuer Vertrag angeboten.
Erster NHL-Veteran am Seilersee war der im Jahr 1980 verpflichtete Deutschkanadier Chris Evans, der nach enttäuschenden Leistungen aber noch während der Saison 1980/81 wieder gehen musste. Es folgten bis zum Konkurs des ECD Iserlohn 1987 mit Ross Cory, Paul Messier, Vítězslav Ďuriš, Bruce Boudreau und George Pesut weitere Ex-NHL-Spieler, die in der Regel zu wichtigen Stützen der Mannschaft wurden. Regelmäßig greift der Klub aber erst seit dem Einstieg in die DEL zu Spielern mit Erfahrung in der besten Liga der Welt.
Dabei waren auch 17 Spieler, denen beim NHL Entry Draft eine besonders aussichtsreiche Karriere vorhergesagt wurde, indem sie bereits in der ersten Runde gezogen wurden: Griffin Reinhart (4. Position), Shawn Anderson (5), Michael Dal Colle (5), Jake Virtanen (6), Mark Bell (8), Zach Hamill (8), Jimmy Waite (8), Keaton Ellerby (10), Nick Ritchie (10), David Cooper (11), Brandon Gormley (13), Colten Teubert (13), Mark Greig (15), Matt Higgins (18), Jens Karlsson (18, aber ohne NHL-Einsatz), Émile Poirier (22) und Hunter Shinkaruk (24).
Neben Mike York und John-Michael Liles, die den Lockout in der Saison 2004/05 bei den Roosters überbrückten, sind drei weitere Spieler auch nach ihrer Zeit in Iserlohn noch zu Einsätzen in der NHL gekommen: Jaroslav Pouzar im Jahr 1987 und Sébastien Caron 2012 gingen nach dem Saisonende mit dem ECD bzw. den Roosters nach Nordamerika, um an den Stanley-Cup-Playoffs mitzuwirken. Lean Bergmann, der in der Saison 2018/19 sein erstes Profijahr in Iserlohn spielte, wurde im Sommer 2019 von den San Jose Sharks verpflichtet, für die er in den folgenden beiden Jahren insgesamt 13 Spiele absolvierte.

### Iserlohns Sportler des Jahres

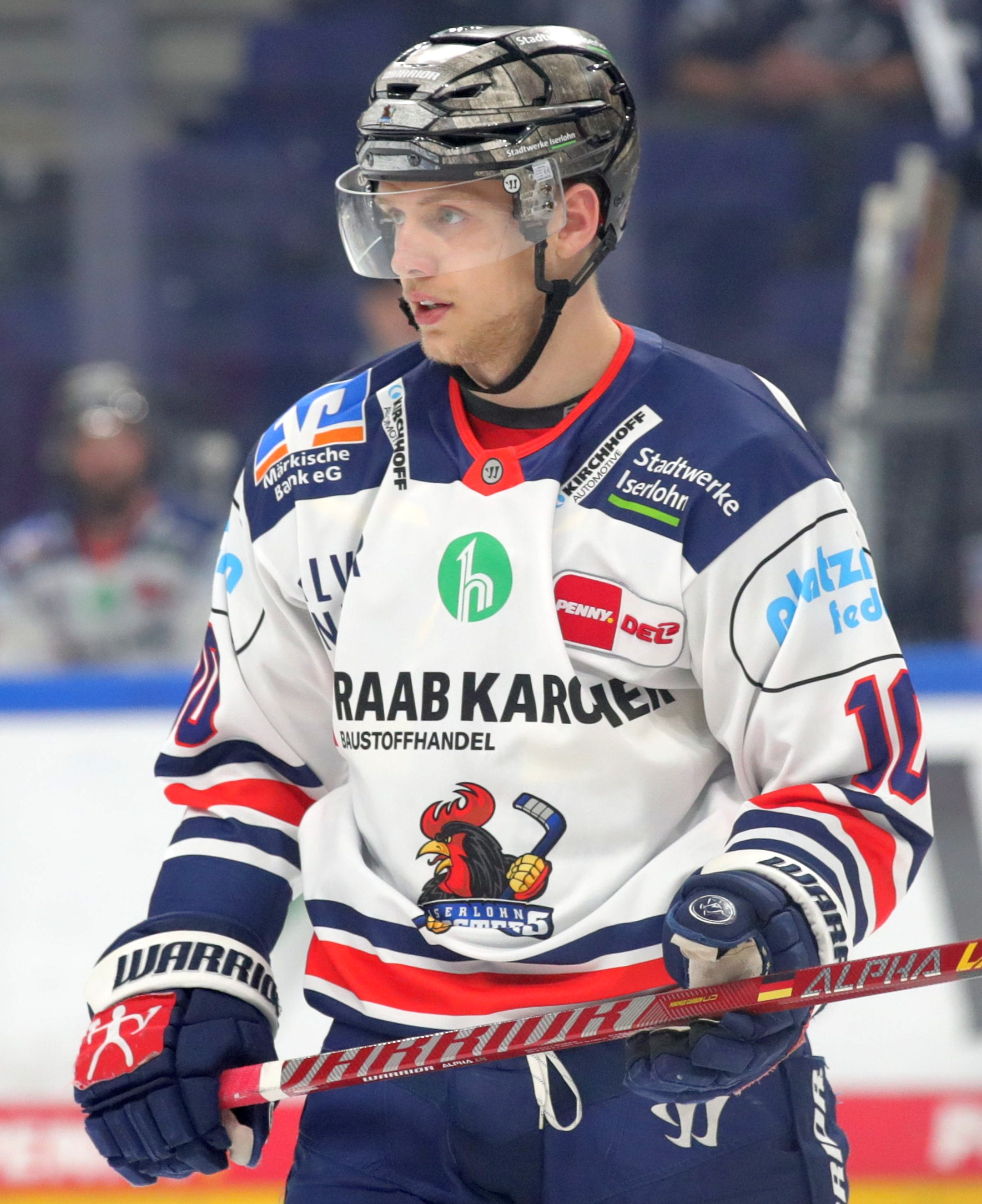
Lean Bergmann, Gewinner der vorerst letzten Wahl zu „Iserlohns Sportler des Jahres“ 2018.

Zwischen 1975 und 2018 rief der Iserlohner Kreisanzeiger (IKZ) jährlich zur Wahl des Sportlers des Jahres auf. Folgende ECD-, IEC- und Roosters-Spieler sind mit dieser Auszeichnung geehrt worden:
- 1977: Rainer Makatsch
- 1978: Sigmund Suttner
- 1982: Čestmír Fous
- 1983: Čestmír Fous
- 1984: Čestmír Fous
- 1985: Čestmír Fous
- 1986: Čestmír Fous
- 1987: Čestmír Fous
- 1988: Sigmund Suttner
- 1989: Benoît Doucet
- 1990: Greg Evtushevski
- 1991: Till Feser
- 1993: Greg Johnston
- 1994: Jens Esche
- 1996: Andreas Pokorny
- 1997: Ian Wood
- 1998: Ian Wood
- 1999: Teal Fowler
- 2000: Manuel Kofler
- 2001: Tomáš Martinec
- 2002: Jimmy Waite
- 2004: Mike York
- 2005: Dimitrij Kotschnew
- 2006: Michael Wolf
- 2007: Michael Wolf
- 2008: Michael Wolf
- 2009: Michael Wolf
- 2010: Michael Wolf
- 2011: Michael Wolf
- 2012: Sébastien Caron
- 2014: Mathias Lange
- 2015: Mike York
- 2016: Mathias Lange
- 2017: Blaine Down
- 2018: Lean Bergmann

### Teilnehmer am All-Star-Game der DEL
Folgende Spieler vertraten die Roosters beim DEL All-Star-Game, das bis 2009 jährlich ausgetragen wurde (in Klammern ist das Jahr des Spiels angegeben):
- Tomáš Martinec (2002)
- Doug Ast (2003)
- Justin Harney (2003)
- Jimmy Waite (2003)
- Scott King (2004)
- Mike York (2005)
- Michael Wolf (2006, 2008, 2009)
- Dimitrij Kotschnew (2007)
- Rick Goldmann (2007)
- Robert Hock (2007, 2008, 2009)
- Brad Purdie (2007)
- Norm Maracle (2008)
- Bob Wren (2008)
- Chris Schmidt (2009)
- Paul Traynor (2009)

### Bedeutende Mannschaften

#### Oberliga-Aufstieg 1965
| Position    | Name |
| Tor         | Ekke Lindermann, Herbert Prinz, Gerd Schulte |
| Feldspieler | Werner Heetfeld, Bernd Jacob, Reinhard Kasper, Hans Kollecker, Bernd Kubny, Dieter Lehmann, Josef Machenschalk, Klaus Neugebauer, Karl-Heinz Neugebauer, Jörg Schauhoff, Karl-Friedrich Schauhoff, Friedrich-Wilhelm Schulte, Manfred Wendland, Bernd Werres |
| Trainer     | Jim Taylor |

#### Westdeutscher Meister 1969
| Position    | Name |
| Tor         | Herbert Prinz, Gerd Schulte |
| Feldspieler | Friedhelm Branz, Friedrich Gillen, Richard Grun, Jaromír Hudec, Kurt Jablonski, Gerd Karl, Reinhard Kasper, Hans Kollecker, Kurt Lammert, Gerhald Müll, Klaus Neugebauer, Jörg Schauhoff, Karl-Friedrich Schauhoff, Wolfgang Wellner, Manfred Wendland |
| Trainer     | Horst Kubik |

#### Bundesliga-Aufstieg 1977
| Position     | Name |
| Tor          | Jacques Larocque, Rainer Makatsch*, Herbert Prinz |
| Verteidigung | Heiko Antons*, Rüdiger Lannert, Reinhold Lubomski, Erich Pinsker, Rudolf Stark |
| Angriff      | Friedhelm Branz, Dieter Brüggemann, Edgar Hebert, Gerd Karl, Gerhard Möller, Michael Muus*, Richard Neubauer*, Jörg Schauhoff, Marty Schmidt*, Jürgen Schwer*, Uwe Siegosch, Karl-Friedrich Stenner-Borghoff, Ross Webley |
| Trainer      | Dieter Hoja |
| Anmerkung    | Die mit * markierten Spieler haben nur an den beiden Relegationsspielen gegen den Augsburger EV teilgenommen. |

#### Oberliga-Meister 1989
| Position     | Name |
| Tor          | Olaf Grundmann, Sigmund Suttner |
| Verteidigung | Andrzej Bieleninik, Teja Dambon, Ralph Eber, Peter Gailer, Ladislav Hospodar, Björn Mannstein, Karsten Mende, Daniel Nowak, Thomas Reichel, Andreas Utner                                  |
| Sturm        | Kenneth Brown, Rüdiger Esser, Uwe Geiselmann, Steve McNeil, Bodo Mischer, Mike Orn, Marc Otten, Andreas Sauli, Alexander Schnöll, Robert Simon, Lothar Strauch, Brian Verbeek, John Walker |
| Trainer      | Peter Gailer (Spielertrainer) |

#### Meister der 2. Bundesliga Nord 1990
| Position     | Name |
| Tor          | Frank Blanke, Olaf Grundmann, Norbert Scholz |
| Verteidigung | Teja Dambon, Peter Gailer, Mark Jablonski, Markus Kolloch, Karsten Mende, Erich Pinsker, Greg Pruden, Peter Romberg |
| Sturm        | Gordon Blumenschein, Dieter Brüggemann, Roger Bruns, Jerzy Christ, Benoît Doucet, Greg Evtushevski, Till Feser, Michael Fingerhut, Georg Gailer, Martin Hinterstocker, Jędrzej Kasperczyk, Carsten Lang, Steve McNeil, Bodo Mischer, Ireneusz Pacula, Andreas Sauli, Robert Simon, Frank Strauß |
| Trainer      | Jozef Golonka |

#### Aufstieg in die 1. Liga 1995
| Position     | Name |
| Tor          | Sven Doual, Peter Hellmann |
| Verteidigung | Markus Brenke, Olf Engelmann, Lutz Feser, Mark Jablonski, Ernst König, Andreas Latzke, Bernd Schutzeigel, Ladislav Smetana                                                                                               |
| Sturm        | Stefan Bäcker, Geoff Bumstead, Eric Daniels, Jens Esche, Klaas Feser, Georg Gailer, Sven Häckel, Oliver Hardt, Daniel Hesmert, Rob Hrytsak, Markus Kapfer, Carsten Lang, Michael Menzel, Christian Reichmann, Tim Specht |
| Trainer      | Peter Gailer |

## Vereinsrekorde
Alle an dieser Stelle aufgeführten Statistiken befinden sich auf dem Stand nach der Saison 2024/25 und umfassen auch Playoff- und Relegationsspiele.

### Rekordspieler
| ECD               | ECD    | ECD  |
| ----------------- | ------ | ---- |
| Spieler           | Spiele | Tore |
| Dieter Brüggemann | 588    | 294  |
| Gerhald Müll      | 521    | 222  |
| Gerhard Möller    | 429    | 70   |
| Jörg Schauhoff    | 416    | 346  |
| Reinhold Lubomski | 416    | 55   |

| IEC            | IEC    | IEC  | IEC     | IEC    |
| -------------- | ------ | ---- | ------- | ------ |
| Spieler        | Spiele | Tore | Assists | Punkte |
| Daniel Hesmert | 239    | 40   | 74      | 114    |
| Lars Müller    | 213    | 9    | 22      | 31     |
| Klaas Feser    | 198    | 24   | 27      | 51     |
| Mark Jablonski | 192    | 18   | 44      | 62     |
| Steffen Klau   | 175    | 5    | 21      | 2      |

| Roosters            | Roosters | Roosters | Roosters | Roosters |
| ------------------- | -------- | -------- | -------- | -------- |
| Spieler             | Spiele   | Tore     | Assists  | Punkte   |
| Collin Danielsmeier | 583      | 19       | 61       | 80       |
| Michael Wolf        | 475      | 233      | 219      | 452      |
| Christian Hommel    | 468      | 27       | 33       | 60       |
| Dieter Orendorz     | 434      | 7        | 29       | 36       |
| Robert Hock         | 377      | 110      | 289      | 399      |

### Topscorer
Da die Vorlagen erst ab den 1980er Jahren verlässlich erfasst wurden, können über den ECD nur annäherungsweise Aussagen über die Topscorer getroffen werden.
| ECD               | ECD    | ECD  | ECD     | ECD    |
| ----------------- | ------ | ---- | ------- | ------ |
| Spieler           | Spiele | Tore | Assists | Punkte |
| Dieter Brüggemann | 588    | 294  | >158    | >452   |
| Jörg Schauhoff    | 416    | 346  | >38     | >384   |
| Gerhald Müll      | 521    | 222  | >122    | >344   |
| Steve McNeil      | 134    | 112  | 173     | 285    |
| Greg Evtushevski  | 90     | 91   | 194     | 285    |

| IEC            | IEC    | IEC  | IEC     | IEC    |
| -------------- | ------ | ---- | ------- | ------ |
| Spieler        | Spiele | Tore | Assists | Punkte |
| Teal Fowler    | 174    | 97   | 138     | 235    |
| Terry Campbell | 129    | 68   | 143     | 211    |
| Georg Gailer   | 162    | 83   | 86      | 169    |
| Craig Streu    | 120    | 55   | 114     | 169    |
| Kevin Riehl    | 93     | 85   | 83      | 168    |

| Roosters     | Roosters | Roosters | Roosters | Roosters |
| ------------ | -------- | -------- | -------- | -------- |
| Spieler      | Spiele   | Tore     | Assists  | Punkte   |
| Michael Wolf | 475      | 233      | 219      | 452      |
| Robert Hock  | 377      | 110      | 289      | 399      |
| Mike York    | 300      | 98       | 195      | 293      |
| Ryan Ready   | 209      | 56       | 114      | 170      |
| Jimmy Roy    | 243      | 70       | 75       | 145      |

Die Rekordhalter für die meisten Scorerpunkte in einer Saison sind beim ECD Benoît Doucet (172 in der Spielzeit 1989/90), beim IEC Rob Hrytsak (132 in der Spielzeit 1994/95) und bei den Roosters Robert Hock (95 in der Spielzeit 2007/08). Bob Wren (2007/08), Michael Wolf, Robert Hock (beide 2008/09) und Ryan O’Connor (2021/22) gelang es, in elf Spielen in Folge mindestens einen Scorerpunkt zu erzielen.

### Toptorschützen
| ECD                      | ECD    | ECD  |
| ------------------------ | ------ | ---- |
| Spieler                  | Spiele | Tore |
| Jörg Schauhoff           | 416    | 346  |
| Dieter Brüggemann        | 588    | 294  |
| Gerhald Müll             | 521    | 222  |
| Gerd Karl                | 412    | 210  |
| Karl-Friedrich Schauhoff | 283    | 202  |

| IEC            | IEC    | IEC  | IEC     | IEC    |
| -------------- | ------ | ---- | ------- | ------ |
| Spieler        | Spiele | Tore | Assists | Punkte |
| Teal Fowler    | 174    | 97   | 138     | 235    |
| Kevin Riehl    | 93     | 85   | 83      | 168    |
| Georg Gailer   | 162    | 83   | 86      | 169    |
| Terry Campbell | 129    | 68   | 143     | 211    |
| Jens Esche     | 89     | 68   | 88      | 156    |

| Roosters     | Roosters | Roosters | Roosters | Roosters |
| ------------ | -------- | -------- | -------- | -------- |
| Spieler      | Spiele   | Tore     | Assists  | Punkte   |
| Michael Wolf | 475      | 233      | 219      | 452      |
| Robert Hock  | 377      | 110      | 289      | 399      |
| Mike York    | 300      | 98       | 195      | 293      |
| Jimmy Roy    | 243      | 70       | 75       | 145      |
| Brooks Macek | 176      | 60       | 69       | 129      |

Die Rekordhalter für die meisten Tore in einer Saison sind beim ECD Benoît Doucet (92 in der Spielzeit 1989/90), beim IEC Rob Hrytsak (65 in der Spielzeit 1994/95) und bei den Roosters Michael Wolf (46 in der Spielzeit 2007/08). Michael Wolf, Jimmy Roy (beide 2007/08) und Joe Whitney (2020/21) gelang es, in sieben Spielen in Folge mindestens ein Tor zu erzielen.

### Topvorlagengeber
Da die Vorlagen erst ab den 1980er Jahren verlässlich erfasst wurden, liegt über die Topvorlagengeber des ECD nur ein unvollständiges Bild vor.
| ECD               | ECD    | ECD  | ECD     | ECD    |
| ----------------- | ------ | ---- | ------- | ------ |
| Spieler           | Spiele | Tore | Assists | Punkte |
| Greg Evtushevski  | 90     | 91   | 194     | 285    |
| Steve McNeil      | 134    | 112  | 173     | 285    |
| Dieter Brüggemann | 588    | 294  | >158    | >452   |
| Martti Jarkko     | 163    | 88   | 140     | 228    |
| Jerzy Christ      | 131    | 80   | 126     | 206    |

| IEC             | IEC    | IEC  | IEC     | IEC    |
| --------------- | ------ | ---- | ------- | ------ |
| Spieler         | Spiele | Tore | Assists | Punkte |
| Terry Campbell  | 129    | 68   | 143     | 211    |
| Teal Fowler     | 174    | 97   | 138     | 235    |
| Craig Streu     | 120    | 55   | 114     | 169    |
| Thomas Carlsson | 122    | 47   | 96      | 143    |
| Jens Esche      | 89     | 68   | 88      | 156    |

| Roosters     | Roosters | Roosters | Roosters | Roosters |
| ------------ | -------- | -------- | -------- | -------- |
| Spieler      | Spiele   | Tore     | Assists  | Punkte   |
| Robert Hock  | 377      | 110      | 289      | 399      |
| Michael Wolf | 475      | 233      | 219      | 452      |
| Mike York    | 300      | 98       | 195      | 293      |
| Ryan Ready   | 209      | 56       | 114      | 170      |
| Mark Ardelan | 244      | 34       | 107      | 141      |

Die Rekordhalter für die meisten Vorlagen in einer Saison sind beim ECD Greg Evtushevski (88 in der Spielzeit 1990/91), beim IEC Terry Campbell (75 in der Spielzeit 1997/98) und bei den Roosters Robert Hock (70 in der Spielzeit 2007/08). Ryan O’Connor gelang es in der Saison 2021/22, in elf Spielen in Folge mindestens einen Assist beizusteuern.

### Strafminuten
Da die Strafminuten erst seit Beginn der 1980er Jahre verlässlich erfasst werden, liegt über die Rekorde beim ECD nur ein unvollständiges Bild vor.
| ECD               | ECD    | ECD          |
| ----------------- | ------ | ------------ |
| Spieler           | Spiele | Strafminuten |
| Ladislav Hospodar | 259    | 531          |
| Dieter Brüggemann | 588    | >517         |
| Peter Gailer      | 206    | 440          |
| Reinhold Lubomski | 416    | >384         |
| Gerhald Müll      | 521    | >356         |

| IEC              | IEC    | IEC          |
| ---------------- | ------ | ------------ |
| Spieler          | Spiele | Strafminuten |
| Teal Fowler      | 174    | 566          |
| Georg Gailer     | 162    | 497          |
| Tomáš Martinec   | 110    | 376          |
| Oliver Bernhardt | 167    | 279          |
| Stefan Nyman     | 106    | 225          |

| Roosters         | Roosters | Roosters     |
| ---------------- | -------- | ------------ |
| Spieler          | Spiele   | Strafminuten |
| Christian Hommel | 468      | 742          |
| Jimmy Roy        | 243      | 535          |
| Michael Wolf     | 475      | 469          |
| Ryan Ready       | 209      | 346          |
| Tomáš Martinec   | 120      | 327          |

Die Rekordhalter für die meisten Strafminuten in einer Saison sind beim ECD Jens Fischer (180 in der Spielzeit 1993/94), beim IEC Teal Fowler (279 in der Spielzeit 1997/98) und bei den Roosters Pat Kavanagh (196 in der Spielzeit 2007/08).

### Toptorhüter

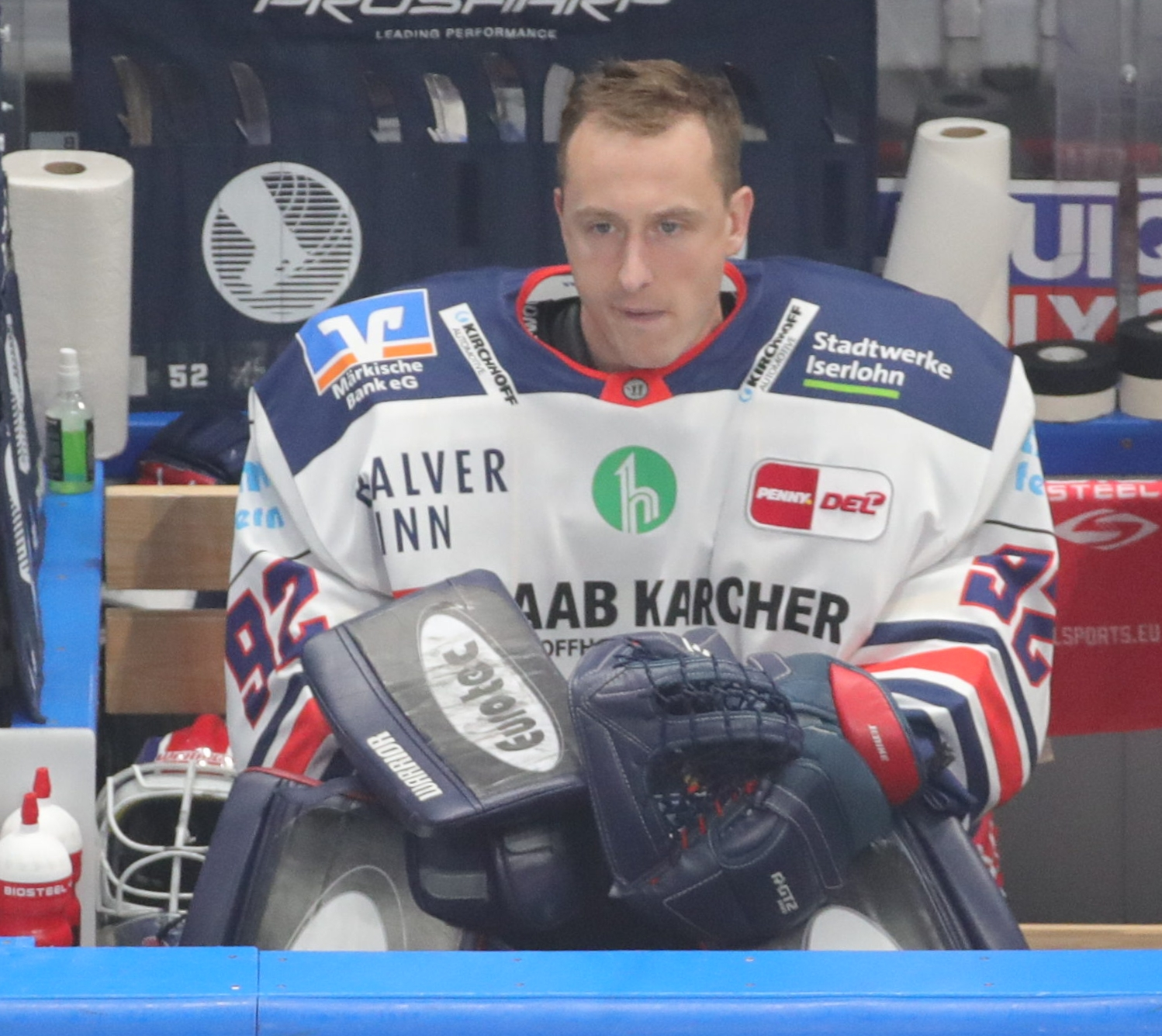
Andreas Jenike ist Rekordtorhüter der Iserlohn Roosters (2022)

Verlässliche Statistiken über Torhüter-Leistungen gibt es erst seit dem Einstieg der Roosters in die DEL. In diesem Zeitraum hat kein Torwart mehr Spiele für die Roosters absolviert als Andreas Jenike (226). Er überholte in der Saison 2023/24 die bisherigen Spitzenreiter Mathias Lange (182) und Dimitrij Kotschnew (177). Mit zehn Partien ohne Gegentor führt Jenike vor Sébastien Caron (8) auch die Shutout-Wertung an. Die höchste Fangquote aller Torhüter mit mindestens zehn Einsätzen hatten Chet Pickard (92,8 Prozent), Caron (92,5) und Erik Ersberg (92,1). Den niedrigsten Gegentorschnitt verzeichnete Jimmy Waite (2,38) vor Lange (2,46) und Manny Legace (2,51).

## Trainer
Anfangs wurden die Deilinghofer Jugendlichen von kanadischen Soldaten trainiert. Nach zunächst wechselnden Übungsleitern wurde Charles McCuaig der erste feste Coach der Mannschaft. Der Kanadier spielte selbst als Verteidiger in der Mannschaft der Royal Canadian Horse Artillery (RCHA) und war mit einer Deilinghoferin verheiratet. Er führte die Mannschaft zum zweiten Platz bei den Deutschen Jugendmeisterschaften im 1961, musste das Traineramt anschließend aber infolge seiner Versetzung nach Kanada niederlegen. Ihm folgten weitere kanadische Soldaten, die ihre Aufgabe durch die regelmäßigen Versetzungen innerhalb der RCHA aber meist nur für kurze Zeit wahrnehmen konnten.
Mit Horst Kubik, dem ersten Deutschen auf der Trainerbank, kehrte ab Ende des Jahres 1965 wieder Kontinuität hinter der Bande ein. Er betreute das ECD-Team bis 1971 und gab das Amt dann ab, weil die Aufgabenfülle so groß geworden war, dass sie nebenberuflich kaum mehr zu leisten war. Nach ihm wurde mit Jiří Hanzl daher der erste hauptamtliche Trainer der Vereinsgeschichte verpflichtet. Der Tscheche forderte von seinen Spielern vor allem Disziplin. Er professionalisierte die Saisonvorbereitung und führte sein konditionell daher starkes Team in die Spitzengruppe der damals zweitklassigen Oberliga.
1973 wurde der Diplom-Sportlehrer Dieter Hoja aus Dortmund verpflichtet, der einen weniger autoritären Führungsstil etablierte. Abgesehen von einem Intermezzo des Briten Sandy Archer trainierte Hoja den ECD fünf Jahre lang und führte ihn in die Bundesliga. Der zweite Tscheche hinter der Bande wurde ab 1978 Jaroslav Walter. Wie sein Landsmann Hanzl führte er die Mannschaft mit harter Hand und legte viel Wert auf Disziplin. Mit dem dreifachen Deutschen Hammerwurf-Meister Hans Fahsl stand ihm zudem erstmals ein Konditionstrainer zur Seite.
Ab 1981 ging die Kontinuität der vorherigen 15 Jahre verloren. In vier Jahren gab es sieben Trainerwechsel: Auf Otto Schneitberger folgten Jorma Siitarinen, noch einmal Dieter Hoja, Vladimír Čechura, Dieter Hoja in seiner vierten Amtszeit, Gerhard Kießling, Heinz Zerres sowie Ricki Alexander, der als erster Kanadier seit fast 20 Jahren das Kommando übernahm und das Team erstmals in die Endrunde um die deutsche Meisterschaft führte. Sein Nachfolger Jan Eysselt erreichte mit der Mannschaft in der Saison 1985/86 das Playoff-Halbfinale, was die beste Platzierung der Iserlohner Eishockeygeschichte bedeutete. Nach zwei Jahren trat er im Sommer 1987 infolge des Finanzchaos zurück. Kurzzeitig war Jaroslav Pouzar als Spielertrainer tätig, bevor Otto Schneitberger die Mannschaft bis zur Einstellung des Spielbetriebs trainierte.
Prägender Trainer des Nachfolgevereins ECD Sauerland war Jozef Golonka, der die Mannschaft nach dem Aufstieg in die 2. Bundesliga im Jahr 1989 von Spielertrainer Peter Gailer übernahm. Der Slowake, der als Spieler unter anderem die Silbermedaille bei den Olympischen Winterspielen 1968 gewonnen hatte und als Trainer zweimal Deutscher Meister geworden war, ist seit 1998 Mitglied der IIHF Hall of Fame. Er blieb etwas mehr als zwei Jahre in Iserlohn. Anschließend übernahmen wieder einige kanadische Trainer das Amt, bis auch der ECD Sauerland Konkurs anmelden musste.

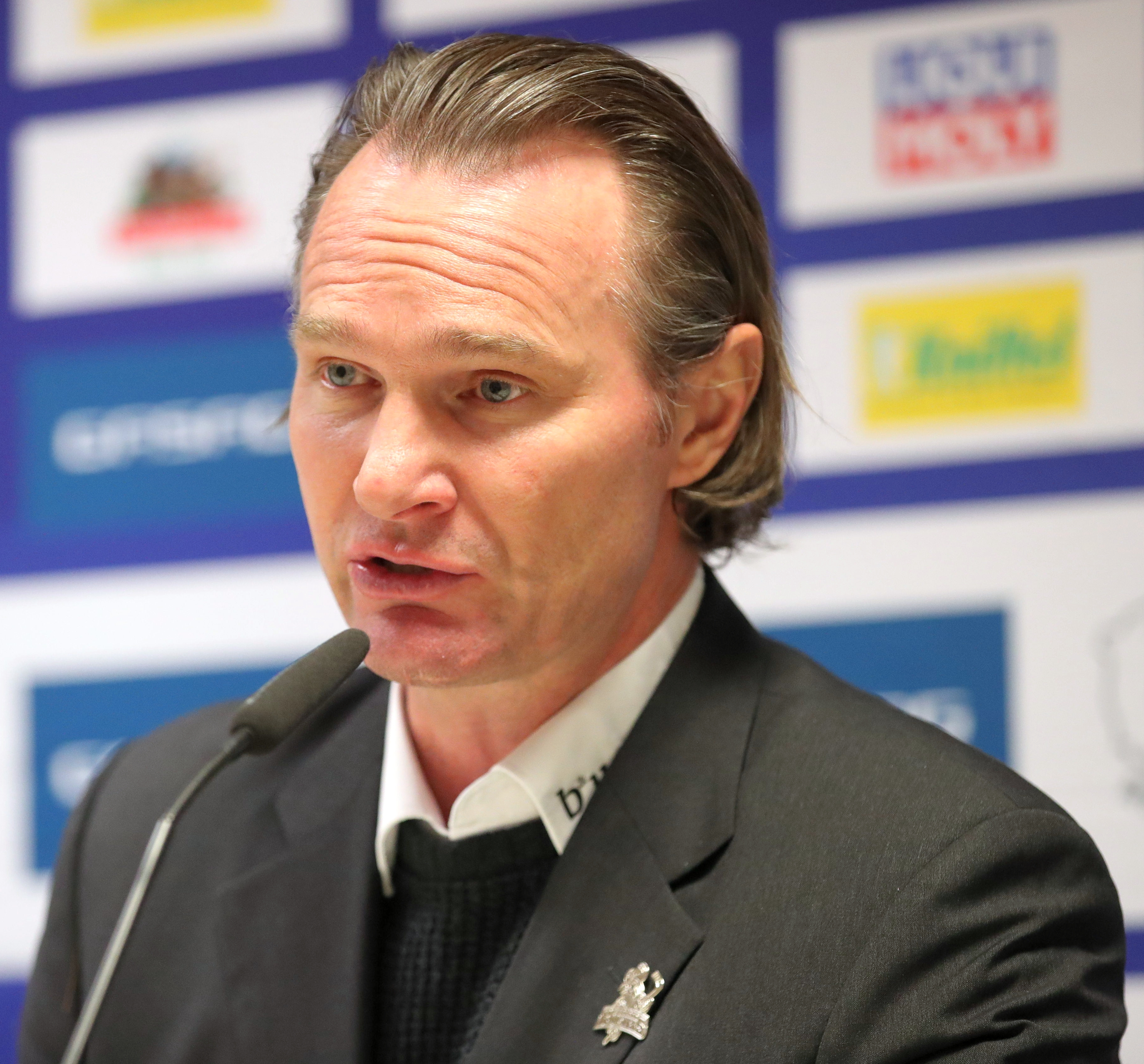
Greg Poss wurde von den Fans zum besten Trainer der Iserlohner Eishockeygeschichte gewählt (2022).

Geburtshelfer für den Iserlohner EC war dann wieder Peter Gailer, der von 1994 bis 1997 am Seilersee hinter der Bande stand und als Spieler und Trainer insgesamt 14 Jahre lang für das Iserlohner Eishockey tätig war. Nachdem sein Vertrag nicht verlängert worden war, wurde im Jahr 1997 mit Greg Poss der erste US-amerikanische Trainer verpflichtet. Er blieb solange wie zuvor kein anderer Coach. 2003 beendete er sein Engagement bei den inzwischen in der Deutschen Eishockey Liga (DEL) spielenden Iserlohn Roosters auf eigenen Wunsch. Von den Fans wurde er im Jahr 2024 zum besten Trainer der Sauerländer Eishockeygeschichte gewählt.
Der Trainer mit den meisten DEL-Spielen für die Roosters ist Doug Mason, der in zwei Amtszeiten bei insgesamt 290 Partien hinter der Bande stand. Er hatte das Amt nach der Entlassung des Poss-Nachfolgers Dave Whistle im Herbst 2003 übernommen und hielt sich drei Jahre, ehe er im Jahr 2010 für weitere drei Jahre nach Iserlohn zurückkehrte. Rick Adduono war der erste Trainer, der die Roosters in die Playoffs führte. Nach schwierigen Verhandlungen wurde sein Vertrag im Frühjahr 2008 nach nur einem Jahr aber nicht verlängert. Sein Nachfolger wurde Steve Stirling, der im Februar 2009 entlassen wurde. Anschließend übernahm mit Ulrich Liebsch zum ersten Mal seit zwölf Jahren wieder ein Deutscher den Posten des Cheftrainers.
Die bislang erfolgreichste Phase der Roosters-Geschichte prägte Jari Pasanen. Der Finne war als Assistenztrainer in Masons zweiter Amtszeit tätig, bevor er im Oktober 2013 auf den Cheftrainer-Posten rückte. Zusammen mit seinem Co-Trainer Jamie Bartman führte er die Roosters dreimal in Folge in die Playoffs. Nach vier Jahren wurde er im Oktober 2017 entlassen; kein Trainer war länger am Stück für die Roosters in der DEL aktiv. Auf Pasanen folgten sieben Trainer in acht Jahren: Rob Daum, Jamie Bartman, Jason O’Leary, der ehemalige Roosters-Spieler Brad Tapper, Kurt Kleinendorst, mit Greg Poss ein Rückkehrer und Doug Shedden. Keiner von ihnen absolvierte mehr als 80 Spiele.
Seit 2025 ist Stefan Nyman als Cheftrainer im Amt. Er ist der erste Schwede, der diese Funktion in Iserlohn übernommen hat, und war Ende der 1990er Jahre bereits als Spieler beim IEC aktiv.

### Übersicht und Statistik

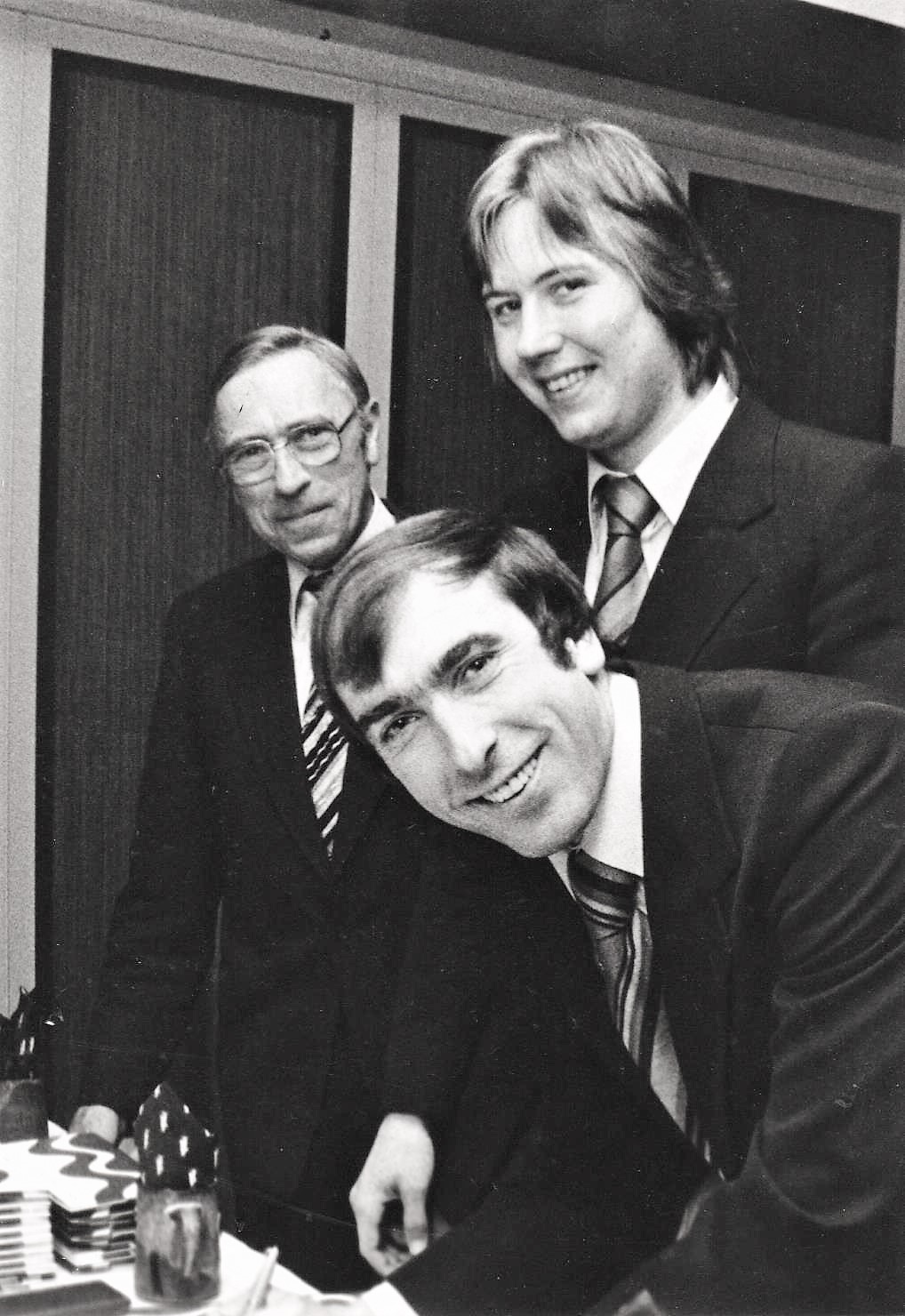
Otto Schneitberger (vorne, mit Hansheinz Hauser und Lothar Kremershof, etwa 1978), ECD-Trainer in den Jahren 1981 und 1987

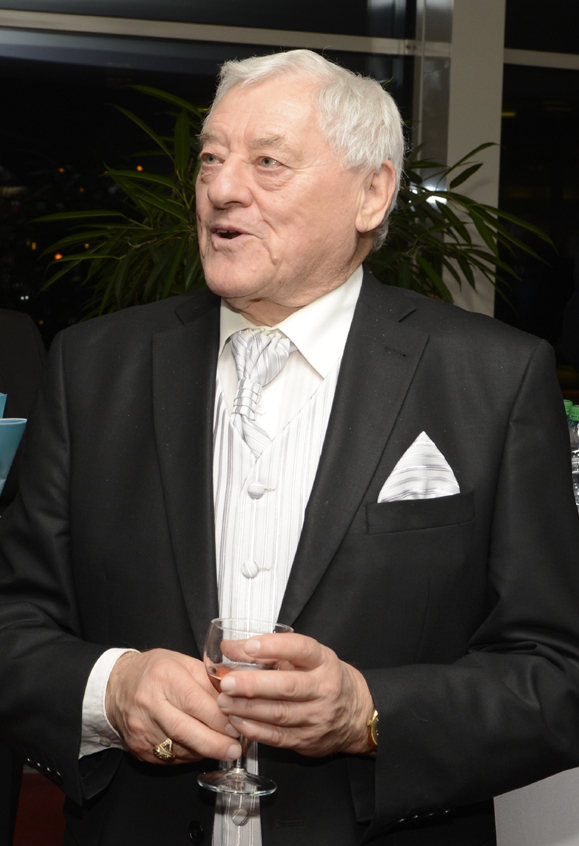
Jozef Golonka (2015), ECD-Trainer von 1989 bis 1991

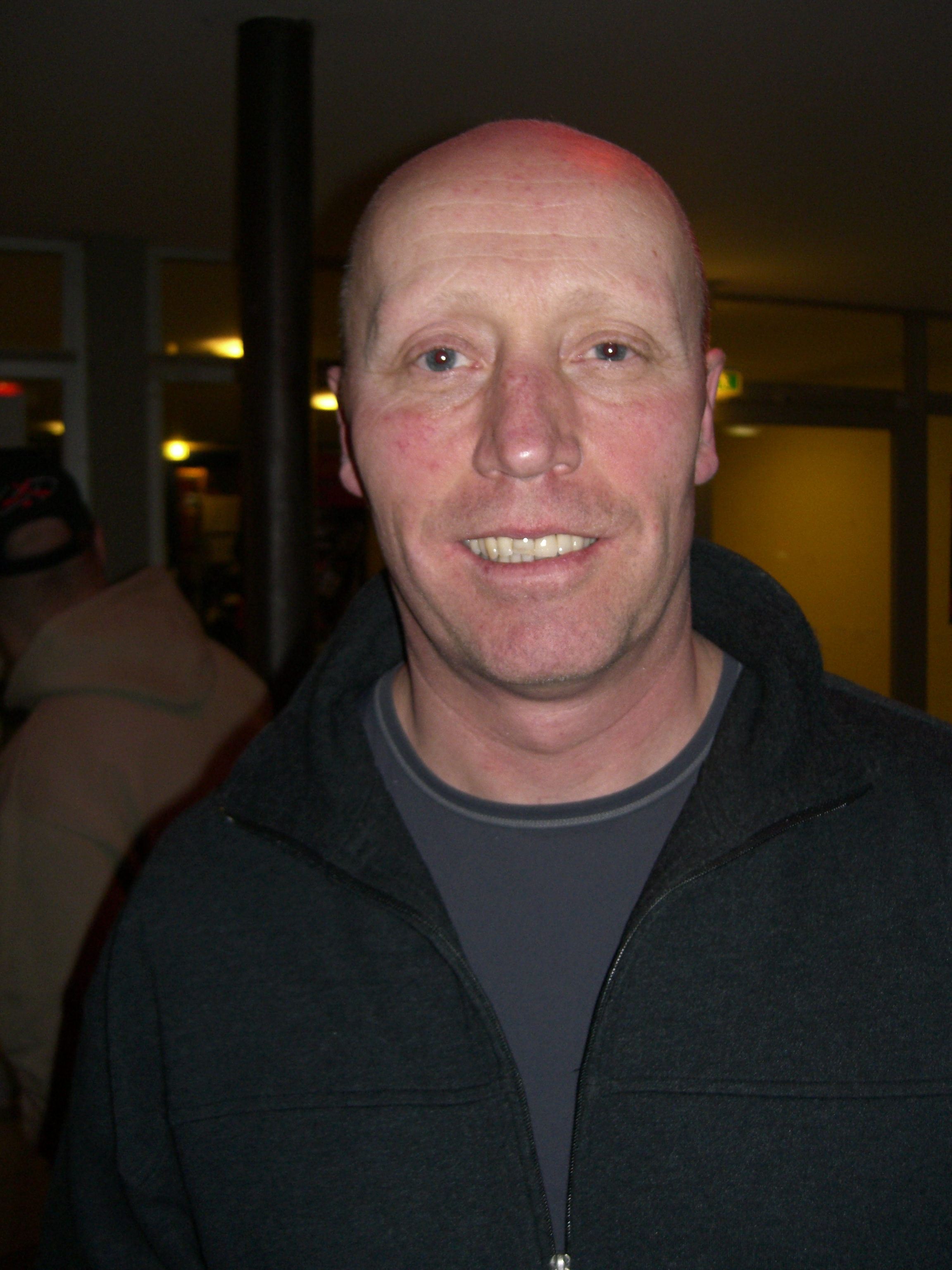
Doug Mason (2006), Roosters-Trainer von 2003 bis 2006 sowie von 2010 bis 2013

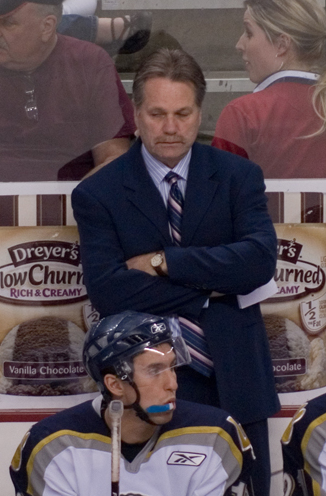
Rick Adduono (2007), Roosters-Trainer von 2007 bis 2008

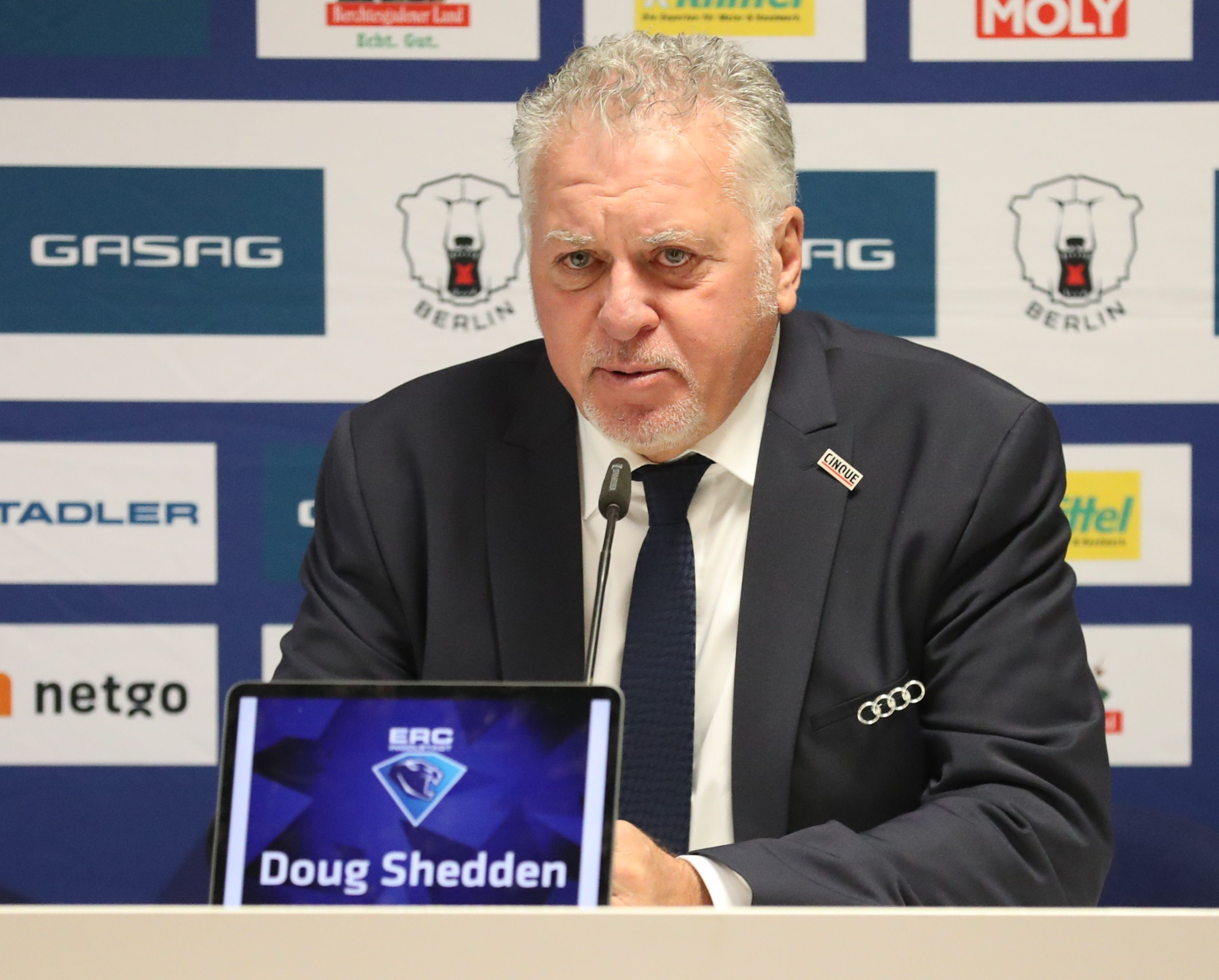
Doug Shedden (2021), Roosters-Trainer von 2023 bis 2025

| Zeitraum                          | Name                   | Nat.                   | Spiele | Siege | Siegquote | Anmerkung |
| --------------------------------- | ---------------------- | ---------------------- | ------ | ----- | --------- | --- |
| EC Deilinghofen / ECD Iserlohn    |                        |                        |        |       |           | |
| 1959–1961                         | Charles McCuaig        | Kanada                 | 30     | 21    | 70,0 %    | Mitglied der kanadischen Streitkräfte |
| 1961/62                           | Victor Leury           | Kanada                 | 16     | 11    | 68,8 %    | Mitglied der kanadischen Streitkräfte |
| 1962/63                           | Harry-Henry Craig      | Kanada                 | 16     | 14    | 87,5 %    | Mitglied der kanadischen Streitkräfte |
| 1963–1965                         | Jim Taylor             | Kanada                 |        |       |           | Mitglied der kanadischen Streitkräfte |
| 1965                              | James Jones            | Kanada                 |        |       |           | Mitglied der kanadischen Streitkräfte |
| 1965–1971                         | Horst Kubik            | Deutschland            |        |       |           | erster deutscher Trainer des ECD |
| 1971–1973                         | Jiří Hanzl             | Tschechien             | 56     | 38    | 67,9 %    | erster hauptamtlicher und erster tschechoslowakischer Trainer des ECD |
| 1973/74                           | Dieter Hoja            | Deutschland            | 36     | 21    | 58,3 %    | |
| 1974                              | Sandy Archer           | Vereinigtes Konigreich |        |       |           | Olympiasieger 1936 als Spieler; Mitglied der British Ice Hockey Hall of Fame; erster britischer Trainer des ECD; Entlassung während der Saison                                                                         |
| 1974–1978                         | Dieter Hoja            | Deutschland            |        |       |           | zweite Amtszeit |
| 1978–1981                         | Jaroslav Walter        | Tschechien             |        |       |           | Mitglied der slowakischen Hockey Hall of Fame; Entlassung während der Saison |
| 1981                              | Otto Schneitberger     | Deutschland            |        |       |           | Mitglied der Hockey Hall of Fame Deutschland |
| 1981                              | Jorma Siitarinen       | Finnland               | 24     | 11    | 45,8 %    | erster finnischer Trainer des ECD; Entlassung während der Saison |
| 1981–1982                         | Dieter Hoja            | Deutschland            | 28     | 14    | 50,0 %    | dritte Amtszeit |
| 1982                              | Vladimír Čechura       | Tschechien             | 16     | 4     | 25,0 %    | Entlassung während der Saison |
| 1982–1983                         | Dieter Hoja            | Deutschland            | 26     | 10    | 38,5 %    | vierte Amtszeit |
| 1983–1984                         | Gerhard Kießling       | Deutschland            | 36     | 10    | 27,8 %    | Mitglied der Hockey Hall of Fame Deutschland; Entlassung während der Saison |
| 1984                              | Heinz Zerres           | Deutschland            | 10     | 6     | 60,0 %    | |
| 1984–1985                         | Ricki Alexander        | Kanada                 | 39     | 12    | 30,8 %    | unterstützt von Co-Trainer Dieter Hoja |
| 1985–1987                         | Jan Eysselt            | Tschechien             | 84     | 40    | 47,6 %    | |
| 1987                              | Jaroslav Pouzar        | Tschechien             |        |       |           | interimsweise als Spielertrainer |
| 1987                              | Otto Schneitberger     | Deutschland            |        |       |           | zweite Amtszeit |
| ECD Sauerland                     |                        |                        |        |       |           | |
| 1988/89                           | Peter Gailer           | Deutschland            | 48     | 33    | 68,8 %    | als Spielertrainer |
| 1989–1991                         | Jozef Golonka          | Tschechien             | 100    | 69    | 69,0 %    | Mitglied der IIHF Hall of Fame sowie der Hockey Hall of Fame Deutschland; Entlassung während der Saison |
| 1991                              | Mark Taylor            | Kanada                 |        |       |           | interimsweise als Spielertrainer |
| 1991–1992                         | Bruce Keller           | Kanada-Deutschland     |        |       |           | Entlassung während der Saison |
| 1992                              | Mark Taylor            | Kanada                 |        |       |           | als Spielertrainer |
| 1992/93                           | Steven Polgar          | Kanada-Österreich      | 47     | 21    | 44,7 %    | |
| 1993/94                           | Bill Lochead           | Kanada                 | 51     | 23    | 45,1 %    | |
| Iserlohner EC / Iserlohn Roosters |                        |                        |        |       |           | |
| 1994–1997                         | Peter Gailer           | Deutschland            | 143    | 67    | 46,9 %    | zweite Amtszeit |
| 1997–2003                         | Greg Poss              | Vereinigte Staaten     | 353    | 172   | 48,7 %    | erster US-amerikanischer Trainer in Iserlohn; unterstützt von Co-Trainer Teal Fowler (ab 2001); DEL-Trainer des Jahres 2003                                                                                            |
| 2003                              | Dave Whistle           | Vereinigtes Konigreich | 9      | 3     | 33,3 %    | Mitglied der British Ice Hockey Hall of Fame; unterstützt von Teal Fowler; Entlassung während der Saison |
| 2003                              | Teal Fowler            | Vereinigte Staaten     | 2      | 0     | 0,0 %     | interimsweise |
| 2003–2006                         | Doug Mason             | Kanada                 | 145    | 58    | 40,0 %    | unterstützt von den Co-Trainern Teal Fowler (bis 2005) und Clayton Beddoes (2005/06) |
| 2006/07                           | Geoff Ward             | Kanada                 | 52     | 24    | 46,2 %    | unterstützt von Co-Trainer Bernd Haake |
| 2007/08                           | Rick Adduono           | Kanada                 | 63     | 36    | 57,1 %    | unterstützt von den Co-Trainern Bernd Haake und Ulrich Liebsch; Teilnahme am DEL All-Star Game 2008 |
| 2008–2009                         | Steve Stirling         | Kanada                 | 44     | 19    | 43,2 %    | unterstützt von Bernd Haake und Ulrich Liebsch; Entlassung während der Saison |
| 2009–2010                         | Ulrich Liebsch         | Deutschland            | 90     | 38    | 42,2 %    | zuvor Co-Trainer; unterstützt von Bernd Haake und Torwarttrainer Benedikt Weichert; Entlassung während der Saison |
| 2010–2013                         | Doug Mason             | Kanada                 | 145    | 63    | 43,4 %    | zweite Amtszeit; unterstützt von den Co-Trainern Bernd Haake (bis 2012) und Jari Pasanen (ab 2012) sowie Benedikt Weichert (bis 2011); Entlassung während der Saison                                                   |
| 2013–2017                         | Jari Pasanen           | Finnland               | 204    | 95    | 46,6 %    | zuvor Co-Trainer; unterstützt von Co-Trainer Jamie Bartman und Torwarttrainer Mika Tarvainen (ab 2014); Entlassung während der Saison                                                                                  |
| 2017                              | Jamie Bartman          | Kanada-Deutschland     | 2      | 2     | 100 %     | interimsweise |
| 2017–2018                         | Rob Daum               | Kanada                 | 60     | 29    | 48,3 %    | unterstützt von Jamie Bartman, Mika Tarvainen und Videotrainer Christian Hommel; Entlassung während der Saison |
| 2018–2019                         | Jamie Bartman          | Kanada-Deutschland     | 33     | 10    | 30,3 %    | zuvor Co-Trainer; unterstützt von Co-Trainer Christian Hommel |
| 2019–2021                         | Jason O’Leary          | Kanada                 | 69     | 25    | 36,2 %    | unterstützt von den Co-Trainern Jim Midgley (2019/20), Brad Tapper und Artur Grass (beide ab 2020) sowie den Torwarttrainern Anders Palm (2019/20) und Cameron MacDonald (ab 2020); Entlassung während der Saison      |
| 2021–2022                         | Brad Tapper            | Kanada                 | 55     | 23    | 41,8 %    | ehemaliger Roosters-Spieler; zuvor Co-Trainer; unterstützt von einem Trainerteam um Artur Grass, Cameron MacDonald und Johan Åkerman (ab Dezember 2021); Entlassung während der Saison                                 |
| 2022                              | Kurt Kleinendorst      | Vereinigte Staaten     | 31     | 12    | 38,7 %    | unterstützt von Co-Trainer Johan Åkerman und Development Trainer Artur Grass (beide bis Sommer 2022), Co-Trainer Pierre Beaulieu (ab Sommer 2022) und Torwarttrainer Cameron Mac Donald; Entlassung während der Saison |
| 2022                              | Pierre Beaulieu        | Kanada                 | 1      | 1     | 100 %     | interimsweise |
| 2022–2023                         | Greg Poss              | Vereinigte Staaten     | 58     | 23    | 39,7 %    | zweite Amtszeit; unterstützt von Pierre Beaulieu, Cameron MacDonald und Artur Grass (bis Sommer 2023); Entlassung während der Saison                                                                                   |
| 2023                              | Pierre Beaulieu        | Kanada                 | 6      | 2     | 33,3 %    | interimsweise |
| 2023–2025                         | Doug Shedden           | Kanada                 | 76     | 28    | 36,8 %    | unterstützt von den Co-Trainern Pierre Beaulieu (bis Dezember 2024) und Frank Fischöder (ab Dezember 2024) sowie Cameron MacDonald; Entlassung während der Saison                                                      |
| 2025                              | Franz-David Fritzmeier | Deutschland            | 10     | 4     | 40,0 %    | interimsweise |
| seit 2025                         | Stefan Nyman           | Schweden               |        |       |           | ehemaliger IEC-Spieler; erster schwedischer Trainer in Iserlohn; unterstützt von einem Trainerteam um Janne Kujala, Tony Zabel und Santeri Hilli                                                                       |

### Iserlohns Trainer des Jahres
Zwischen 1980 und 2018 rief der Iserlohner Kreisanzeiger (IKZ) jährlich zur Wahl des Trainers des Jahres auf. Folgende ECD-, IEC- und Roosters-Trainer sind mit dieser Auszeichnung geehrt worden:
- 1980: Hans Fahsl (Konditionstrainer)
- 1981: Hans Fahsl (Konditionstrainer)
- 1982: Dieter Hoja
- 1985: Jan Eysselt
- 1986: Jan Eysselt
- 1987: Hans Fahsl (Konditionstrainer)
- 1988: Peter Gailer
- 1989: Jozef Golonka
- 1990: Jozef Golonka
- 1993: Bill Lochead
- 1994: Peter Gailer
- 1995: Peter Gailer
- 1996: Peter Gailer
- 1997: Greg Poss
- 1998: Greg Poss
- 2000: Greg Poss
- 2001: Greg Poss
- 2002: Greg Poss
- 2004: Doug Mason
- 2007: Rick Adduono
- 2009: Ulrich Liebsch
- 2017: Rob Daum

## Stammverein
Der Stammverein der Iserlohn Roosters GmbH ist der Iserlohner EC e. V., welcher für den Nachwuchsbereich verantwortlich ist. Zuletzt umfasste der Verein 2681 Mitglieder (Stand: 29. Juni 2016). Seit Mai 2006 ist der ehemalige Schiedsrichter-Obmann des DEB Bernd Schnieder Vorsitzender der Young Roosters. Im Mai 2015 übernahm der Roosters-Rekordspieler Collin Danielsmeier das Amt des 2. Vorsitzenden. Mit dem neuen Nachwuchskoordinator Christian Hommel wurde ein weiterer langjähriger DEL-Spieler in die Nachwuchsabteilung miteingebunden. Das Hauptziel des Gesamtkonzepts ist die Etablierung der Jugendmannschaft in der Deutschen Nachwuchsliga sowie der Bau einer zweiten Eisfläche. Dies soll langfristig wieder vermehrt den Sprung eigener talentierter Nachwuchsspieler in die DEL-Mannschaft ermöglichen.

### Young Roosters

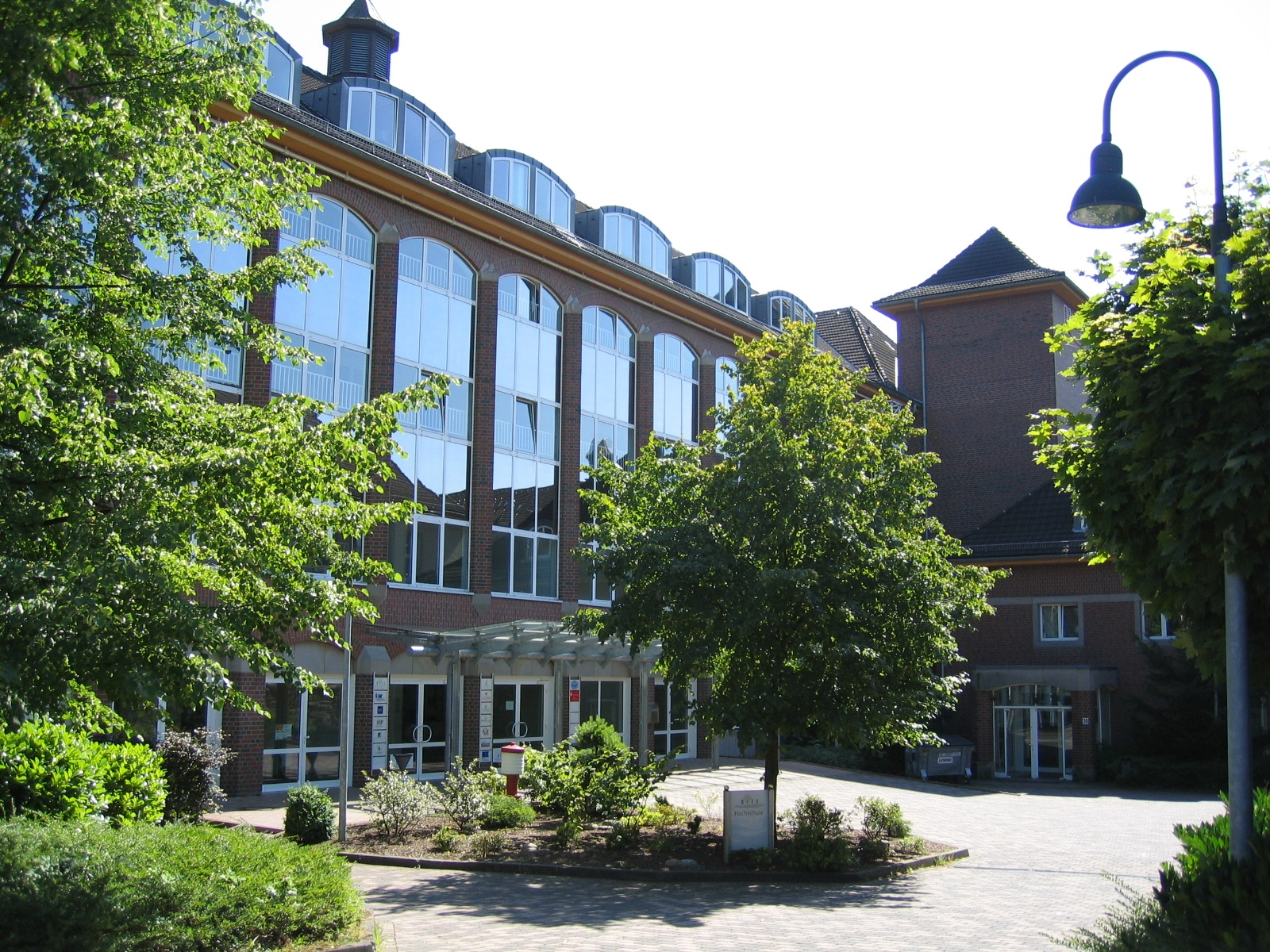
Die Business and Information Technology School ist Partner der Young Roosters

Die Nachwuchsabteilung des Iserlohner EC wurde 2002, zwei Jahre nach dem DEL-Beitritt der Profis und deren Namenswechsel in „Roosters“, in Iserlohner EC Young Roosters e. V. umbenannt. Bei einem mittleren sechsstelligen Etat unterhält man acht Teams aller Altersklassen. Die Spieler werden dabei von hauptamtlichen und mehreren Trainern auf Honorarbasis unterstützt. Die Jugend wurde in der Saison 2007/08 Meister und stieg in die DNL auf, in der man zwei Jahre spielte. 2016 erfolgte der Wiederaufstieg. Auch die anderen Teams spielen jeweils in den höchsten Ligen der Altersklassen. Iserlohn ist die einzige Stadt in NRW und der einzige DEL-Standort überhaupt, an dem Eislaufen Pflichtfach an Grundschulen ist. Dieses Projekt verhilft jährlich rund 20 Grundschülern zum Eishockey. Außerdem wurde 2001 das Projekt ISTI begonnen. Die Business and Information Technology School ist Partner bei ISTI, einem Teilzeitinternat mit rund 65 Schülern, die zugleich bei den Young Roosters Eishockey erlernen können. Ähnlich verläuft die Kooperation mit dem „Privatgymnasium Iserlohn“.
| Teams der Young Roosters in der Saison 2016/17 | Teams der Young Roosters in der Saison 2016/17 | Teams der Young Roosters in der Saison 2016/17 |
| ---------------------------------------------- | ---------------------------------------------- | ---------------------------------------------- |
| Mannschaft                                     | Liga                                           |                                                |
| Jugend                                         | DNL                                            |                                                |
| Schüler                                        | Schüler-Bundesliga / NRW Liga                  |                                                |
| Knaben                                         | West A / B                                     |                                                |
| Kleinschüler                                   | West A                                         |                                                |
| Bambinis                                       | Turniermodus                                   |                                                |
| Miniroosters                                   | Turniermodus                                   |                                                |

| Erfolge der Young Roosters | Erfolge der Young Roosters      | Erfolge der Young Roosters |
| -------------------------- | ------------------------------- | -------------------------- |
| Jahr                       | Titel                           |                            |
| 2000                       | Deutsche Junioren-Meisterschaft |                            |
| 2008                       | Deutsche Jugend-Meisterschaft   |                            |
| 2016                       | Deutsche Schüler-Meisterschaft  |                            |
| 2016                       | DNL2-Meisterschaft              |                            |
| 2018                       | DNL2-Meisterschaft              |                            |

### IEC-Amateure (Iserlohner EC 1b)
| Saison  | Liga             | Vorrunde | Play-offs               | Endplatzierung |
| ------- | ---------------- | -------- | ----------------------- | -------------- |
| 2005/06 | Verbandsliga NRW | 1        | Regionalliga-Pokal NRW  | 4              |
| 2006/07 | Regionalliga NRW | 6        | Oberliga-Aufstiegsrunde | 8              |
| 2007/08 | Regionalliga NRW | 6        | Oberliga-Aufstiegsrunde | 7              |
| 2008/09 | Regionalliga NRW | 9        | Regionalliga-Pokal NRW  | 9              |
| 2009/10 | Verbandsliga NRW | 4        | Verbandsliga-Pokal NRW  | 3              |

Ein weiteres Ziel des Iserlohner Eishockeys war kurzzeitig die Etablierung einer zweiten Mannschaft im Seniorenbereich mit vornehmlich jungen Spielern, den „Young Wild Roosters“ in der Regionalliga. Als Vorbild dienen hier die Eisbären Juniors Berlin. Dieses Vorhaben gelang nach dem Aufstieg aus der Verbandsliga in der ersten Saison. Auch die Oberliga-Aufstiegsrunde wurde mehrmals erreicht, dort scheiterte man dann allerdings. Nach vier Jahren wurde die Mannschaft aufgelöst, da aufgrund der Teilnahme der Jugendmannschaft an der DNL zu wenig junge Spieler zur Verfügung standen, die weiterentwickelt werden konnten.
Um auch weiterhin den Spielern, nach dem altersbedingten Ausscheiden aus dem Nachwuchsbereich, eine Möglichkeit zu geben Eishockey auf gehobenem Amateurniveau in Iserlohn spielen zu können, wurde ein neues Team gegründet. Die „IEC-Amateure“ starteten in der Verbandsliga und bestanden hauptsächlich aus ehemaligen zurückkehrenden Nachwuchsspielern und Akteuren der bisherigen 1b-Mannschaft. Finanziert wurde das Team hauptsächlich durch Sponsoren- und Spendengeldern sowie durch einen Zuschuss des Hauptvereins. Nach einer Saison stellte man den Spielbetrieb der Mannschaft ein.

### Bekannte Spieler des Nachwuchses
- Jörg Schauhoff (ehemaliger Zweitligaspieler, Gründungsmitglied des ECD, Rekordtorschütze mit 346 Treffern des ECD)
- Gerhald Müll (ehemaliger Bundesligaspieler, Deutscher Meister 1976)
- Heinz-Dieter Brüggemann (ehemaliger Bundesligaspieler, aktuell Nachwuchstrainer in Iserlohn)
- Karl-Friedrich „Charly“ Stenner-Borghoff (ehem. Erst- und Zweitligaspieler, langjähriger Nachwuchstrainer)
- Gerd „Charly“ Karl (ehemaliger Erst- und Zweitligaspieler, langjähriger Kapitän des EC Deilinghofen)
- Peter Romberg (ehemaliger Bundesligaspieler, Deutscher Meister 1988 mit dem Kölner EC, beim NHL Entry Draft 1985 in zehnter Runde von den Calgary Flames gezogen)
- Andreas Pokorny (ehemaliger Bundesliga- und DEL-Spieler, Deutscher Meister 1987, 1988, 1995)
- Karsten Mende (ehemaliger DEL-Spieler, Deutscher Meister 1995, heute Manager der Roosters)
- Georg „Butzi“ Gailer (ehemaliger Bundesliga- und DEL-Spieler, Stiefsohn von Peter Gailer)
- Till Feser (ehemaliger DEL-Spieler, Deutscher Meister mit den Mannheimer Adlern 1997)
- Collin Danielsmeier (DEL-Spieler bei den Iserlohn Roosters, Nationalspieler, Deutscher Meister mit den Kölner Haien 2002, Deutscher Junioren-Meister 2000)
- Christian Hommel (DEL-Spieler bei den Iserlohn Roosters, Nationalspieler, Deutscher Junioren-Meister 2000)
- Dieter Orendorz (DEL-Spieler bei den Iserlohn Roosters, Junioren-Nationalspieler, Deutscher Jugend-Meister 2008)
- Rebecca Orendorz geb. Graeve, deutsche Nationalspielerin mit über 150 Länderspielen

Sergei Samsonow spielte bei einem Nachwuchsturnier in Iserlohn für den HK ZSKA Moskau. Zusammen mit vier russischen Mannschaftskameraden blieb er danach für ein Jahr bei einer Gastfamilie und spielte in dieser Zeit für den ECD-Nachwuchs.

## Spielstätten
Seit der Stationierung der kanadischen Truppen gab es eine Eissporthalle im Hemeraner Vorort Deilinghofen, der zugleich Gründungsort des Eishockeys im Sauerland ist. In den ersten Jahren war die Eissporthalle Deilinghofen unüberdacht, seit 1959 aber mit genügenden Schutzvorrichtungen gegen Wind und Wetter ausgestattet. Die Halle fasste am Ende 1500 Zuschauer und galt damals als stimmungsreicher Hexenkessel. 1999, im Jahr des 40. Gründungsjubiläums des ECD, wurde die Eishalle in Deilinghofen unter heftiger Kritik der Einheimischen und vieler Fans abgerissen.

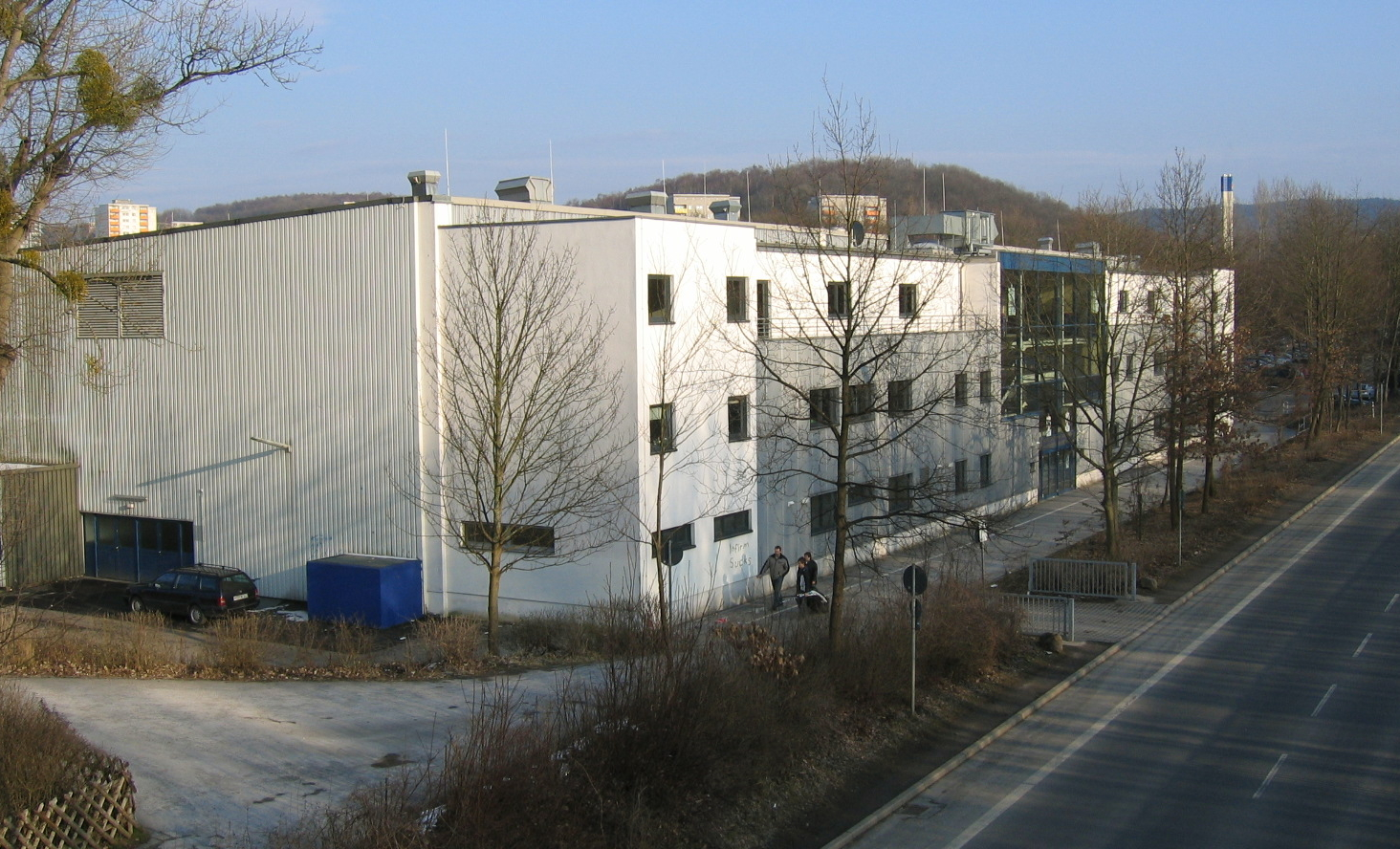
Die Eissporthalle Iserlohn in der Rückansicht

Mit dem Abzug der Kanadier wurde der Betrieb der Eishalle für den ECD zu kostenintensiv, weshalb in der Nachbarstadt Iserlohn eine modernere Anlage errichtet wurde. Einige Lokalpolitiker und Unternehmer setzten sich für die damalige Kreisstadt als Standort ein. Seit 1971 spielten der ECD, IEC, beziehungsweise die Roosters am Seilersee vor Rängen für maximal 4500 Zuschauern. Dieses Limit wurde seit der Eröffnung der Eissporthalle Iserlohn inoffiziell einige Male durchbrochen. Der Ruf als Hexenkessel blieb auch in der neuen Halle bis heute bestehen.
Im Rahmen der Modernisierung vieler DEL-Stadien wurde auch die „Puckhöhle“ am Seilersee in mehreren Ausbaustufen erweitert und umgestaltet. Zuerst wurde die Sitzplatztribüne um eine Empore aufgestockt, auf der neben Gastronomiebereich und Sitzplätzen für die VIPs auch die Stadionsprecherkabine seinen neuen Platz fand. Ein zweiter Schritt wurde in der Sommerpause 2007 realisiert. Auf der Nordseite entstanden weitere VIP- und Sitzplätze und die Haupttribüne wurde um einige Stufen und einen Gastronomiebereich für alle Stehplatzbesucher erweitert. In der dritten Ausbaustufe wich das ehemalige Restaurant im Sommer 2009 einer Sitzplatztribüne. Weitere An- und Umbauten wie Vergrößerung der Mannschaftskabine, neue Büros u. ä. komplettierten die Modernisierung der Halle. Dabei wurde die Kapazität der Eissporthalle die Marke von 5000 Plätzen nicht überschritten.

## Vereinskultur

### Fans und Rivalitäten
Die Fans der Iserlohn Roosters gelten seit jeher als stimmungsvoll und begeisterungsfähig, Kommentatoren sprechen häufig vom „Hexenkessel am Seilersee“. Allerdings gibt es Stimmen innerhalb der Fangemeinde, die die Stimmung in früheren Jahren als noch besser empfanden. Es gibt rund 20 offizielle Fanclubs, von denen die meisten von 1999 bis 2016 im Iserlohner Fan-Projekt zusammengefasst waren. Neben einem offiziellen Fanbeauftragten existiert seit 2012 ein Fanbeirat aus zehn Personen, der die Interessen aller Fangruppen gegenüber dem Verein vertreten soll und ihm beratend zur Seite steht.

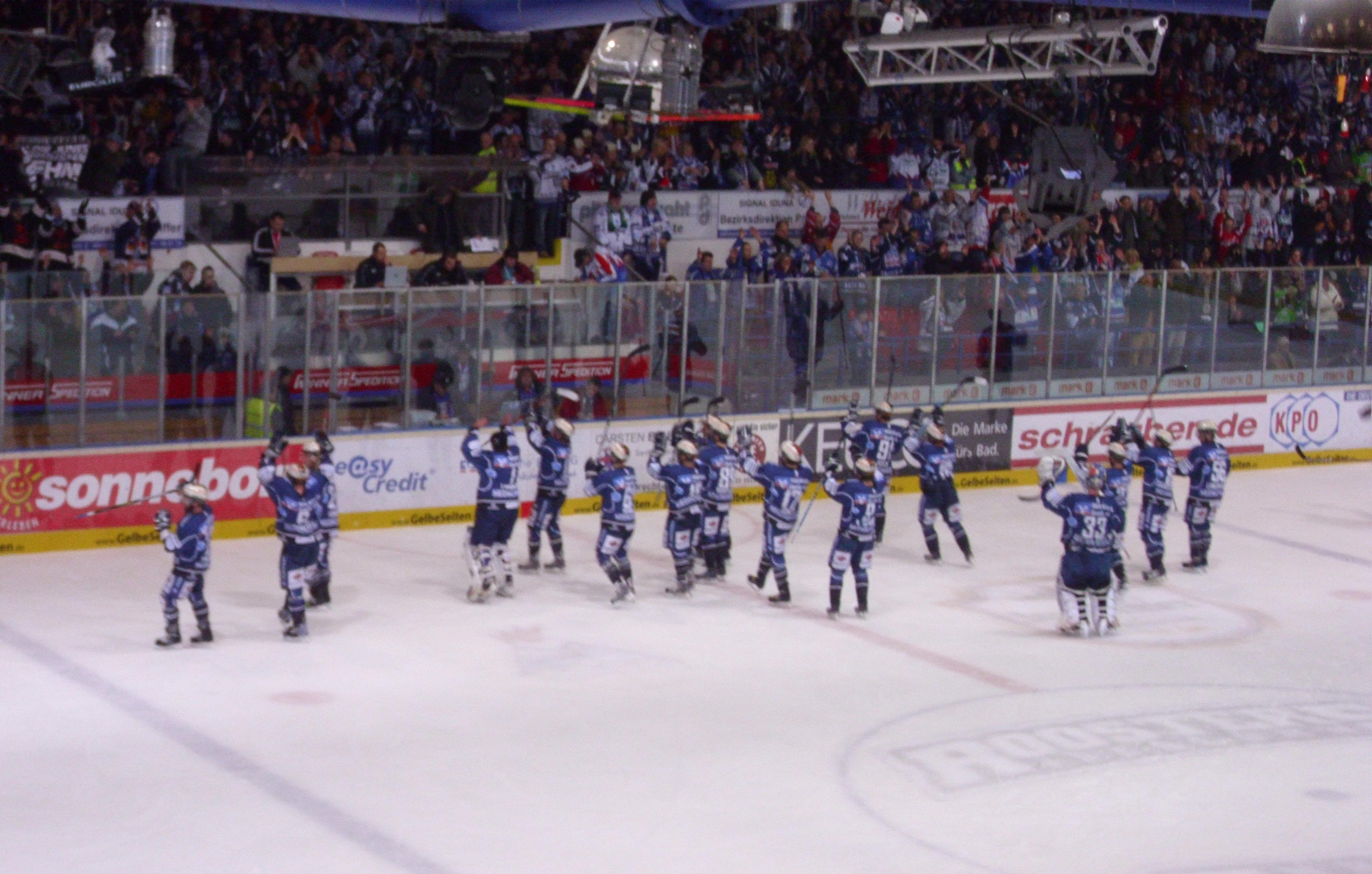
Iserlohn Roosters feiern einen Sieg mit den Fans in der Eissporthalle am Seilersee

Seit Jahrzehnten besteht eine Rivalität zu den Fans aus Essen. Diese gipfelte im „Messerwurf von Essen“ am 21. Januar 1994, als Fans des damaligen EHC Essen-West, angetrieben von einer schlechten Schiedsrichter-Leistung, Gegenstände wie zum Beispiel ein Messer und zwei Stahlkugeln auf die Spielfläche warfen. Die Iserlohner Spieler wollten daraufhin nicht mehr auflaufen und wurden dabei auch von der Vereinsführung unterstützt, obwohl ein hoher Punkteverlust möglich gewesen wäre. Der Unparteiische Mrachatz aus Amberg brach die Partie ab, die später dann zugunsten der Sauerländer gewertet wurde. Gründe für diese Hassliebe liegen in der geografischen Nähe, vielen Spielzeiten in einer Spielklasse, der etwa gleichen Teamstärke und vielen wechselseitigen Transfers zwischen Essen und Iserlohn. In den 1980er Jahren waren dies beispielsweise Earl Spry, Bruce Hardy, Dave Inkpen, Gordon Blumenschein und der Trainer Ricki Alexander, in letzter Zeit sind da vor allem Jimmy Waite, Petr Fical, Roland Verwey, Ralph Intranuovo, Alexej Dmitriev sowie Michael Wolf zu nennen.
Mit den Fans der Düsseldorfer EG bestand von Mitte der 1980er Jahre bis Ende der 1990er Jahre eine enge Fanfreundschaft. Diese ist allerdings 1999 in der Zweitliga-Play-off-Runde aufgrund einer sehr emotional geführten Serie zerbrochen und in eine Rivalität ausgeartet. Eine Fanfreundschaft verbinden die Fans der Roosters heute nur noch mit den Anhängern der Straubing Tigers.
Bemerkenswert ist auch, dass die Sauerländer deutschlandweit die längste Tradition haben, Sonderzüge zu veranstalten. Der erste Zug dieser Art startete bereits 1977 anlässlich der Bundesliga-Aufstiegsspiele gegen den Augsburger EV nach Augsburg. Mittlerweile sind 48 Sonderzüge aus Iserlohn zu diversen Eisstadien der Republik aufgebrochen.
| Sonderzüge seit Teilnahme an der Deutschen Eishockey Liga |                         |                                  |                   |            |
| Saison                                                    | Gegner                  | Ort                              | Datum             | Ergebnis 1 |
| 2000/01                                                   | Berlin Capitals         | Eissporthalle an der Jafféstraße | 16. März 2001     | 2:3        |
| 2001/02                                                   | München Barons          | Olympia-Eissportzentrum          | 25. Januar 2002   | 1:3        |
| 2002/03                                                   | Augsburger Panther      | Curt-Frenzel-Stadion             | 16. Februar 2003  | 2:3 n. P.  |
| 2003/04                                                   | ERC Ingolstadt          | Saturn-Arena                     | 25. Januar 2004   | 1:5        |
| 2004/05                                                   | Eisbären Berlin         | Wellblechpalast                  | 24. Oktober 2004  | 2:4        |
| 2005/06                                                   | Hamburg Freezers        | Color Line Arena                 | 16. Oktober 2005  | 1:5        |
| 2006/07                                                   | Straubing Tigers        | Eisstadion am Pulverturm         | 26. November 2006 | 3:2 n. V.  |
| 2007/08                                                   | Nürnberg Ice Tigers     | Arena Nürnberger Versicherung    | 9. Dezember 2007  | 0:9        |
| 2008/09                                                   | ERC Ingolstadt          | Saturn-Arena                     | 22. Februar 2009  | 5:4 n. V.  |
| 2009/10                                                   | Eisbären Berlin         | O2 World Berlin                  | 27. Dezember 2009 | 2:4        |
| 2010/11                                                   | EHC München             | Olympia-Eissportzentrum          | 21. Januar 2011   | 4:0        |
| 2011/12                                                   | Nürnberg Ice Tigers     | Arena Nürnberger Versicherung    | 18. Dezember 2011 | 4:1        |
| 2012/13                                                   | Hamburg Freezers        | O2 World Hamburg                 | 30. Dezember 2012 | 1:6        |
| 2013/14                                                   | Schwenninger Wild Wings | Helios Arena                     | 22. Dezember 2013 | 3:4 n. P.  |
| 2014/15                                                   | Augsburger Panther      | Curt-Frenzel-Stadion             | 16. November 2014 | 4:1        |
| 2015/16                                                   | Eisbären Berlin         | Mercedes-Benz Arena              | 6. Dezember 2015  | 0:3        |
| 2016/17                                                   | Straubing Tigers        | Eisstadion am Pulverturm         | 4. Dezember 2016  | 0:1 n. V.  |
| 2017/18                                                   | EHC Red Bull München    | Olympia-Eissportzentrum          | 29. November 2017 | 2:1        |
| 2018/19                                                   | Nürnberg Ice Tigers     | Arena Nürnberger Versicherung    | 4. November 2018  | 1:7        |
| 2019/20                                                   | Augsburger Panther      | Curt-Frenzel-Stadion             | 8. Dezember 2019  | 0:1        |
| 2024/25                                                   | Straubing Tigers        | Eisstadion am Pulverturm         | 12. Januar 2025   | 4:5        |
| 1 Ergebnis aus der Sicht Iserlohns                        |                         |                                  |                   |            |

Seit der Saison 2004/05 wird das Team von einer Cheerleader-Gruppe, den N’ICE RooStars, unterstützt.
Zur Tradition auf den Rängen wurde das Lied Sauerland der lokal bekannten Band Zoff. Daneben gibt es noch ein Iserlohn- und ein IEC-Lied. Das wohl beliebteste Lied der Waldstädter aber ist Rama Lama Ding Dong von Rocky Sharpe and the Replays, das bei eigenen Toren gespielt wird.
Auswärtsspiele werden von dem lokalen Radiosender Radio MK übertragen.

### Maskottchen

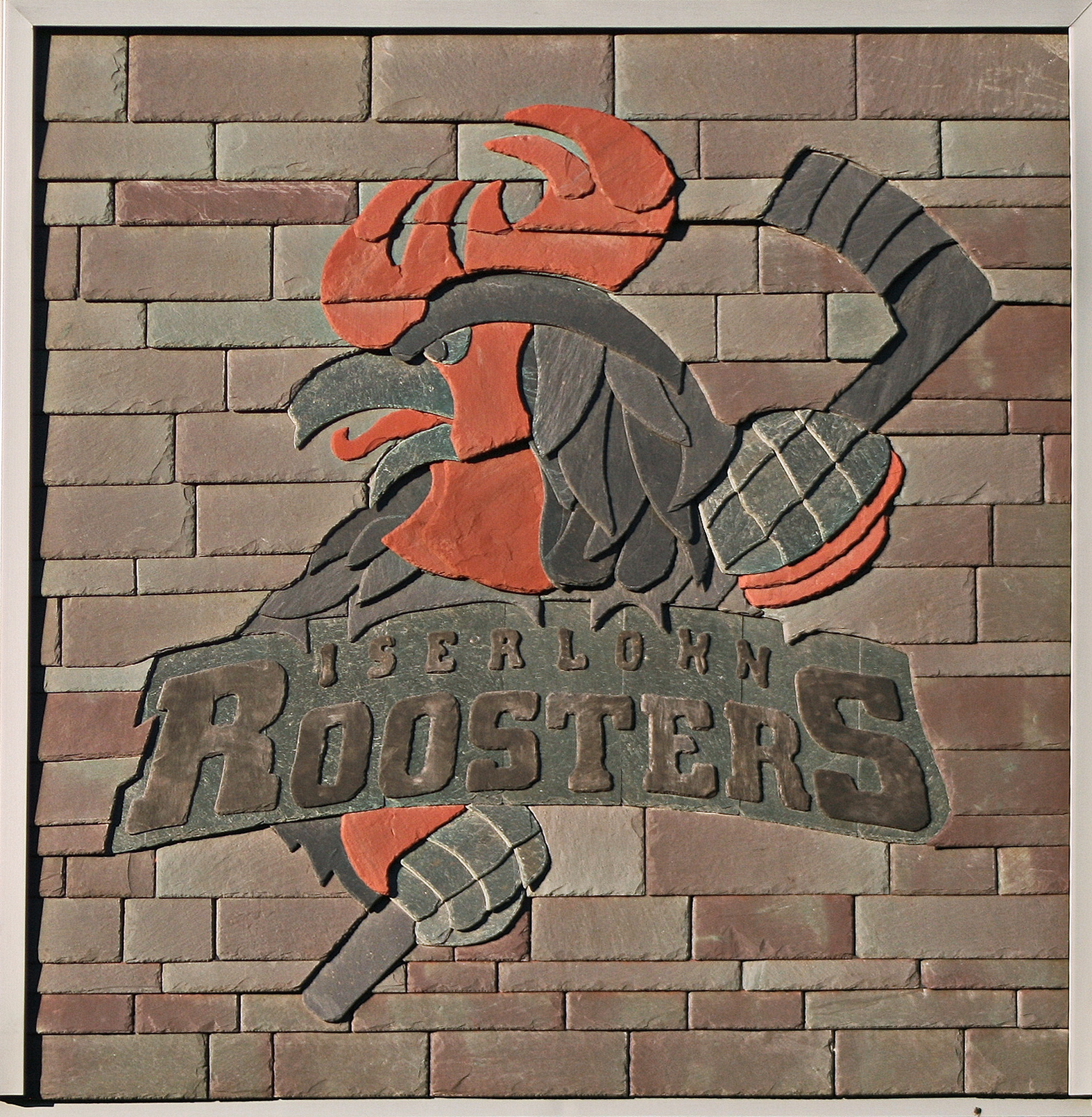
Roosters-Logo aus Naturschiefer an einer Hauswand in Iserlohn

Seit der Saison 2009/10 ist der Hahn Icey bei allen Heimspielen der Roosters anzutreffen. Optisch war er zunächst dem ersten DEL-Logo der Iserlohner angelehnt und tritt beim Einlauf der Mannschaft sowie bei Pausenspielen auf. Darüber hinaus begleitete das Maskottchen die Fans auch schon bei Sonderzügen und ist bei zahlreichen anderen Veranstaltungen, wie etwa den Saisoneröffnungsfeiern, anzutreffen. Zur Saison 2013/14 wurde das Aussehen dem aktuellen Logo angepasst.